# Hamburger Rathaus
Das Hamburger Rathaus ist der Sitz der Bürgerschaft und des Senats der Freien und Hansestadt Hamburg. Das prachtvolle Gebäude am Rathausmarkt wurde in den Jahren 1886 bis 1897 unter der Leitung des Architekten Martin Haller im Stil der Neorenaissance errichtet. Der Turm hat eine Höhe von 112 Metern und ist neben den Türmen der Hamburger Hauptkirchen eine bedeutende Landmarke im Hamburger Stadtbild. An den Innenhof mit dem Hygieia-Brunnen schließt sich auf der Rückseite das Gebäude der Hamburger Börse und Handelskammer an.

## Geschichte

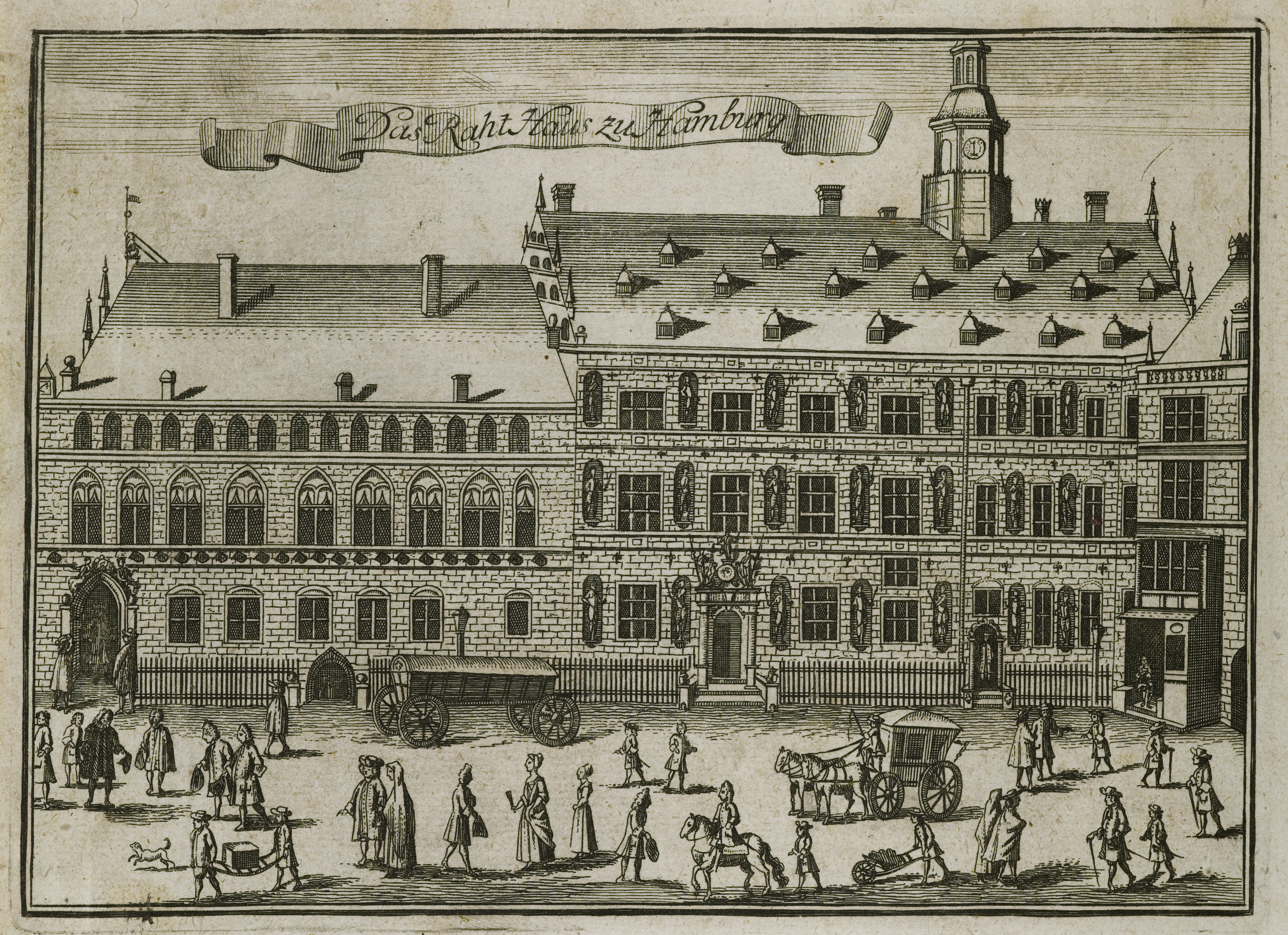
Altes Rathaus an der Trostbrücke von 1290, Zustand um 1700

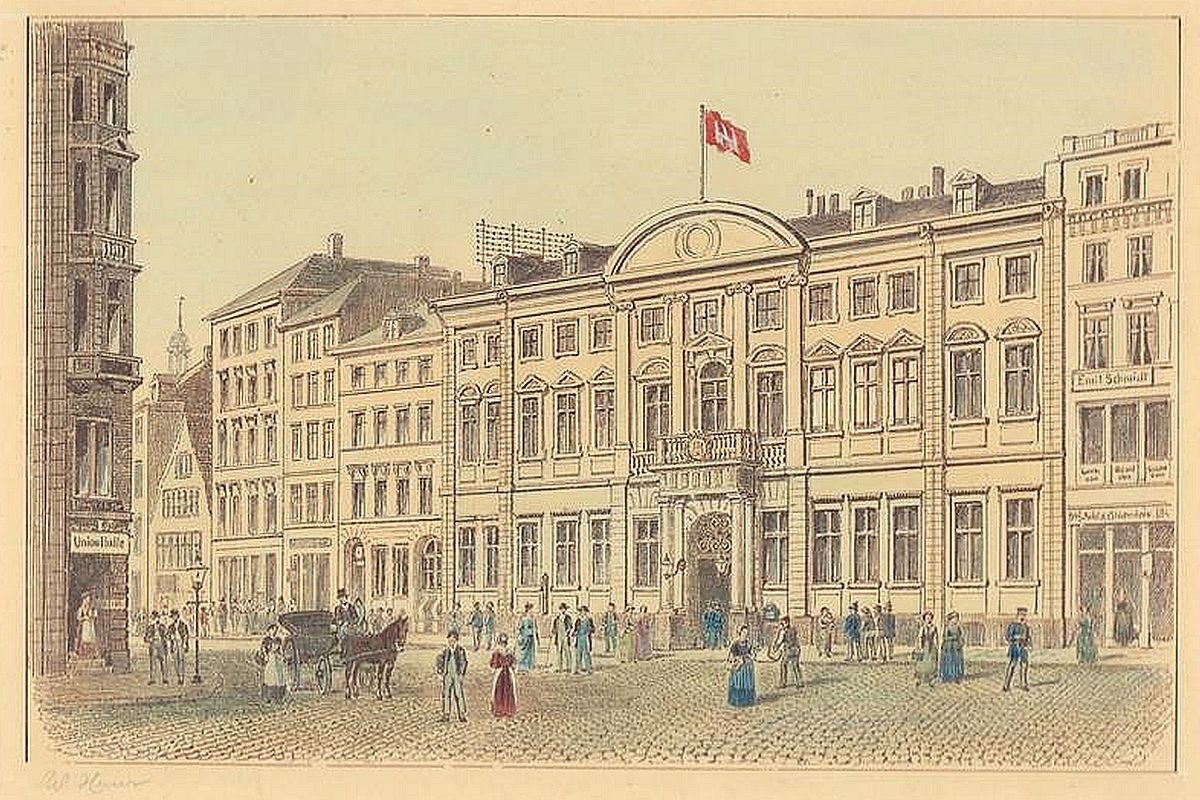
Rathaus (Mairie) zur „Franzosenzeit“ (1811–1814)

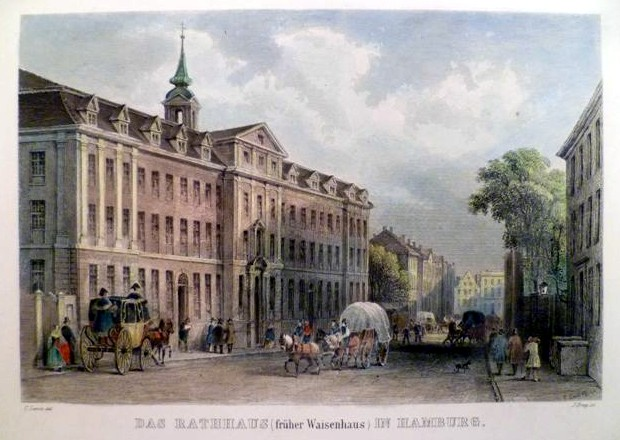
Provisorisches Rathaus nach dem Brand: Das alte Waisenhaus in der Admiralitätstraße (1842–1897)

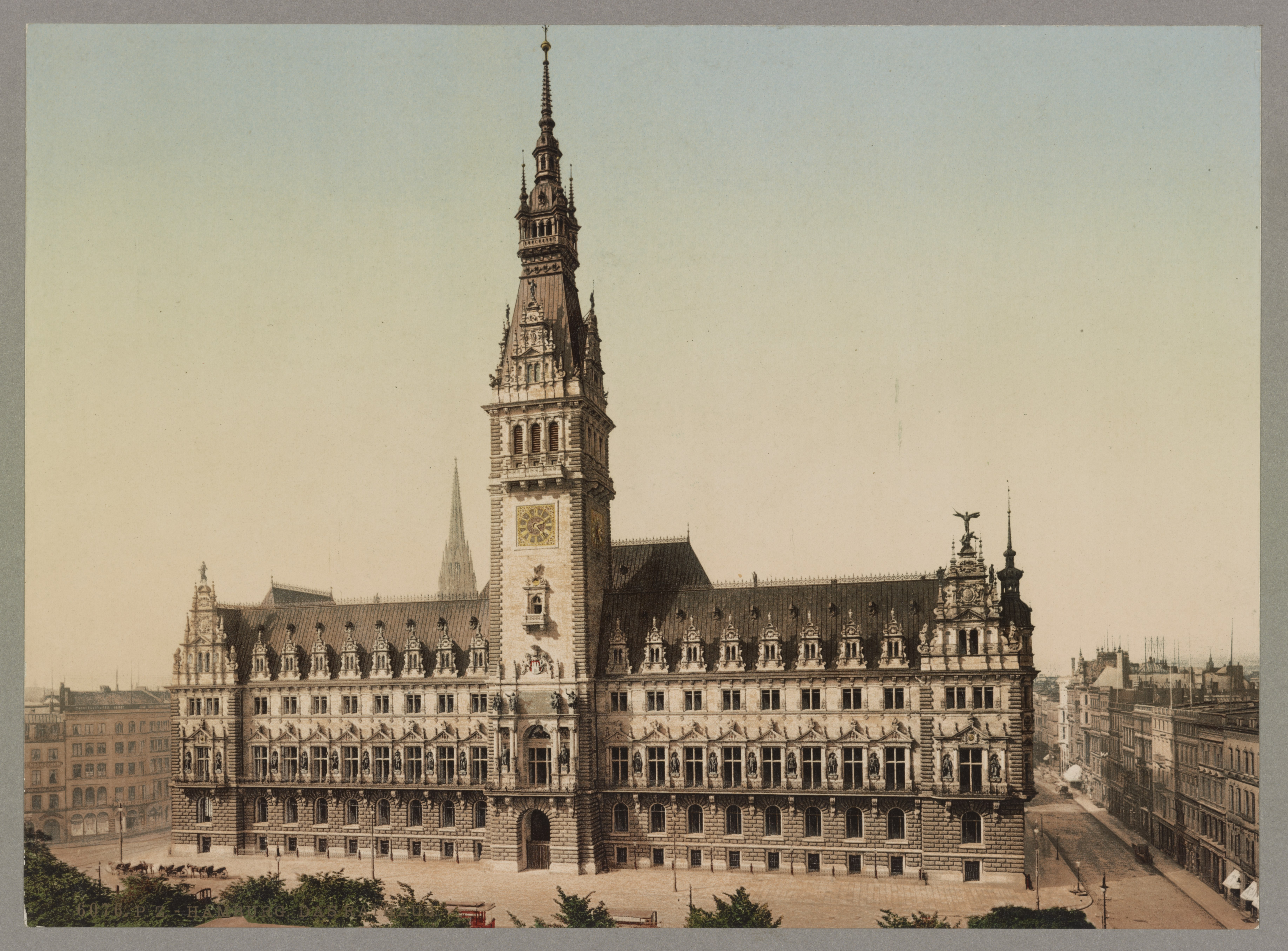
Neues Rathaus von 1897

### Die Vorgänger
Das heutige Rathaus ist vermutlich das sechste Rathaus der Stadtgeschichte. Die beiden ersten standen wahrscheinlich in der Neustadt am Hopfenmarkt und in der erzbischöflichen Altstadt am (Alten) Fischmarkt. Nach der Vereinigung beider Städte im Jahr 1216 entstand ein gemeinsames Rathaus an der Kleinen Johannisstraße, Ecke Dornbusch. Beim Stadtbrand von 1284 wurden alle Häuser und vermutlich auch das Rathaus zerstört. Einzig das Kellergewölbe blieb erhalten und diente als Ratsweinkeller und Weinlager. Das darauf errichtete Gebäude erhielt später den Namen Eimbecksches Haus, da es eine Ausschank-Konzession für Einbecker Bier besaß. Der Ratsweinkeller stürzte 1842 beim Großen Brand zur Hälfte ein. Eine geborgene Bacchus-Figur steht noch heute im Rathaus am Treppenabgang zum Ratsweinkeller von der Großen Johannisstraße.
Um 1290 wurde ein größeres Rathaus auf dem Neß nahe der Trostbrücke erbaut. Der auf einer Fläche von 26 mal 17 Metern mit einer zweigeschossigen Halle errichtete Backsteinbau wurde nach und nach erweitert. Das Niedergericht kam hinzu und zu Beginn des 17. Jahrhunderts ein Renaissance-Anbau. 1619 zog die Hamburger Bank mit ein. Dieses Gebäude-Ensemble in Nachbarschaft zur alten Hamburger Börse bildete über mehrere Jahrhunderte das politische und wirtschaftliche Zentrum Hamburgs.

### Provisorien nach dem Großen Brand
Beim Großen Brand von 1842 wurde das alte Rathaus an der Trostbrücke gesprengt, um eine Brandschneise zu schaffen und das Feuer aufzuhalten. Die Sprengung gelang jedoch nur unvollständig und die Flammen, die in den Trümmern ausreichend Nahrung fanden, konnten sich über die Schneise weiter ausbreiten. Einige Standbilder von deutschen Kaisern, die seit 1640 an der Fassade dieses Rathauses eingefügt waren, sind erhalten geblieben und nun an der Außenfassade des Museums für Hamburgische Geschichte zu sehen. Auch sind mit Brandschutt verschmolzene Silberbarren des Silberschatzes im Phönix-Saal des Rathauses ausgestellt.
Nach der Zerstörung des alten Rathauses wurde das 1785 an der Admiralitätstraße erbaute und im Zweiten Weltkrieg zerstörte Waisenhaus zum provisorischen Rathaus und Sitz des Senats. Eine Gedenkplatte und ein Portalbogen vor Ort sind davon erhalten. Die Bürgerschaft (und ebenso die Hamburger Konstituante von 1848/50) tagte bis zur Fertigstellung des neuen Rathauses im großen Saal der Patriotischen Gesellschaft, dessen Haus 1847 an der Stelle des alten Rathauses errichtet wurde.

### Planung und Bau des heutigen Rathauses
Als Standort des neuen Rathauses wurde ein Platz an der kleinen Alster, auf der Rückseite der neuen Börse ausgewählt, die als einziges Gebäude in diesem Gebiet über den Brand gerettet wurde. Die Realisierung des Baus dauerte allerdings 43 Jahre von den ersten Wettbewerbsentwürfen 1854 (43 Entwürfe) und von 1876 (128 Entwürfe) über die endgültige Annahme 1884 bis zur Fertigstellung 1897. Das Fundament des Rathauses ist aufgrund der Bodenbeschaffenheit auf mehr als 4000 Eichenpfählen gegründet. Die Baukosten betrugen 11 Millionen Goldmark umgerechnet etwa 80 Millionen Euro.
Gebremst wurde das Vorhaben zunächst durch den vorrangigen Wiederaufbau der Stadt, auch die politischen Umbrüche der Revolution von 1848/49, der Wirtschaftskrise von 1857, die Auseinandersetzungen der Großmächte bis zur Reichsgründung 1870/71, den Bauarbeiter-Streik 1889 und die Choleraepidemie von 1892. Vor allem aber die Tatsache, dass viele Stimmen sich über die Gestaltung und den Bauplatz einbrachten, ohne eine Entscheidung zu treffen, führten zu großen Verzögerungen.
Eine Vielzahl bekannter Architekten war mit Entwürfen vertreten (z. B. Gottfried Semper, William Lindley, Alexis de Chateauneuf, George Gilbert Scott – Sieger 1854, Ludwig Bohnstedt, Julius Carl Raschdorff, Mylius & Bluntschli – Sieger 1876, Otto Wagner). Die konkrete Planung erfolgte schließlich durch den 1880 gegründeten Rathausbaumeisterbund, eine Gruppe von insgesamt neun Architekten unter der Leitung von Martin Haller. Neben Haller gehörten dem Rathausbaumeisterbund Leopold Lamprecht, Bernhard Hanssen, Emil Meerwein, Johannes Grotjan, Wilhelm Hauers, Hugo Stammann, Gustav Zinnow und Henry Robertson an. Der zweite Entwurf des Rathausbaumeisterbundes wurde schließlich genehmigt und ab 1886 in Form des heutigen Gebäudes ausgeführt.

„Es sei mir gestattet, auch über das Aeussere des Gebäudes noch wenige Worte zu verlieren. Der Hauptbau ist im Stil deutscher Renaissance einheitlich durchgeführt. Die aus inneren Raumbedürfnissen allmälig hervorgegangene Vermehrung der Achsenzahl und das aus gleicher Rücksicht später hinzugefügte zweite Obergeschoss geben der Facade eine vorwiegend verticale Theilung und damit eine Harmonie mit dem aufstrebenden Thurm, welche unser ursprünglicher Plan vermissen liess. […]
Der reiche Figurenschmuck in Bronce und Kupfer, wie ihn in gleicher Ausdehnung wohl kaum ein anderes Gebäude der Welt aufzuweisen hat, sowie die Stein statuen der Hoffacade und die von Denoth's Meisterhand geschaffenen Fensterbekrönungen des Hauptgeschosses beseitigen den monotonen Eindruck, welchen eine so häufige Wiederholung des gleichen Facaden-Systems hervorgerufen hätte. Die Form des Thurmhelms, das Product jahrelanger architektonischer Studien, lässt das weltliche Gebäude, schon aus der Ferne gesehen, sich wirksam von unsern zahlreichen Kirchen unterscheiden. - Dass der Fernblick von der Lombardsbrücke aus unter dem Zusammenfallen des Rathhausthurms mit demjenigen der Nicolaikirche leidet, ist vielleicht der einzige Vorwurf, welchen man jenen umsichtigen Männern machen kann, die s. Z. den schönen Plan zum Wiederaufbau der Stadt nach dem grossen Brande entwarfen.“

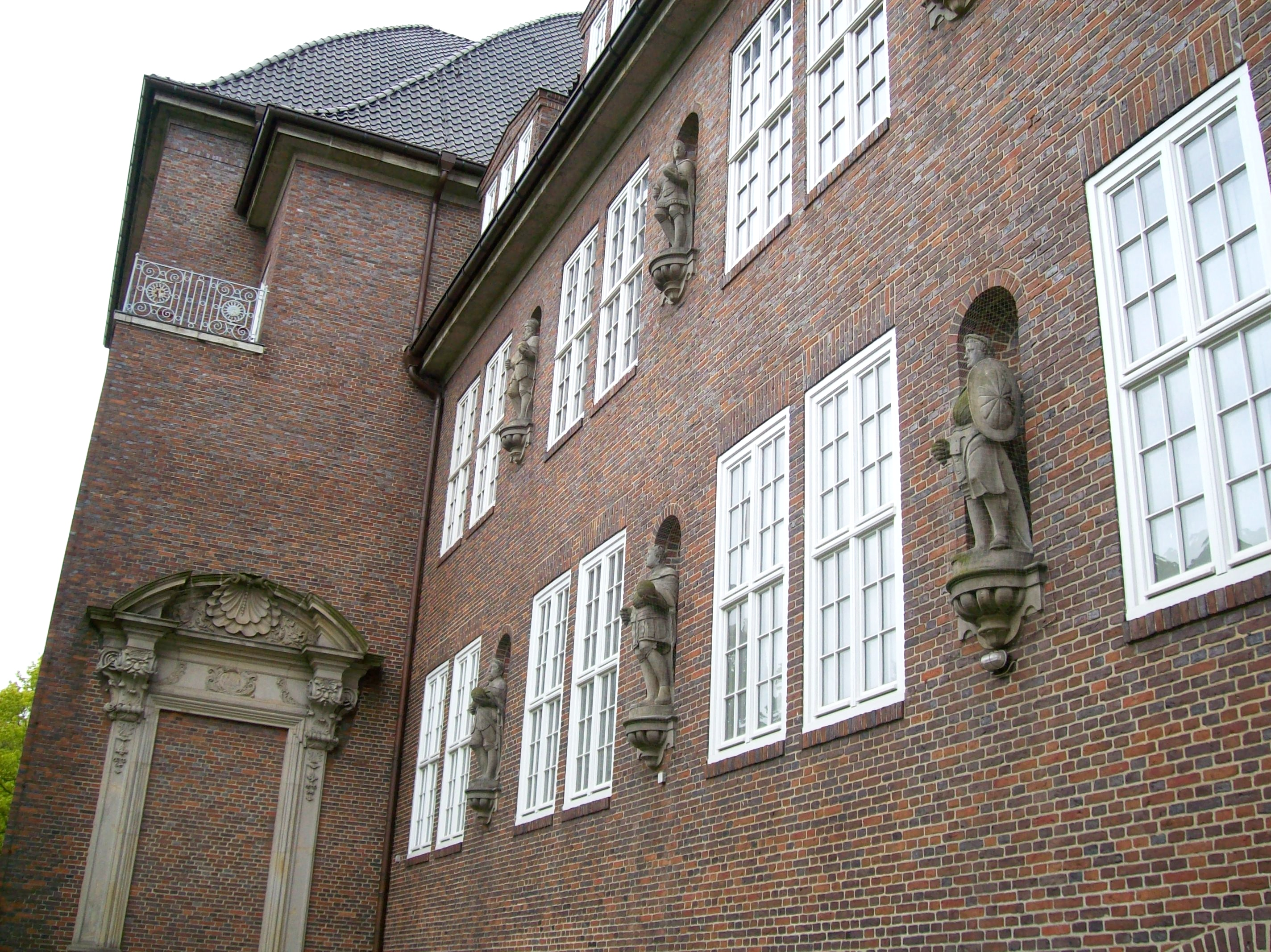
Kaiserfiguren des alten Rathauses am Museum für Hamburgische Geschichte
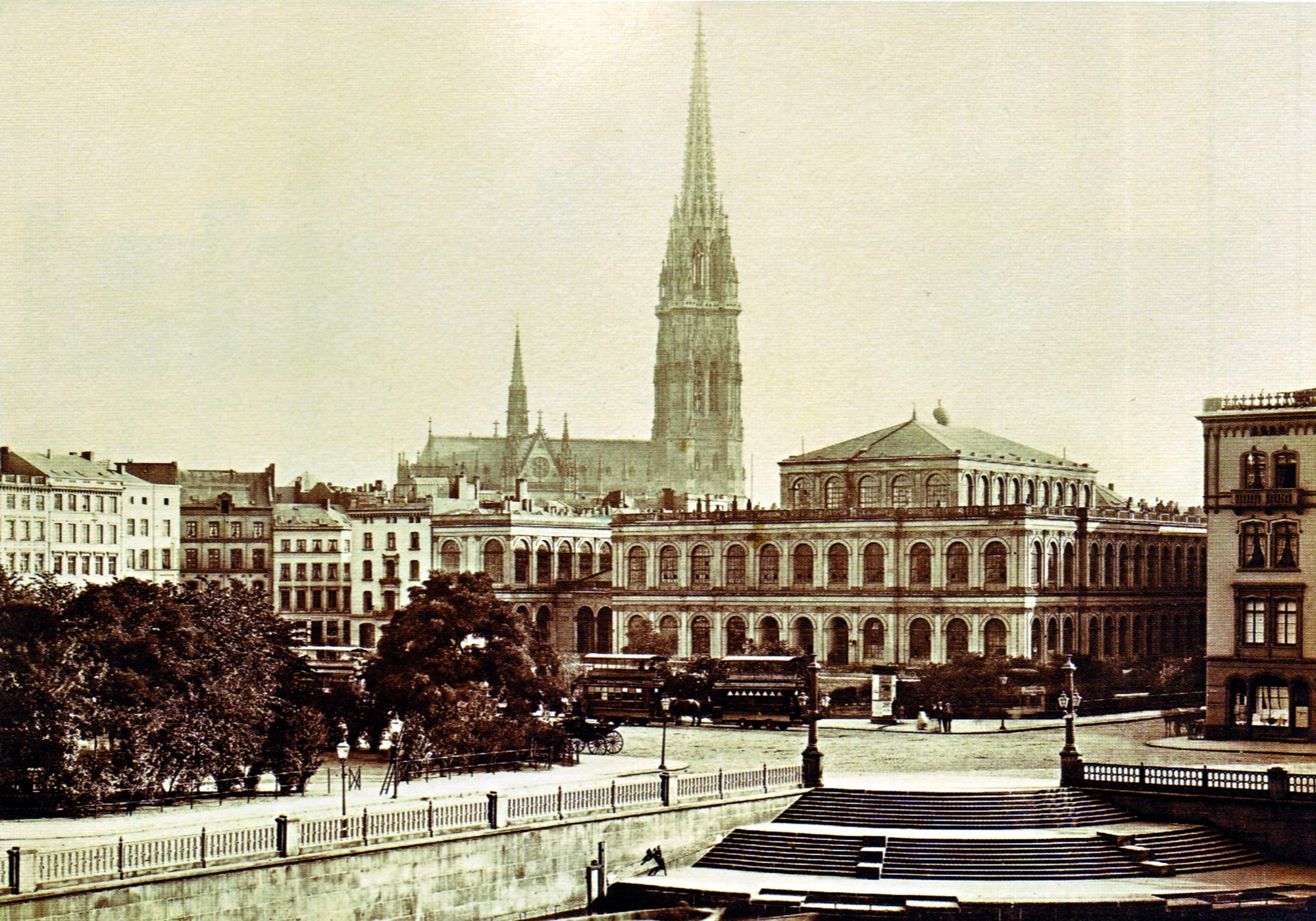
Rathausmarkt und Börse vor dem Bau des Rathauses
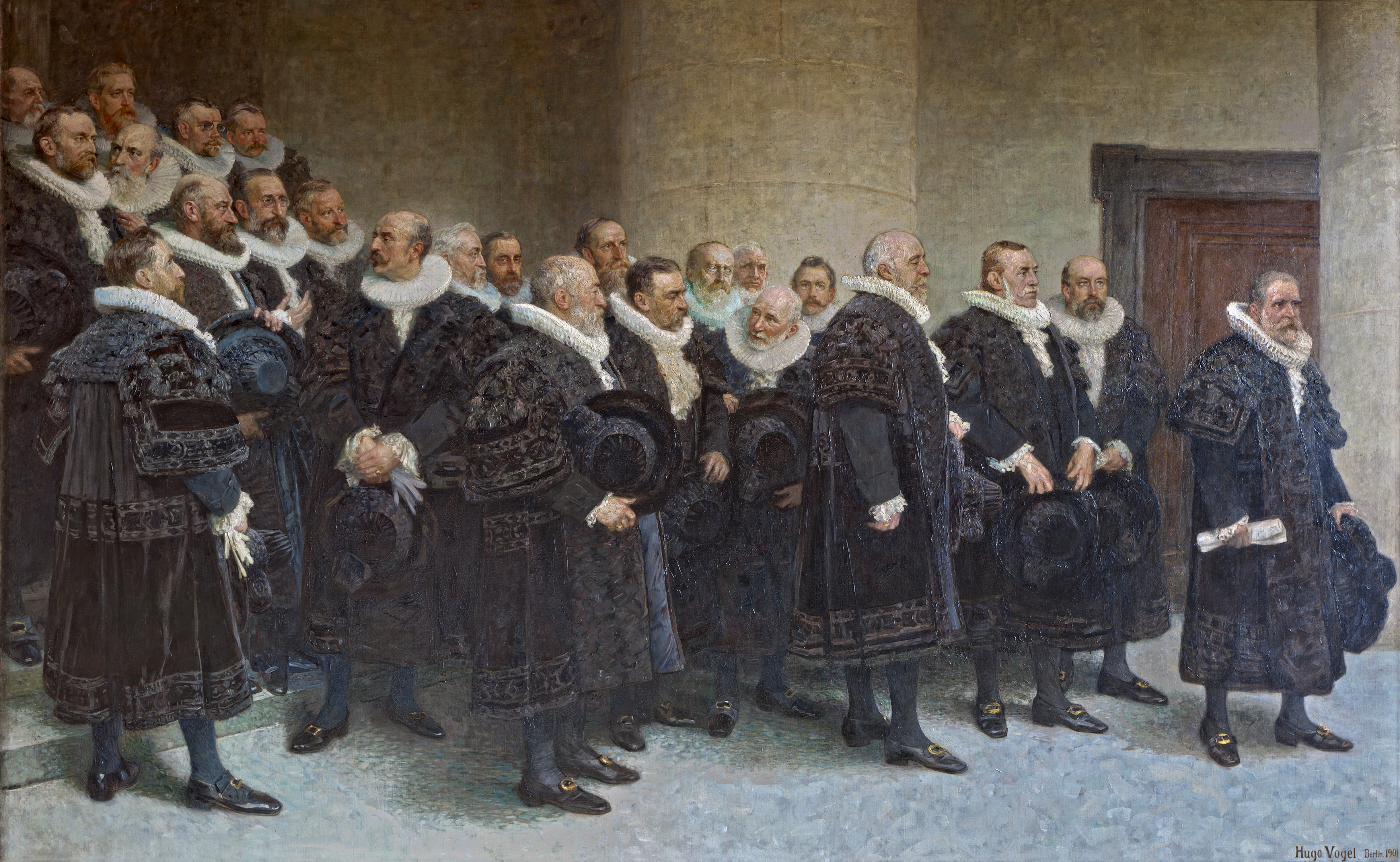
Der Senat hält 1897 Einzug ins neue Rathaus, Gemälde von Hugo Vogel
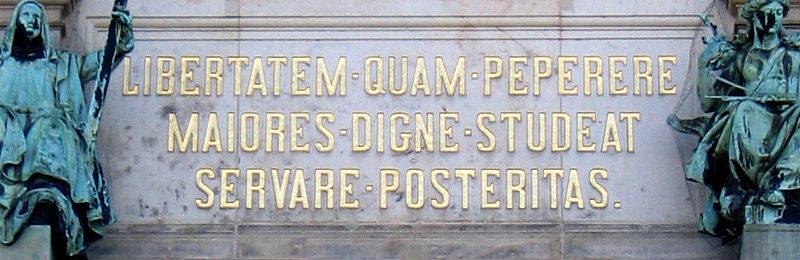
Lateinischer Sinnspruch über dem Portal des Rathauses. Offizielle Lesart: Die Freiheit, die die Väter erwarben, möge die Nachwelt würdig zu erhalten trachten.

### Zustand nach 1945
Trotz der massiven Bombardements Hamburgs während des Zweiten Weltkriegs blieb das Rathaus, abgesehen von einer geringen Beschädigung am Turm, völlig unversehrt, so dass der Originalzustand fast unverändert erhalten geblieben ist.

## Fassade

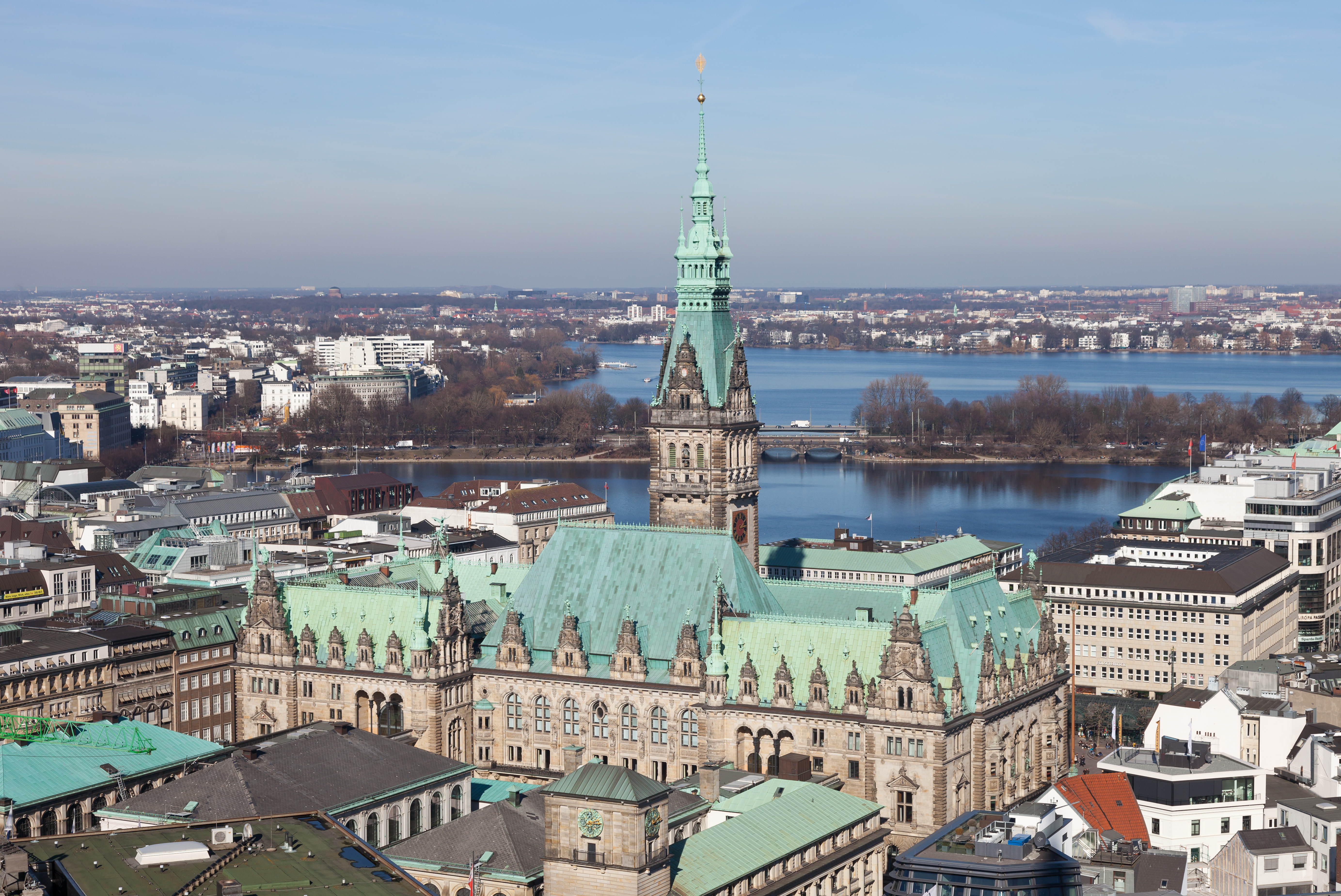
Das Rathaus vom Turm der Nikolaikirche aus gesehen. Im Hintergrund Binnen- und Außenalster

Der zweiflügelige Granit- und Sandsteinbau besitzt eine 111 Meter breite Fassade, dominiert von einem 112 Meter hohen Mittelturm, dessen Höhe der Breite des ganzen Gebäudes entspricht. Das Dach ist kupfergedeckt. Die Sandsteinanteile bestehen vor allem aus Wünschelburger Sandstein. Die Gesamtwirkung der Fassade entsteht durch die Kombination von italienischen und norddeutschen Renaissance-Elementen.

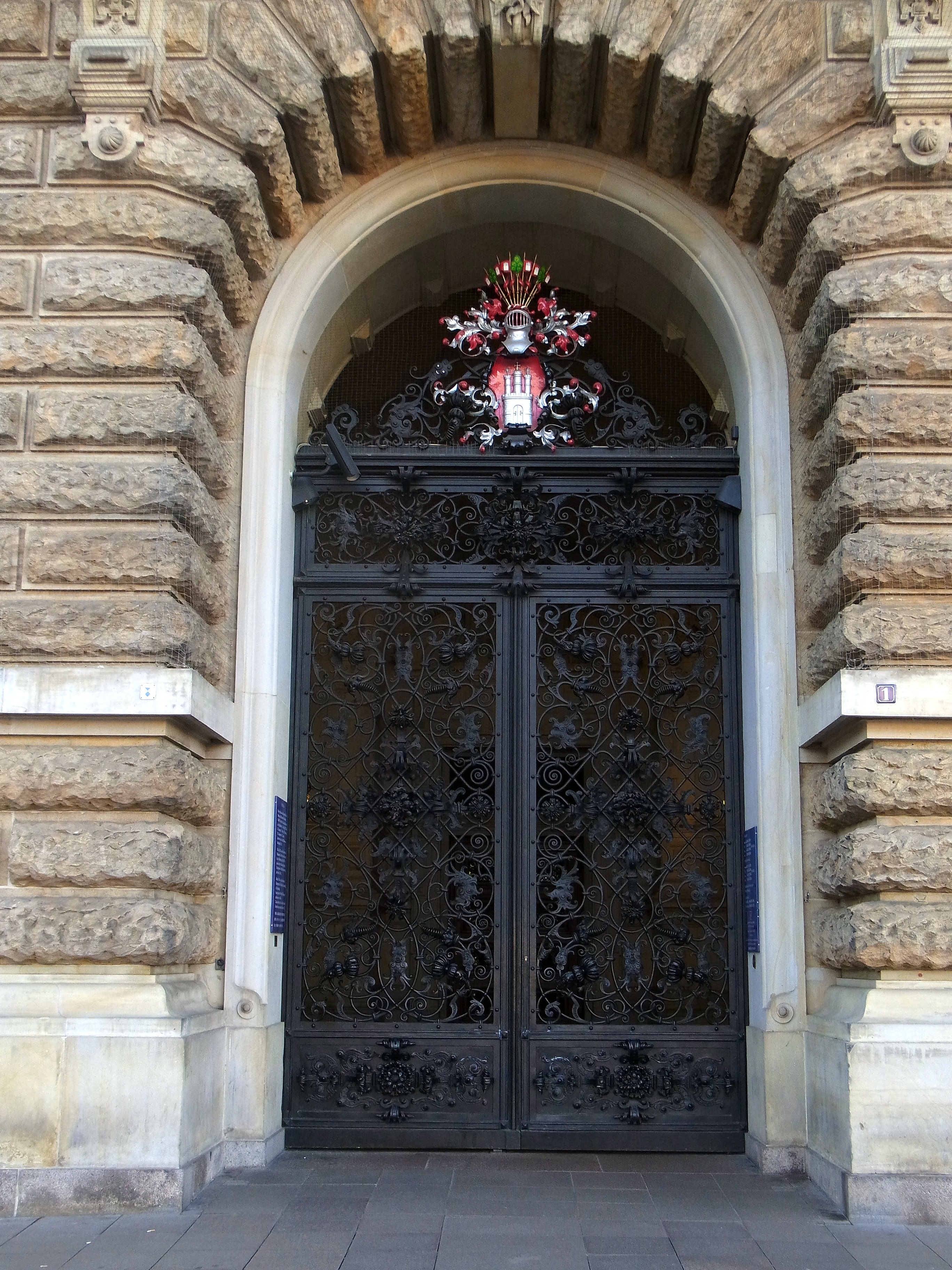
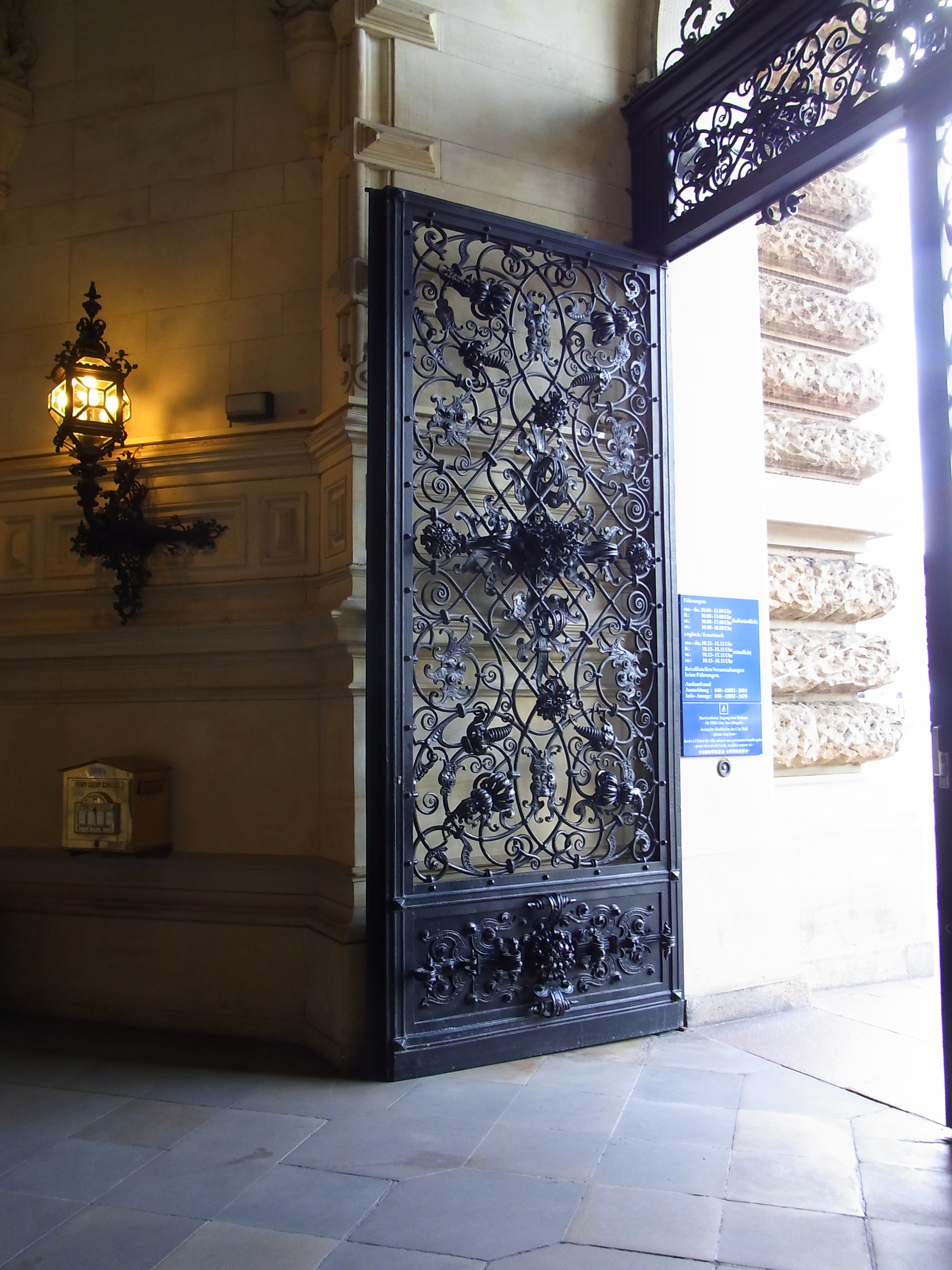
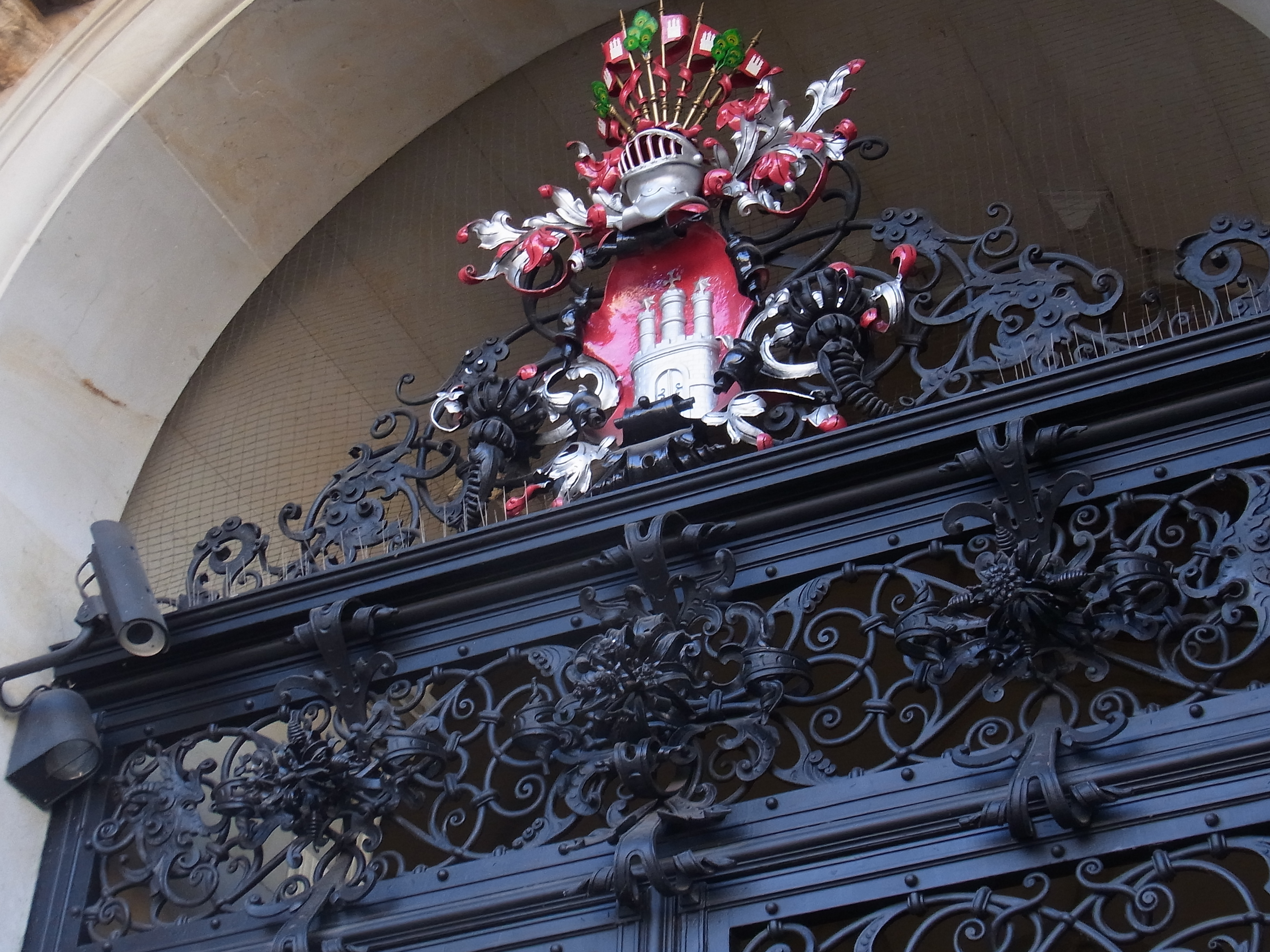
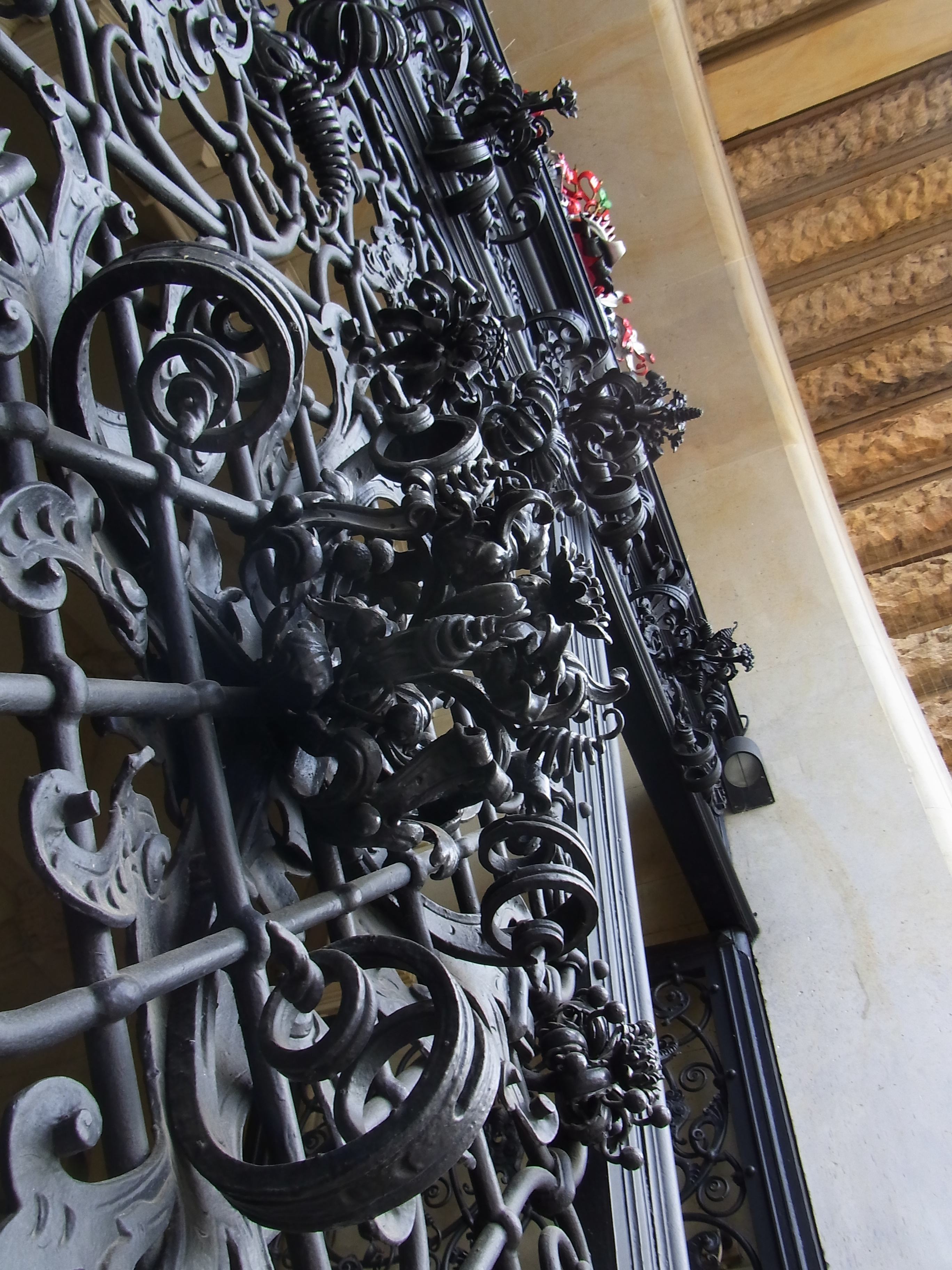
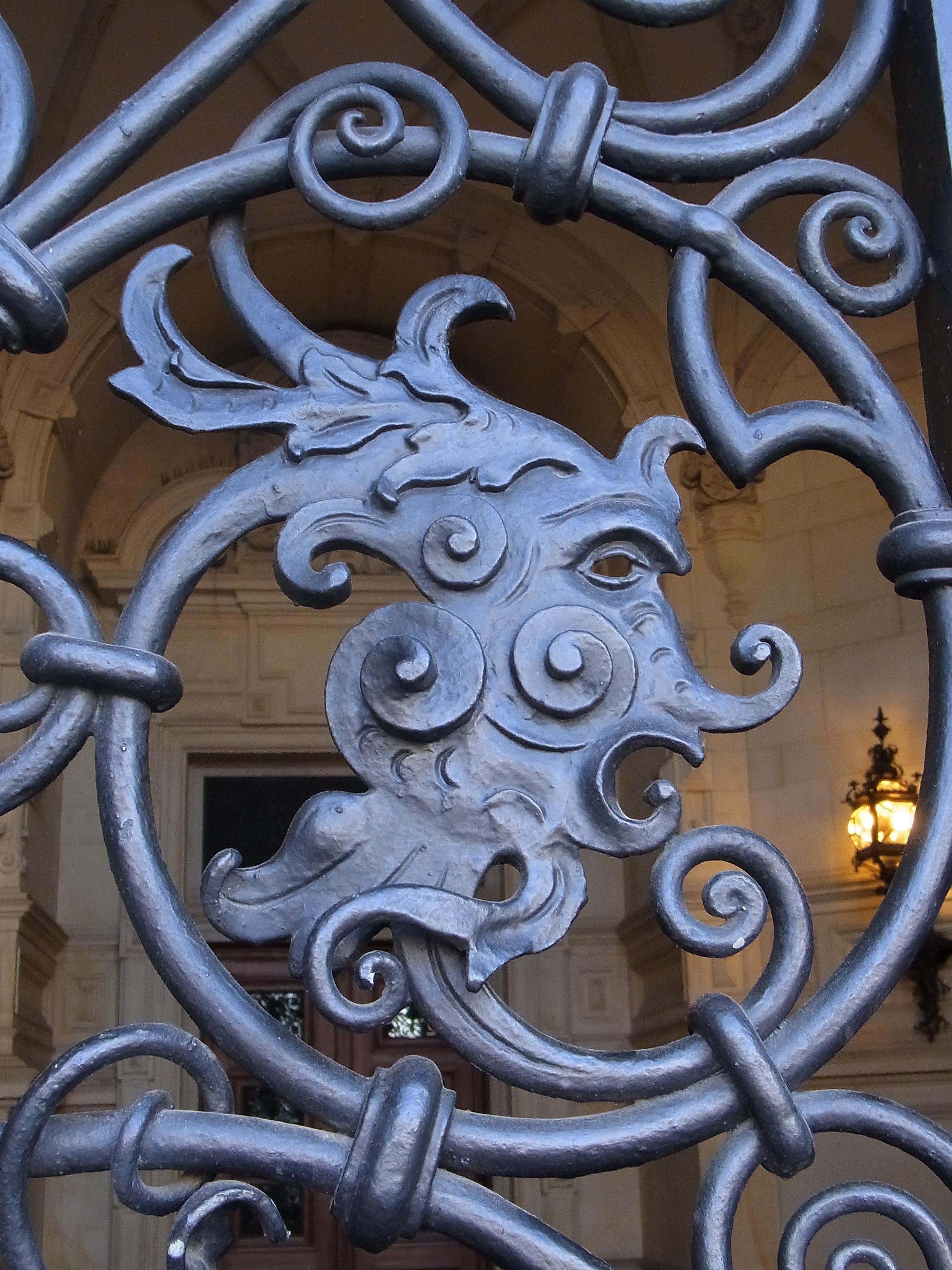
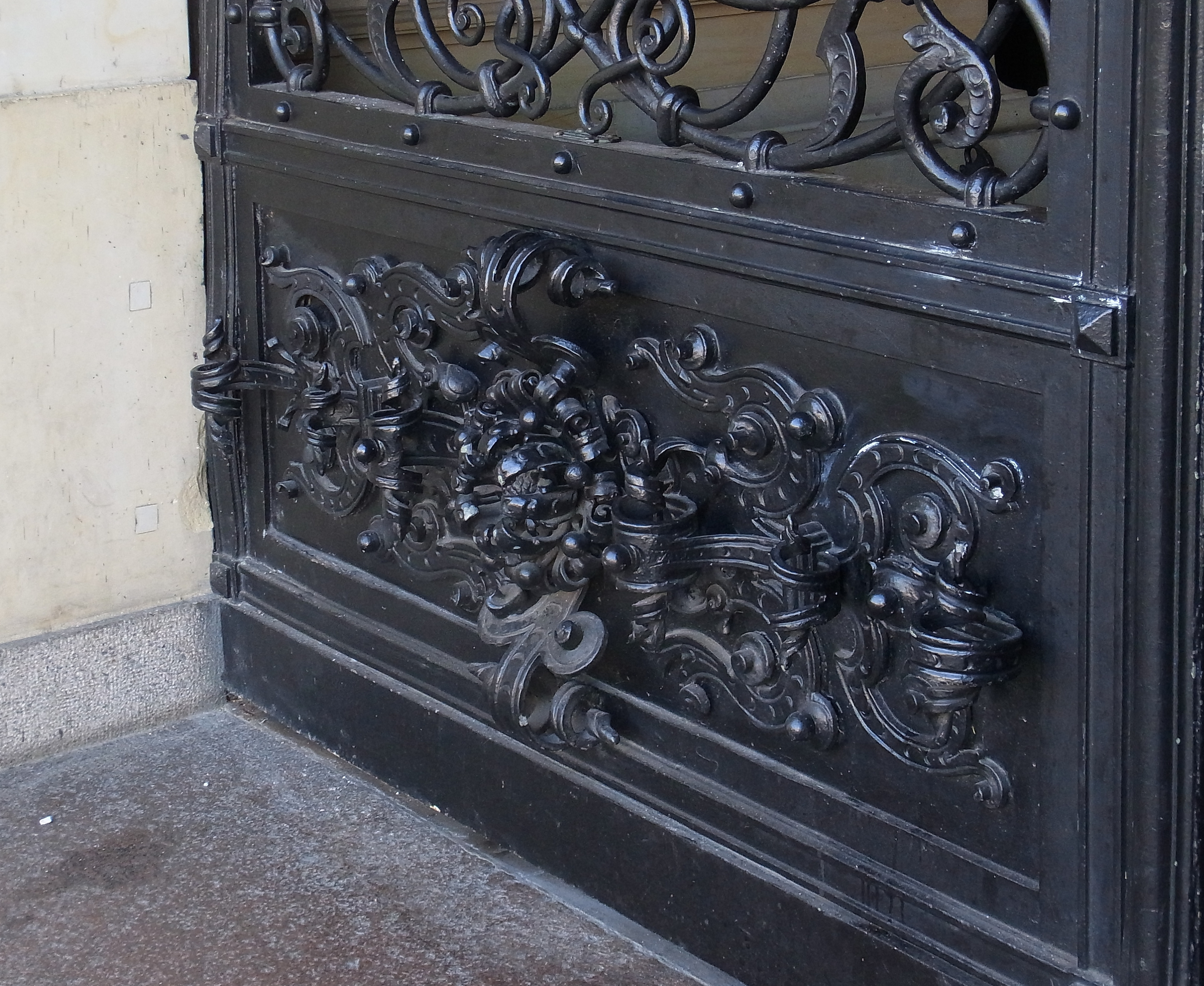

Das prächtige schwarze Eingangsportal mit üppigem Rankenwerk und verknäuelten Rosetten und Figuren ist ein Zeugnis der Kunstfertigkeit des Hamburger Kunstschmiedehandwerks.
Die kupferne Turmspitze krönt ein vergoldeter Reichsadler, seine vier Steingiebel verzieren vier in Kupfer getriebene Wappenfähnchen haltende Ritter.
Über den Erdgeschoss-Außenfenstern sind die Wappen diverser hanseatischer Familien angebracht.

### Der Phönix
Am Turmschaft zwischen der großen Turmuhr und dem Wappen von Hamburg erinnert die Phönix-Laube an die große Brandkatastrophe von 1842. Genau 50 Jahre nach dem großen Brand vom 6. Mai 1842 wurde das Richtfest des „neuen Rathauses“ gefeiert. Die von dem Bildhauer Aloys Denoth geschaffene große Phönix-Figur wurde von vier Rappen zum Rathaus gezogen.
Der vollplastisch durchmodellierte Phönix breitet seine Flügel weit auseinander, um neugeboren aus dem Feuer aufzusteigen. Ein Medaillon darunter zeigt in vergoldeter Zeichnung das alte 1842 abgebrannte Rathaus mit der darüber schwebenden Parole „RESURGAM“ (lateinisch für „Ich werde wieder auferstehen“).

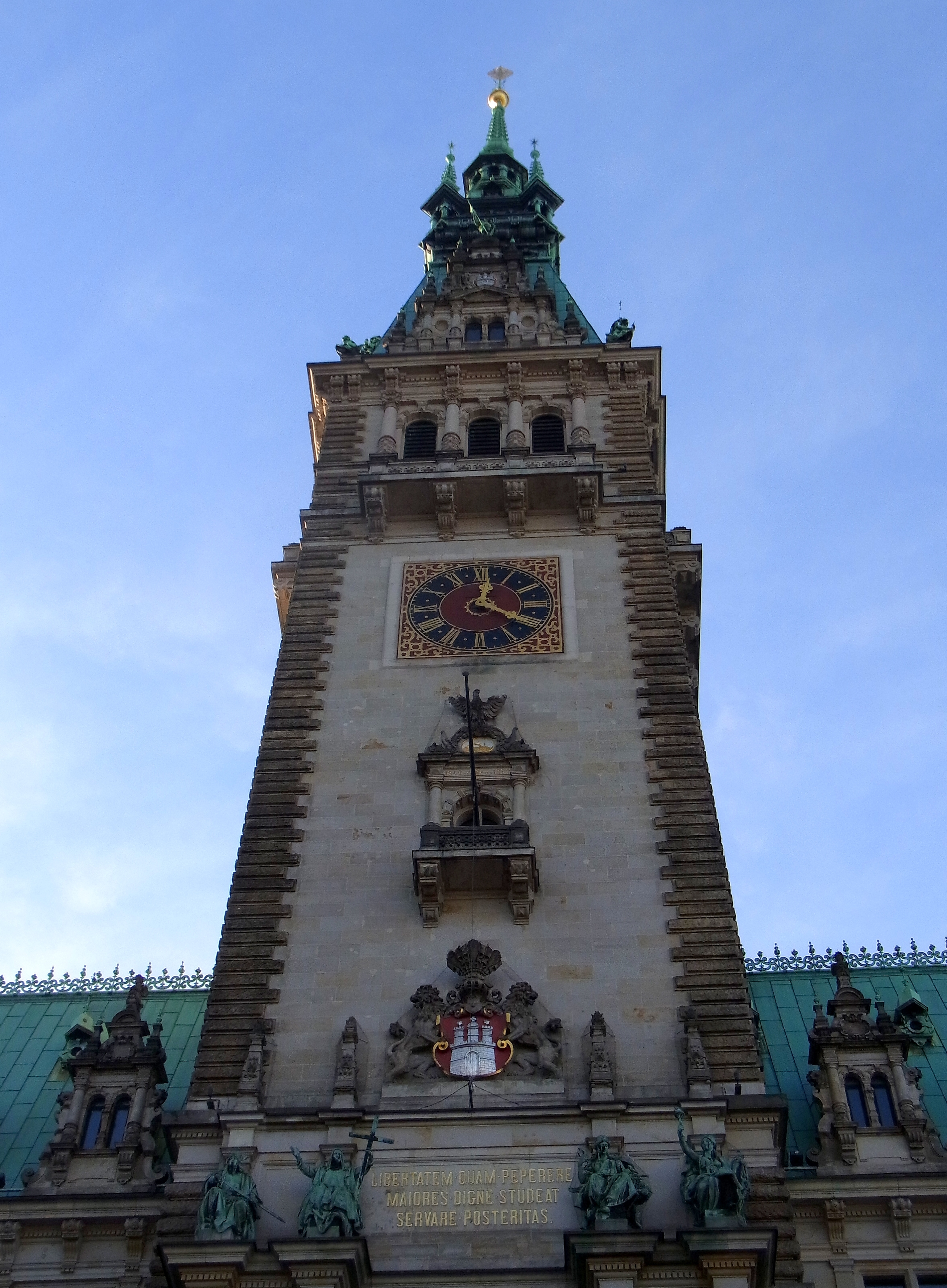
Phönix-Laube zwischen Uhr und Wappen
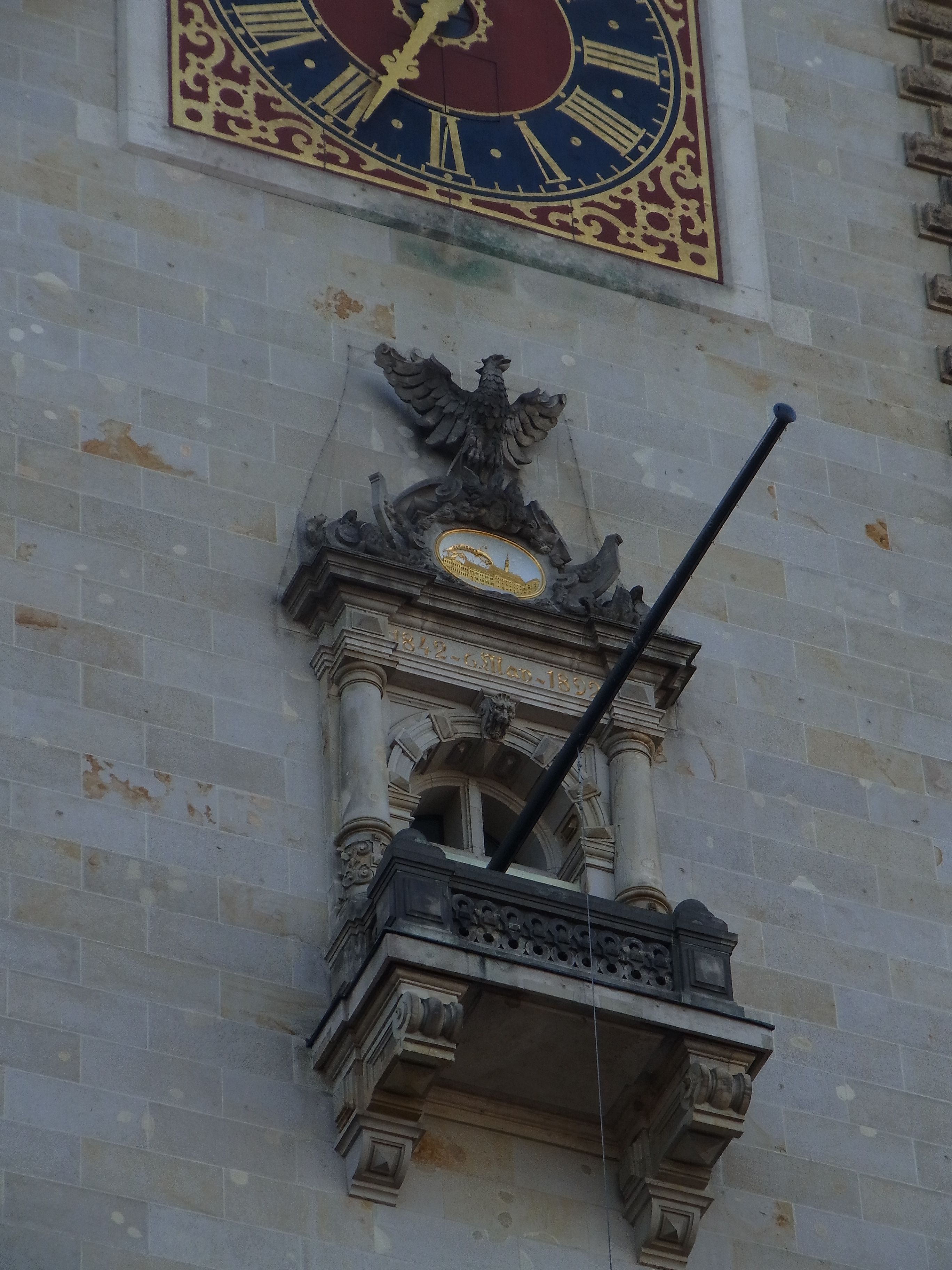
Balkon mit dem Phönix zur Erinnerung an den Großen Brand 1842
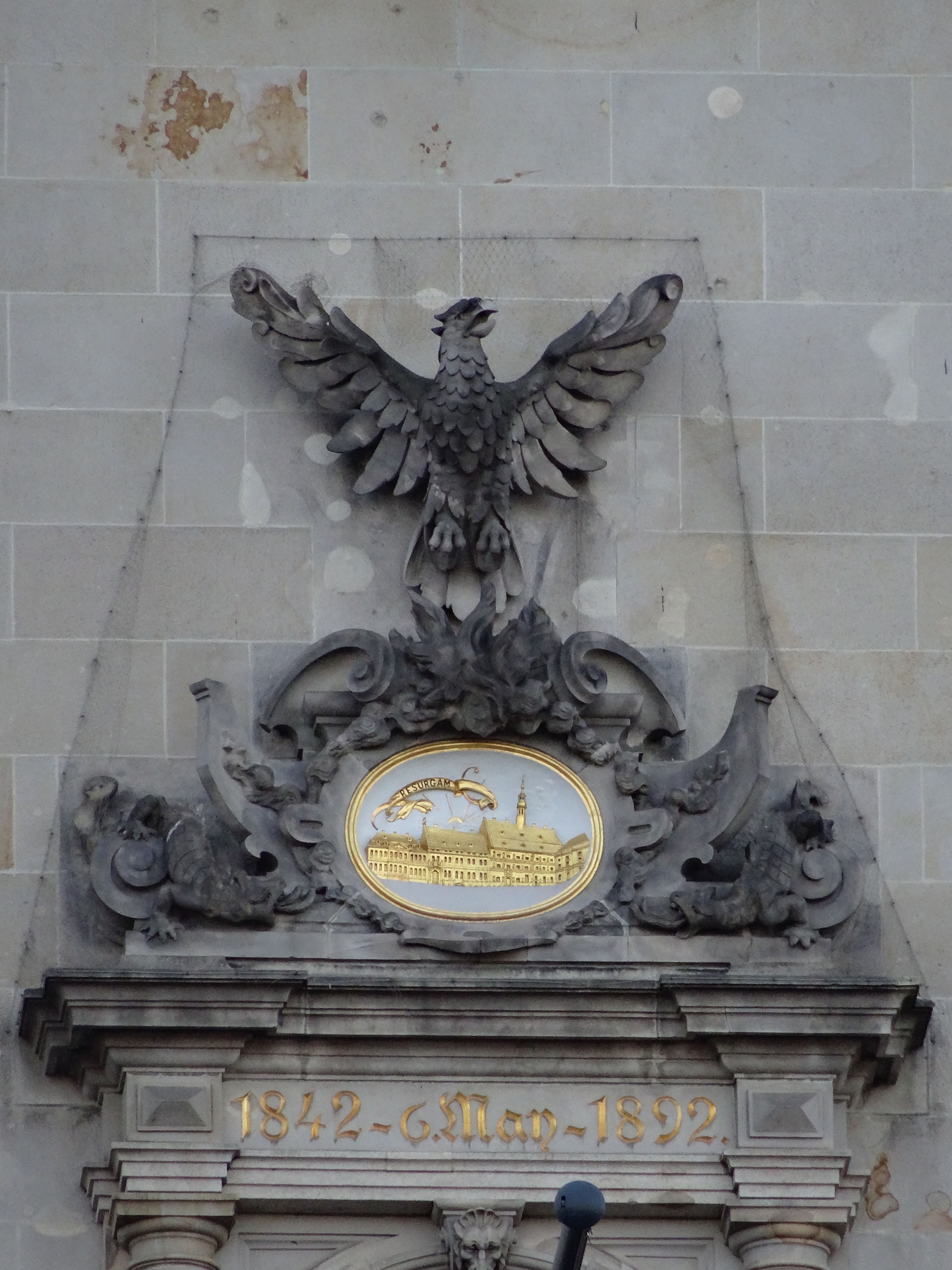
Blick von vorn
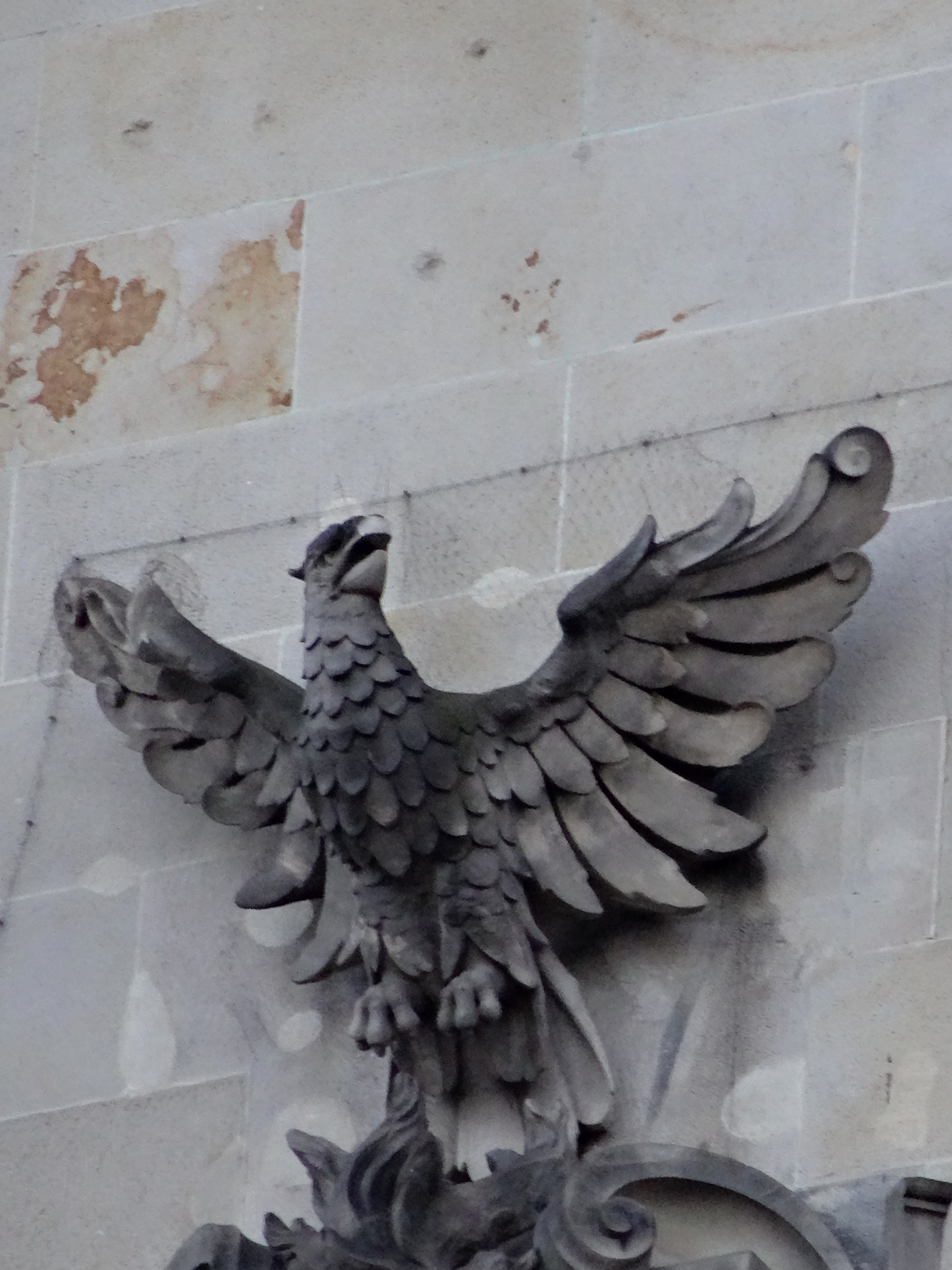
Mehr als 2 Meter Spannweite
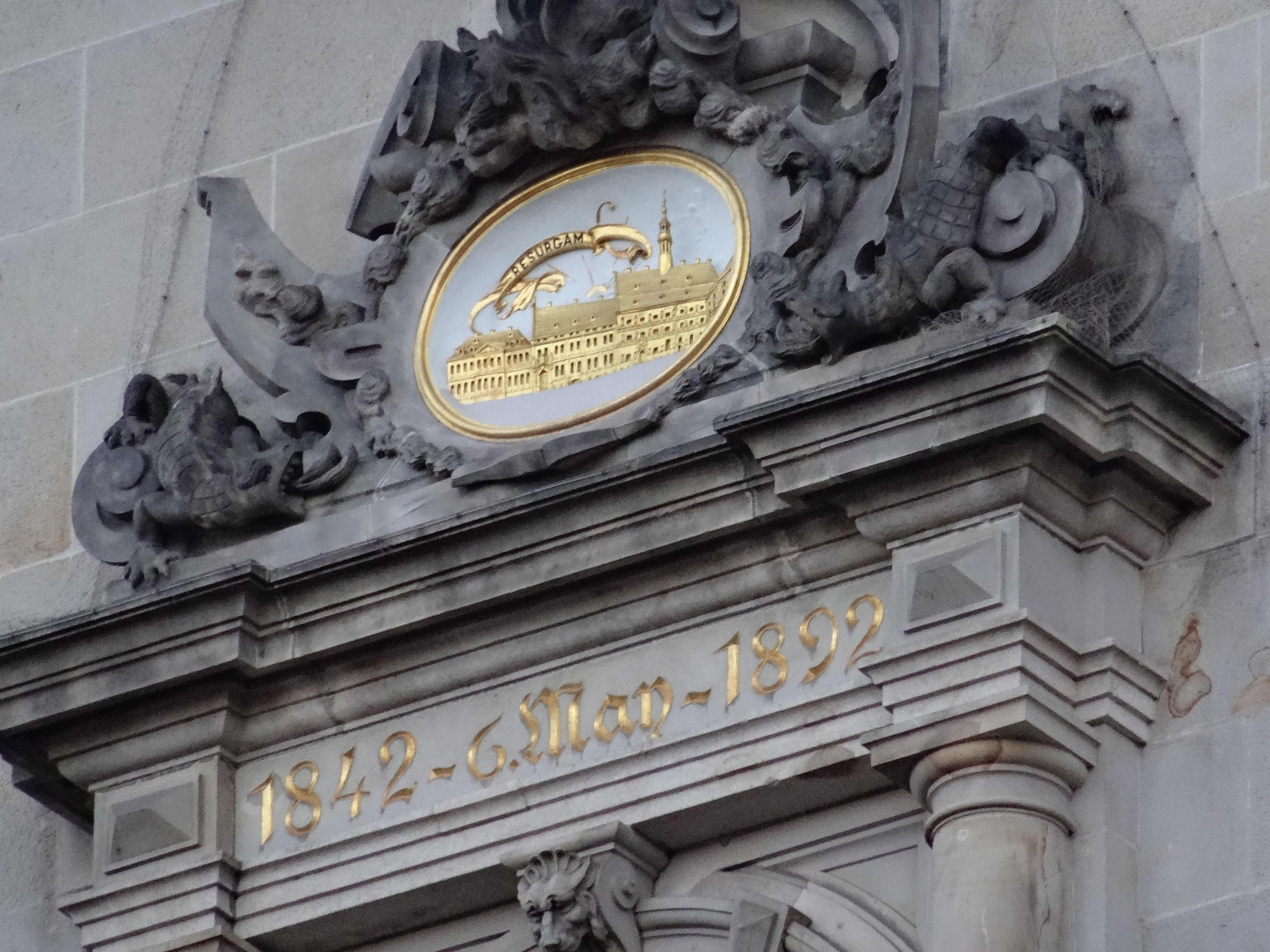
In goldenen Buchstaben: „1842 – 6. Mai 1892“
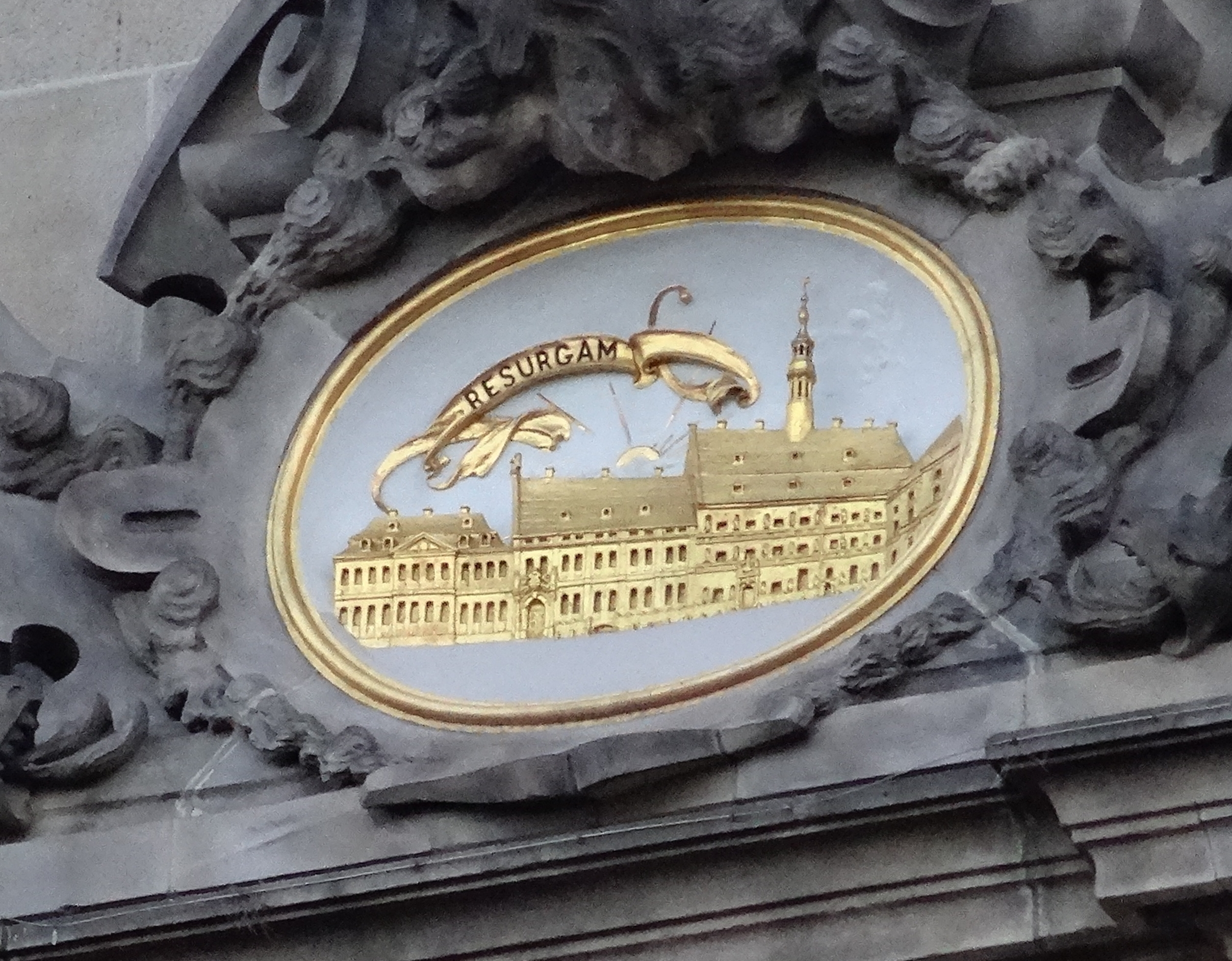
„RESURGAM“ über dem Bild des alten Rathauses
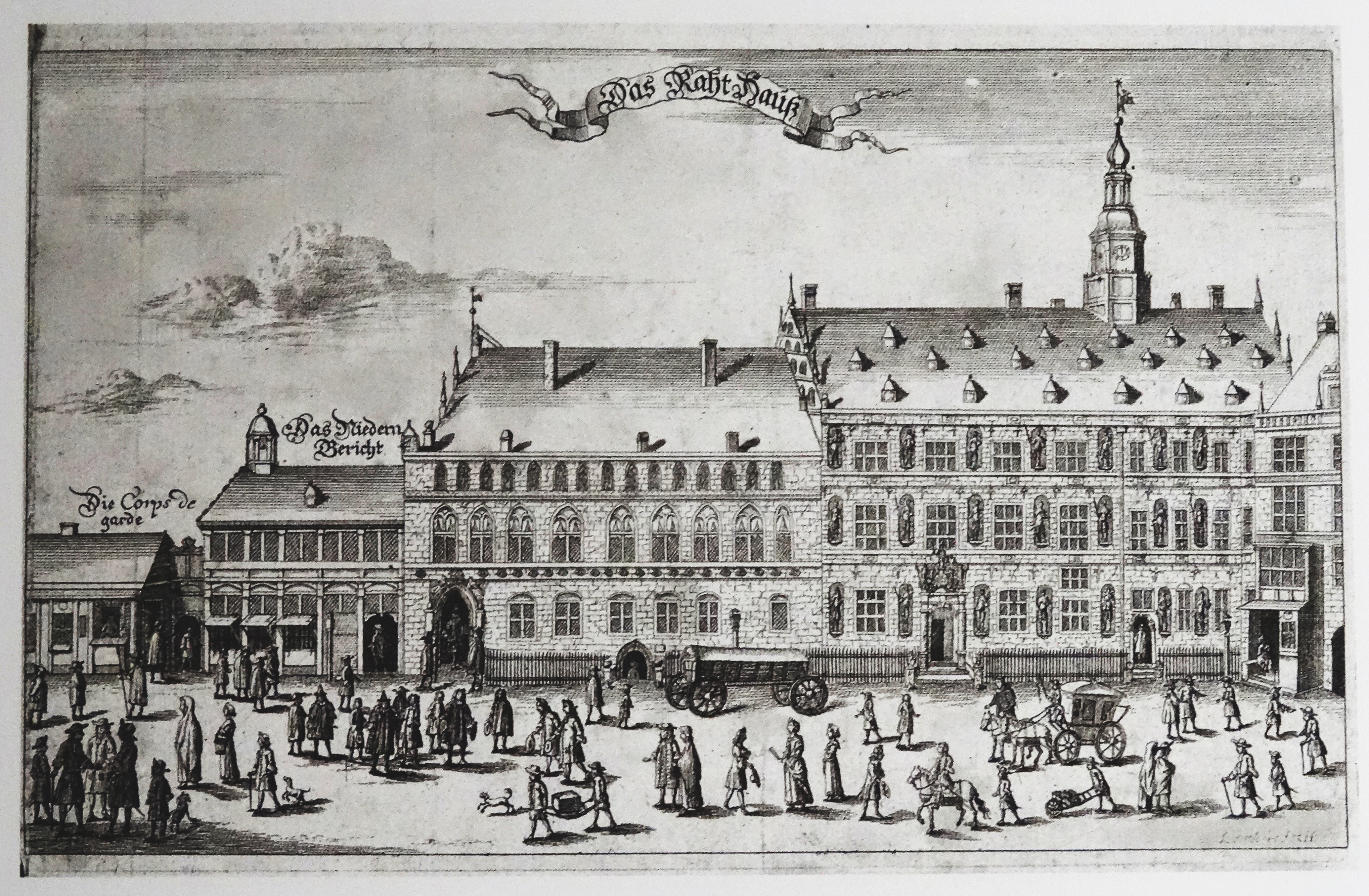
Das alte Rathaus (Stich von 1700)

### Die Kaiser

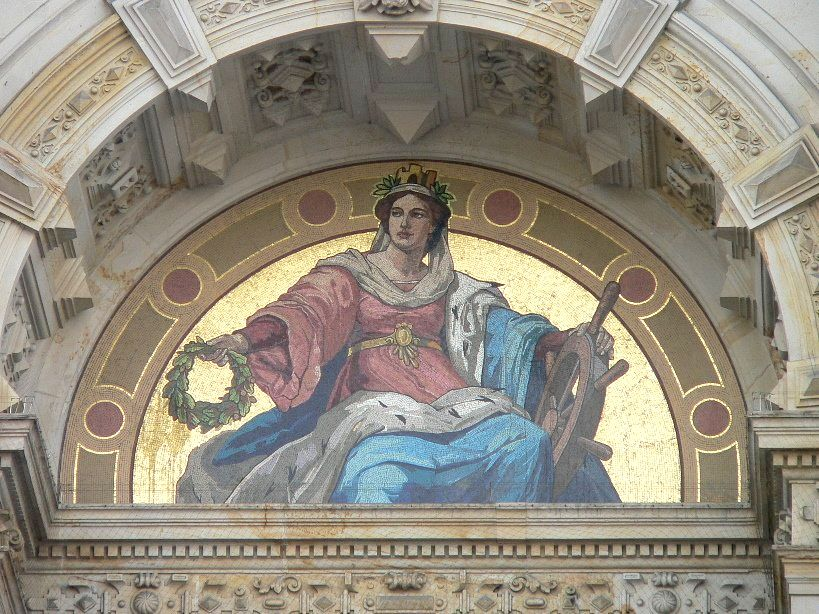
Über dem Rathaus-Portal das Mosaik der Hammonia

Auf der Rathausmarktseite stehen zwischen den Fensternischen zwanzig Könige und Kaiser des alten deutschen Reiches, von Karl dem Großen bis Franz II. jeweils 600 kg schwer in Bronze. Über den Monarchen thronen am Mittelturm die Darstellungen der bürgerlichen Tugenden: Tapferkeit, Frömmigkeit, Eintracht und Klugheit (v.l.n.r.). Dass die bürgerlichen Tugenden oberhalb der Kaiser angeordnet sind, versinnbildlicht die Freiheit der Stadt Hamburg gegenüber der Krone, da Hamburg keine Kaiserstadt, sondern eine Hansestadt war. Über dem Haupteingang befindet sich zudem ein Mosaik, das die hamburgische Landesallegorie Hammonia darstellt.
| Pos. | Name                                | Bildhauer                                     |
| ---- | ----------------------------------- | --------------------------------------------- |
| 1    | Lothar III. von Sachsen (1125–1137) | Bruno Kruse aus Berlin (1892–1893)            |
| 2    | Heinrich III. (1039–1056)           | Wilhelm Giesecke aus Hamburg (1892–1893)      |
| 3    | Konrad II. (1024–1039)              | Wilhelm Kumm aus Berlin (1892–1894)           |
| 4    | Otto II. (973–983)                  | Karl Garbers aus Dresden (1892–1893)          |
| 5    | Otto I. (936–973)                   | August Vogel aus Berlin (1892–1893)           |
| 6    | Heinrich I. (919–936)               | Friedrich Pfannschmidt aus Berlin (1892–1893) |
| 7    | Konrad I. (911–918)                 | Theodor Richard Thiele aus Hamburg (1892)     |
| 8    | Ludwig der Deutsche (843–876)       | Georg Küsthardt aus Hildesheim (1892–1893)    |
| 9    | Ludwig der Fromme (814–840)         | Robert Ockelmann aus Dresden (1892–1893)      |
| 10   | Karl der Große (768–814)            | Joseph von Kramer aus München (1892–1893)     |
| 11   | Friedrich Barbarossa (1152–1190)    | August Vogel aus Berlin (1893)                |
| 12   | Heinrich VI. (1190–1197)            | Engelbert Peiffer aus Hamburg (1892–1893)     |
| 13   | Friedrich II. (1212–1250)           | Carl Echtermeier aus Braunschweig (1892–1893) |
| 14   | Rudolf von Habsburg (1273–1291)     | Karl Hilgers aus Charlottenburg (1892–1893)   |
| 15   | Karl IV. (1346–1378)                | August Herzig aus Dresden (1892–1893)         |
| 16   | Maximilian I. (1493–1519)           | Joseph von Kramer aus München (1892–1893)     |
| 17   | Karl V. (1519–1556)                 | Jacob Ungerer aus München (1892–1893)         |
| 18   | Maximilian II. (1564–1576)          | Friedrich Hartzer aus Berlin (1892–1893)      |
| 19   | Joseph II. (1765–1790)              | Carl Börner aus Hamburg (1892)                |
| 20   | Franz II. (1792–1806)               | Aloys Denoth aus Hamburg (1892–1894)          |

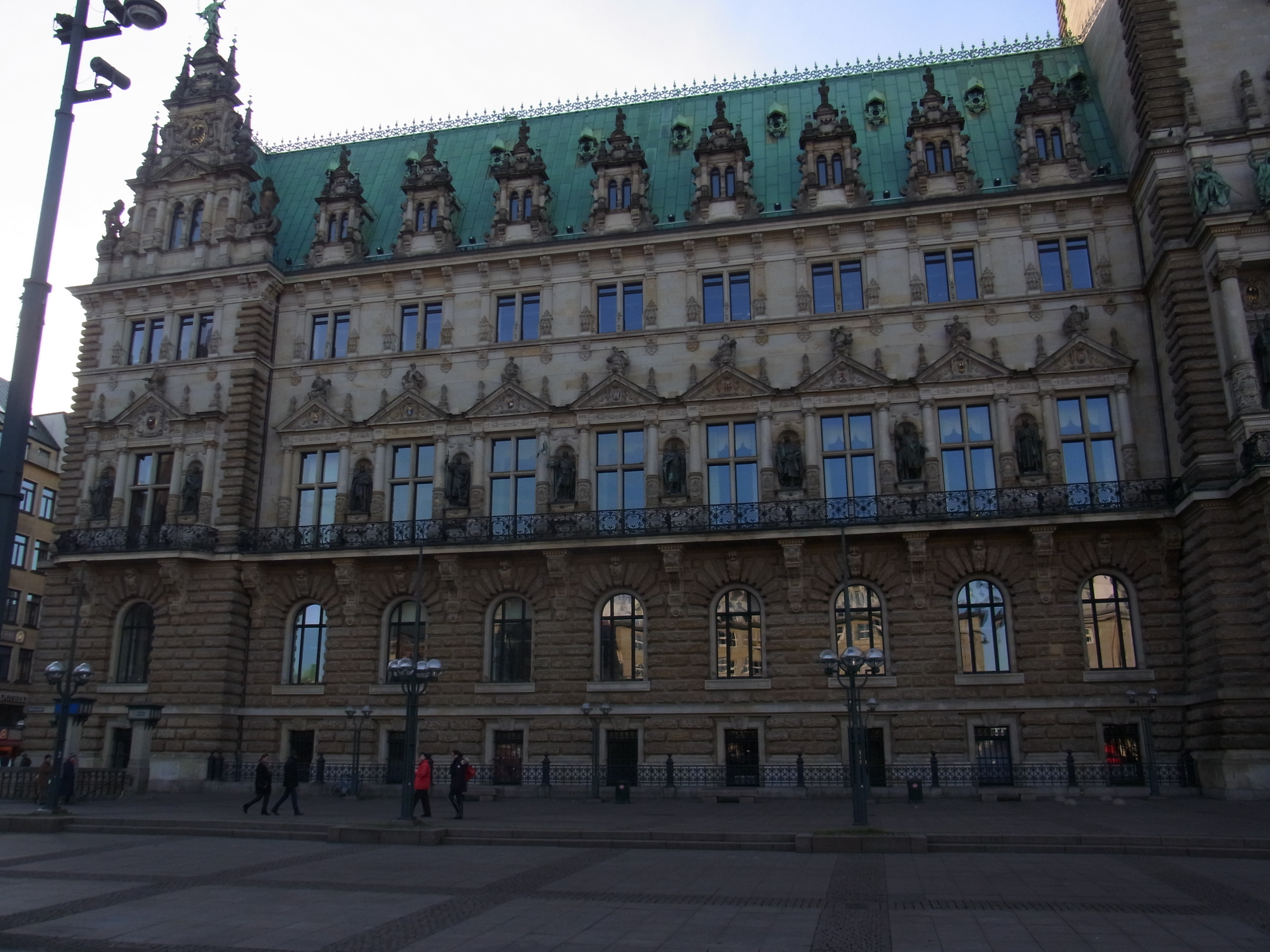
Der Flügel des Parlaments (Bürgerschaft)

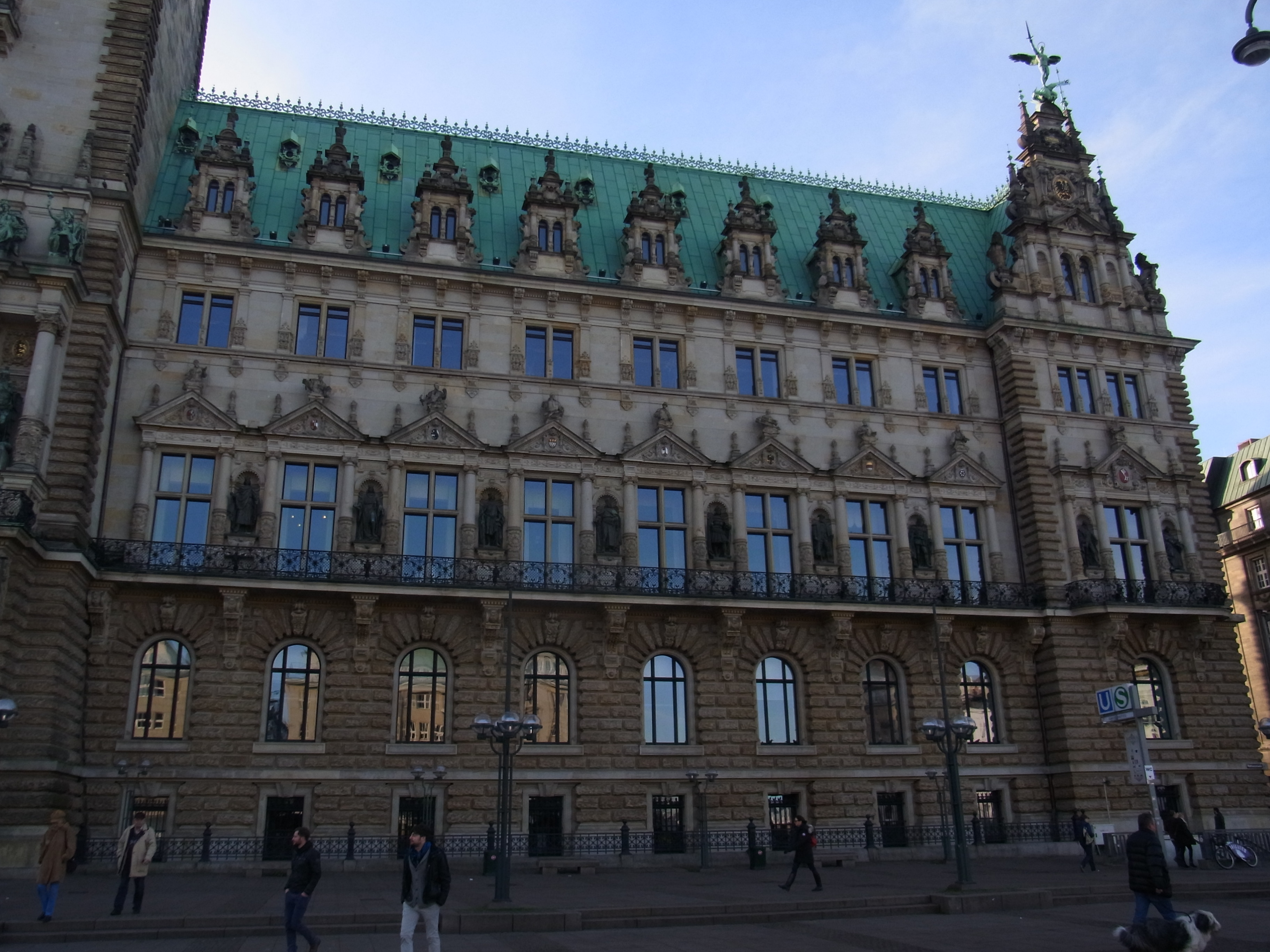
Der Flügel der Regierung (Senat)

Die chronologische Reihenfolge geht von Karl dem Großen über dem Hauptportal nach links über Ludwig den Frommen bis zu Lothar III v. Sachsen und nach rechts über Friedrich Barbarossa bis zu Franz II.

### Die bürgerlichen Berufe
Über 28 Fenster der Repräsentationsetage wurden auf die Fensterverdachung 28 Charakterbüsten für Vertreter der bürgerlichen Berufe gesetzt.
In diesen Figuren hat der Bildhauer Aloys Denoth bekannte Persönlichkeiten jener Zeit porträtiert. Heinz-Jürgen Brandt stellt in seinem Buch dar, dass diese Figurenreihe von den Zeitgenossen als willkommene Belebung der Fassade und als Darstellung des bürgerlichen Fleißes lebhaft begrüßt wurde.
Die Aufzählung hier beginnt an der Großen Johannisstraße und endet am Alten Wall. Entsprechend der Gliederung des Rathauses befinden sich auf der Rathausmarkt-Seite links das Bildnis des Bürgerschaftspräsidenten (Nr. 4) und rechts das Bildnis des Bürgermeisters (Nr. 21).
Im Folgenden sind Fotos der Fassade und alte Fotos der Gipsmodelle von Aloys Denoth (mit geringfügigen Unterschieden zur endgültigen Ausführung)  zu sehen.
| Beruf                              | Anmerkungen | Bild | Gipsmodell |
| ---------------------------------- | --- | ---- | ---------- |
| Fischer                            | |      |            |
| Schiffer                           | |      |            |
| Kaufmann                           | |      |            |
| Bürgerschaftspräsident             | Bildnis von Johann Georg Mönckeberg (1839–1908) (mit Glocke und Gesetzesvorlage in der Hand)                                      |      |            |
| Schneider                          | |      |            |
| Schornsteinfeger                   | |      |            |
| Schuhmacher                        | Meister W. Knieriem aus St. Pauli (Lange Straße 18/19)                                                                            |      |            |
| Bierbrauer oder Wirt (mit Zigarre) | |      |            |
| Bäcker (bzw. Konditor)             | |      |            |
| Schlachter                         | |      |            |
| Bauer                              | |      |            |
| Gärtner                            | |      |            |
| Bildhauer                          | Bildnis von Engelbert Peiffer (1830–1896) (Bildhaueratelier Hamm, Louisenweg 117)                                                 |      |            |
| Schiffbauer                        | |      |            |
| Schlosser                          | Bildnis von Schlossermeister Hermann Eggers                                                                                       |      |            |
| Zimmermann                         | |      |            |
| Maurer                             | |      |            |
| Tischler                           | Bildnis von Julius Rud. Loose (kunstgewerbliche Werkstatt, Pulverteich 11)                                                        |      |            |
| Töpfer                             | Bildnis von A. D. C. Warnstedt, Töpfermeister (Harvestehude, Mittelweg 142)                                                       |      |            |
| Maler                              | Bildnis von J. G. Valentin Ruths (1825–1905), Landschaftsmaler (Uhlenhorst, Fährstraße 23)                                        |      |            |
| Bürgermeister                      | Bildnis von Carl Friedrich Petersen (1809–1892), Vorsitzender der Rathauskommission, mit einem Rathaus-Modell im Arm              |      |            |
| Ingenieur                          | Bildnis von Oberingenieur Franz Andreas Meyer (1837–1901) (mit dem Modell einer Brücke im Arm)                                    |      |            |
| Richter                            | Bildnis von Gerichtspräsident Ernst Friedrich Sieveking (1836–1909)                                                               |      |            |
| Gelehrter                          | Bildnis von Justus Brinckmann (1843–1915) mit Sammlungsobjekten in den Händen (Der Pokal ist aus der Fassade gebrochen)           |      |            |
| Lehrer                             | Bildnis des Geographen Prof. Dr. Georg von Neumayer (1826–1909), dem Direktor der Deutschen Sternwarte (damals noch am Stintfang) |      |            |
| Pastor                             | |      |            |
| Baumeister                         | Bildnis des Architekten Wilhelm Hauers (1836–1905) – mit dem Modell der Kirche St. Johannis (Harvestehude) im Arm                 |      |            |
| Makler                             | Bildnis von Eduard Behrens sen. (1824–1895), einem Bankier und Kunstsammler                                                       |      |            |

## Dachlandschaft
Als Bekrönungsfiguren auf dem Dach befinden sich die Heiligen, die Schutzpatrone der Hamburger Kirchspiele und zusätzlich der beiden aufgelösten Klöster, die es zuvor an gleicher Stelle gab, wo das Rathaus jetzt steht.
- Katharina für die Katharinenkirche – geschaffen von dem Bildhauer Aloys Denoth (Hamburg) (1851–1893) (Rathausmarkt – links)
- Michael für die Michaeliskirche – geschaffen von dem Bildhauer August Vogel (Berlin) (1859–1932) (Rathausmarkt rechts)
- Petrus für die Petrikirche – geschaffen von dem Bildhauer Wilhelm Kumm (Berlin) (1861–1939?) (Börsenseite)
- Jakob für die Jacobi-Kirche – geschaffen von dem Bildhauer Engelbert Peiffer (Hamburg) (1830–1896)
- Nikolaus für die Nikolaikirche – geschaffen von dem Bildhauer Rudolf Thiele (Hamburg) (1856–1930)
- Paulus für die Vorstadt St. Pauli – geschaffen von dem Bildhauer Robert Ockelmann (Dresden) (1859–1915) (Westgiebel)
- Georg für die Vorstadt St. Georg – geschaffen von dem Bildhauer Bruno Kruse (Berlin) (1855–?) (Ostgiebel)
- Maria Magdalena für das Marien-Magdalenen-Kloster – geschaffen von dem Bildhauer Friedrich Offermann (Dresden) (1859–1913)
- Johannes für das Johanniskloster – geschaffen von dem Bildhauer Otto Dobbertin (Hamburg) / Friedrich Offermann (Dresden) (1859–1913)

Außerdem sind auf kleineren Westgiebeln Schildknappen mit den Wappen der Hanse-Außenkontore zu sehen. Dies sind die Wappen von Brügge, Nowgorod, London und Bergen.

## Innenhof (Ehrenhof)
Zusammen mit der 1841 erbauten Börse hat das Rathaus einen prächtigen Innenhof, der vom Alten Wall und der Großen-Johannis-Straße aus öffentlich zugänglich ist. Der Innenhof mit seinen reichdekorierten Fassaden im Stil der italienischen und norddeutschen Renaissance und dem zentralen Hygieia-Brunnen, ist architektonisch gesehen einer der wohl anspruchsvollsten und gelungensten Plätze der Stadt (siehe unten).
In etwa zwölf Metern Höhe wird der Hof von sechs Nischenfiguren gesäumt. Die Figuren stellen Bischöfe und Grafen dar, die für die Geschichte der Stadt Hamburg von Bedeutung waren.
- Bischof Ansgar (801–865) – geschaffen von dem Bildhauer Arthur Boué (Berlin) (1868–1905)
- Bischof Adaldag (um 900–988) – geschaffen von dem Bildhauer Friedrich Everding[12] (Bremen)
- Bischof Adalbert (um 1000–1072) – geschaffen von dem Bildhauer Wilhelm Wandschneider (Berlin) (1866–1942)
- Herzog Heinrich der Löwe (1129–1195) – geschaffen von dem Bildhauer Heinrich Möller (Dresden) (1835–1929)
- Graf Adolf III. von Schauenburg (1164–1225) – geschaffen von dem Bildhauer Robert Ockelmann (Dresden) (1859–1915)
- Graf Adolf IV. (1205–1261) – geschaffen von dem Bildhauer Carl Friedrich Echtermeyer (Braunschweig) (1845–1910)

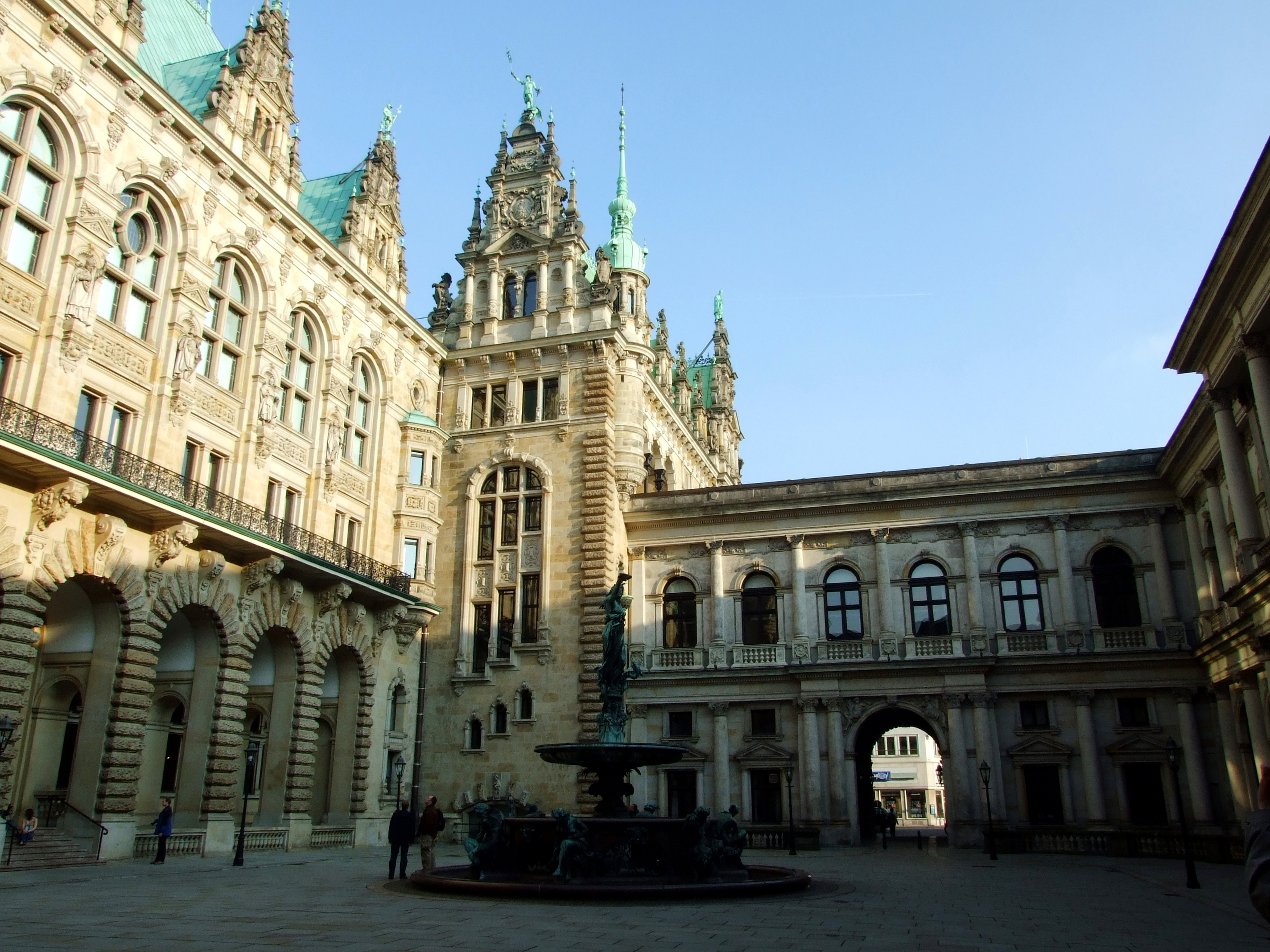
Blick nach Süd-Osten
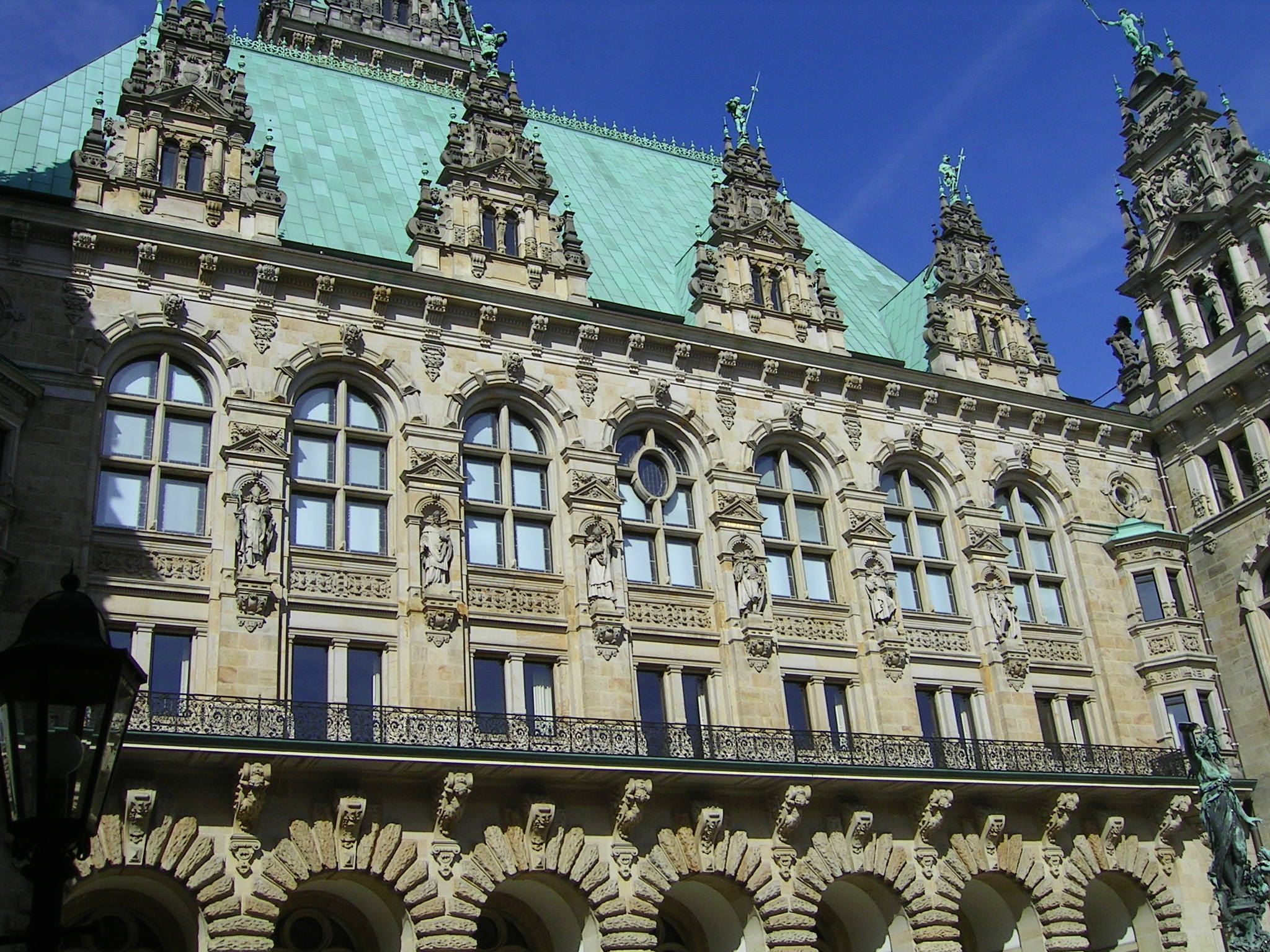
Rathausfassade
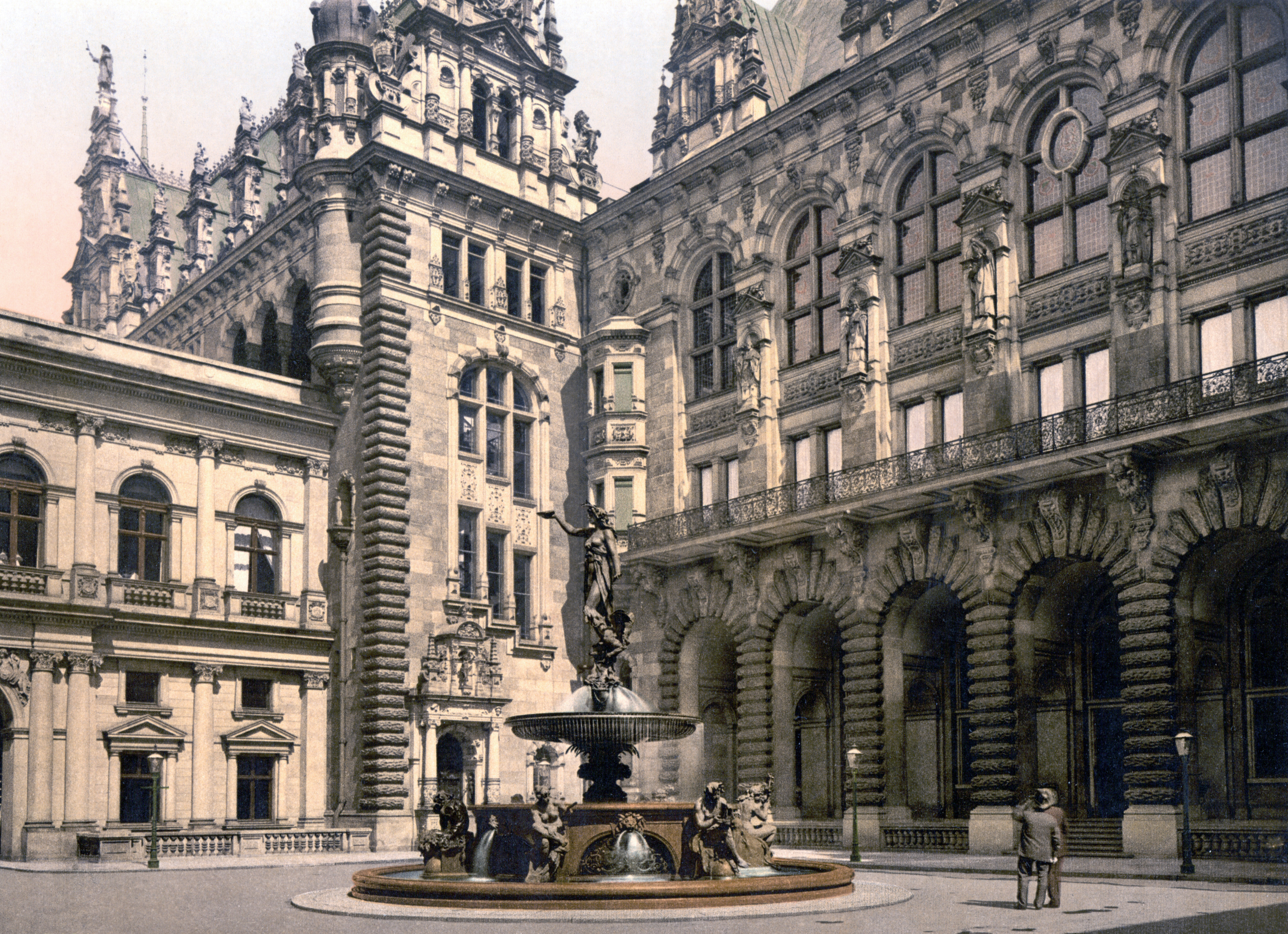
Historische Ansicht um 1900
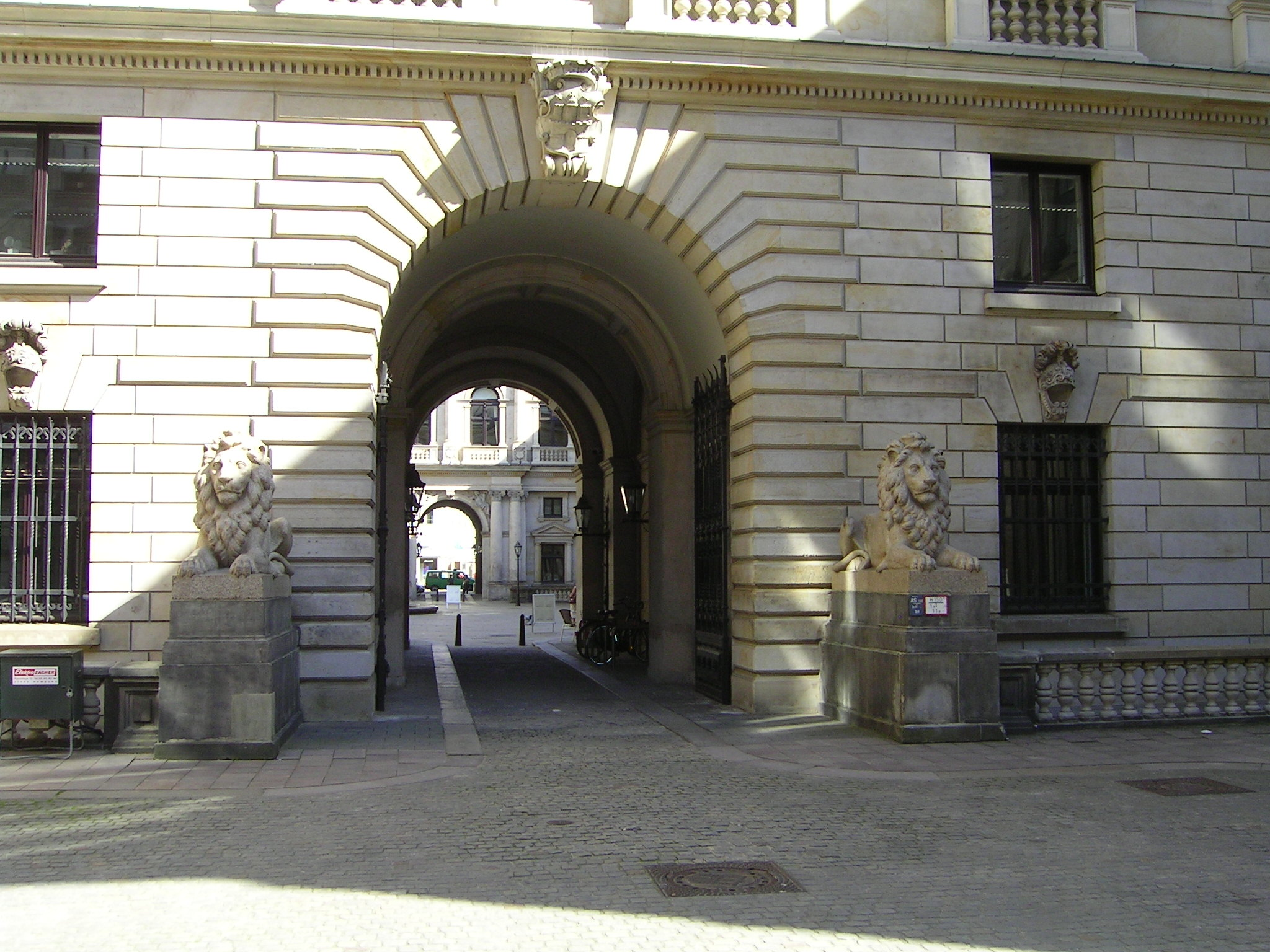
Zugang vom Alten Wall

## Hygieia-Brunnen

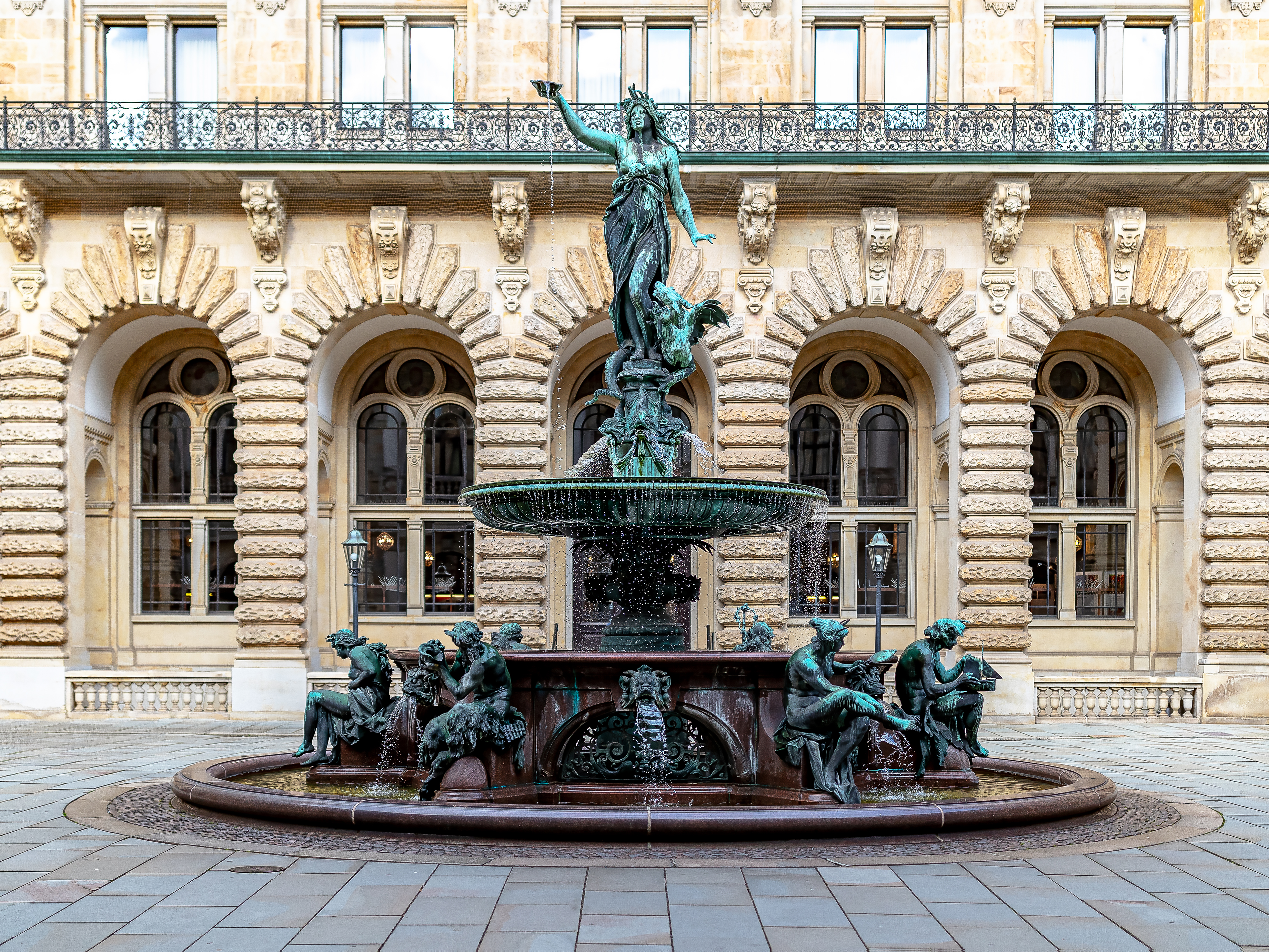
Der Hygieia-Brunnen.

Im Innenhof des Rathauses befindet sich der Hygieia-Brunnen, gestaltet 1895/1896 von dem Bildhauer Joseph von Kramer (1841–1908), einem Bruder von Theodor von Kramer. Die weibliche Bronzefigur, die Hygieia, eine Allegorie für Gesundheit, tritt auf einen Drachen, der symbolisch für die Choleraepidemie von 1892 steht. Auch praktisch steht dieser Brunnen für Hygiene, da sich in seinem Sockel die Einlässe des Belüftungssystems des Rathauses befinden. Ursprünglich war auf dem Platz eine Figur des Handelsgottes Merkur geplant. Nach der großen Choleraepidemie mit Tausenden von Toten entschied man sich aus Pietätsgründen jedoch für die Göttin der Reinheit. Die die Hygieia umgebenden Figuren stellen den Nutzen und die Verwendung des Wassers dar.

## Erdgeschoss
Insgesamt 647 Räume befinden sich im Rathaus. Neben Räumen für die Arbeit der Bürgerschaftsfraktionen und des Senates, der Haustechnik, Archiven und Bibliothek sind insbesondere die repräsentativen Säle des ersten Obergeschosses sehenswert. Sie sind ebenso wie die Außenfassade im Stil der Zeit mit allegorischen Darstellungen versehen und als Ausdruck des Bürgerstolzes der Stadtrepublik reich ausgestattet.

### Turmhalle
Vom Rathausmarkt kommt man durch das große schmiedeeiserne Eingangstor in die achteckige Turmhalle aus unverputztem geschliffenen Sandstein.
Das kunstvolle Eingangstor, ebenso wie das Tor zum sog. Senatsgehege, wurde in der Werkstatt des Schlossermeisters Eduard Schmidt, des ersten Vorsitzenden der Hamburger Gewerbekammer gefertigt. „Das Metall ist zu einem üppig wuchernden, nach allen Seiten züngelnden Rankenwerk mit dicht verknäuelten Rosetten ausgeschmiedet worden.“
Die acht Rippen des Gewölbes der Turmhalle zeigen – nach Art mittelalterlicher Baumeisterporträts – im Sockel die Brustbilder von jungen Handwerkern aus den Bauberufen mit ihren Zunftwappen: Maler, Schlosser und Tischler, Maurer, Steinmetz, Zimmermann, Glaser und Dachdecker. Sie wurden geschaffen von dem Bildhauer Karl Börner (1828–1905). Diese acht Handwerker waren tatsächlich am Bau beteiligt.

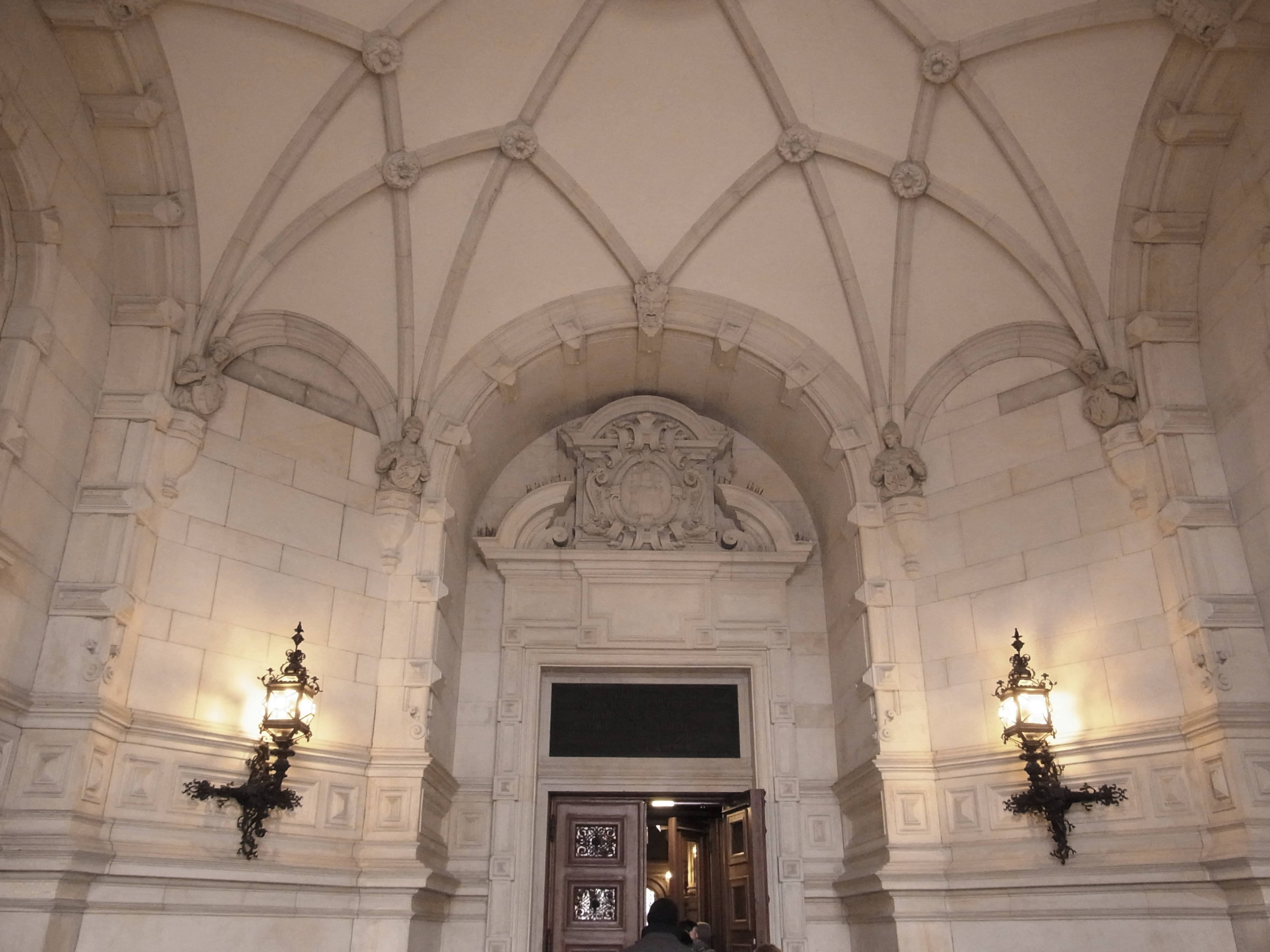
Die Turmhalle führt zur Rathausdiele

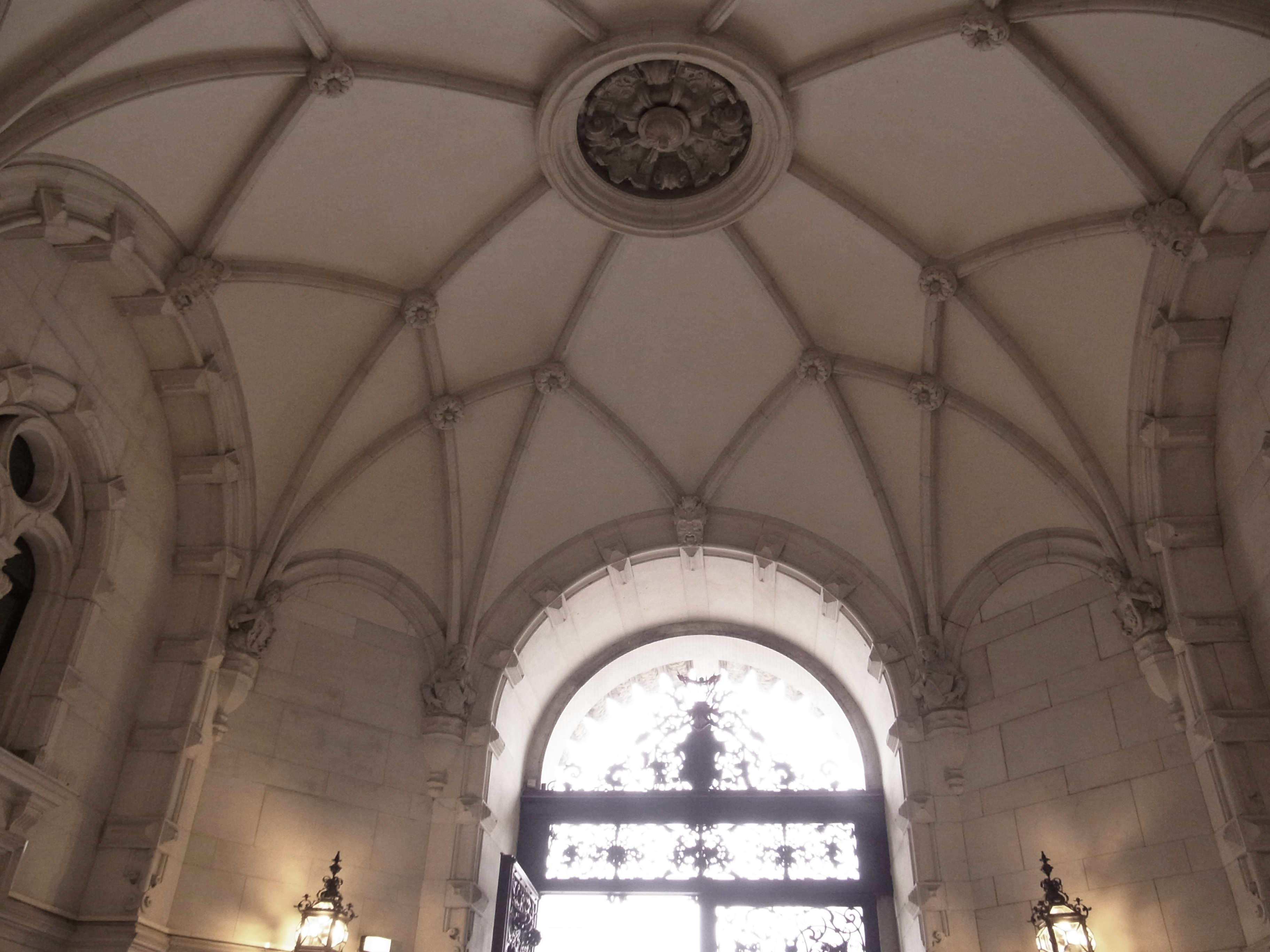
Die Turmhalle führt zum Rathausmarkt

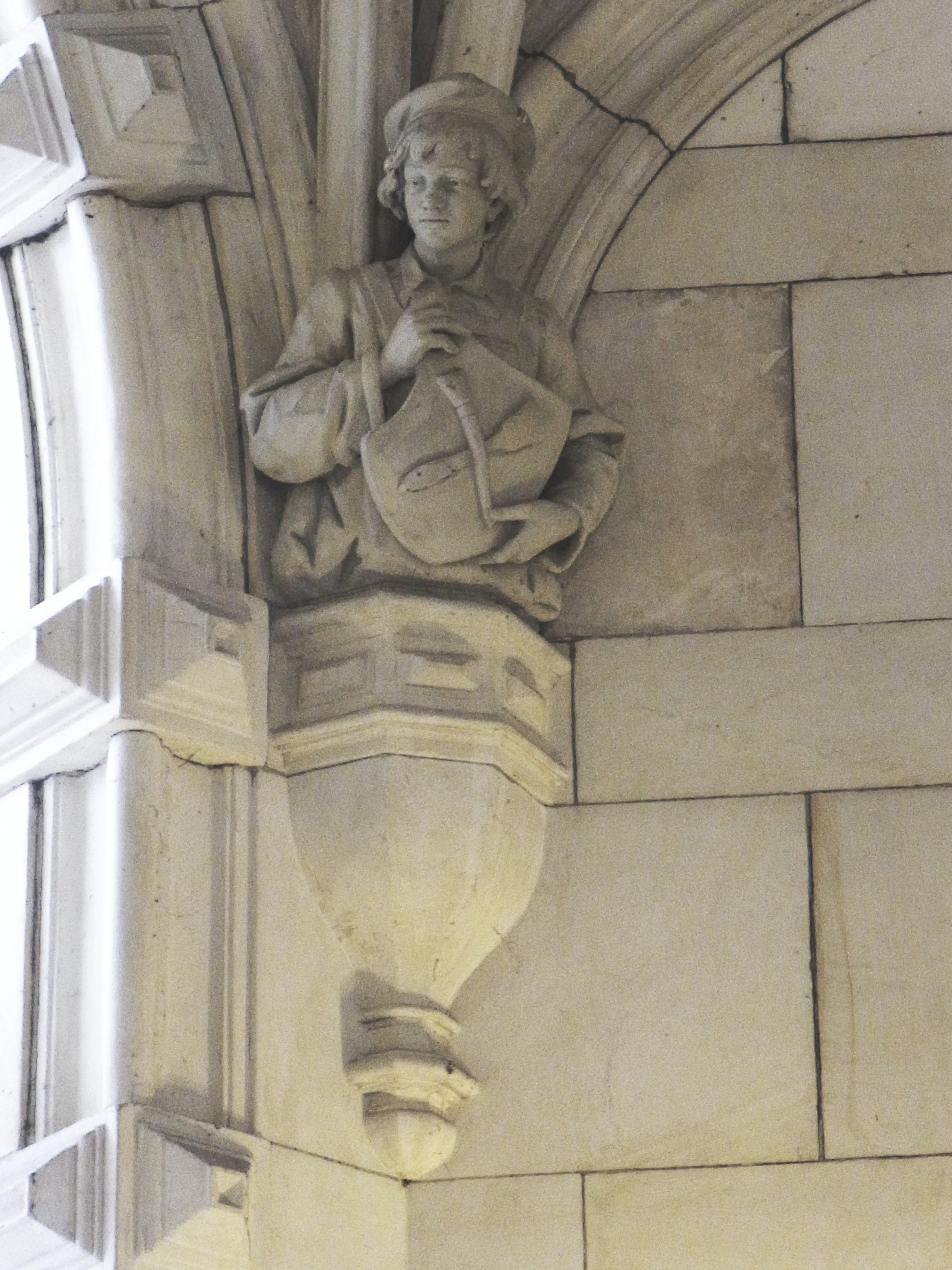
Der Maler
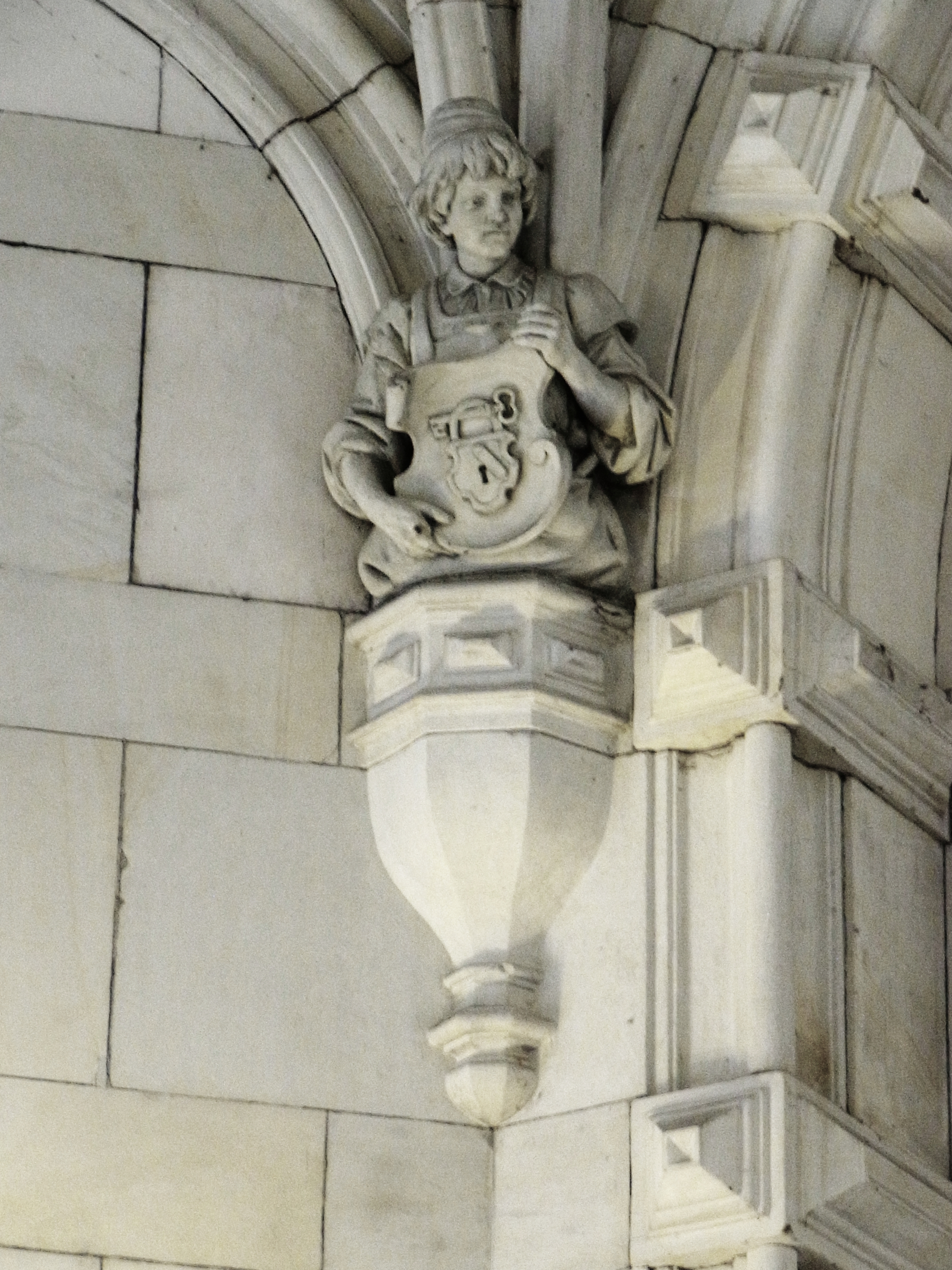
Der Schlosser
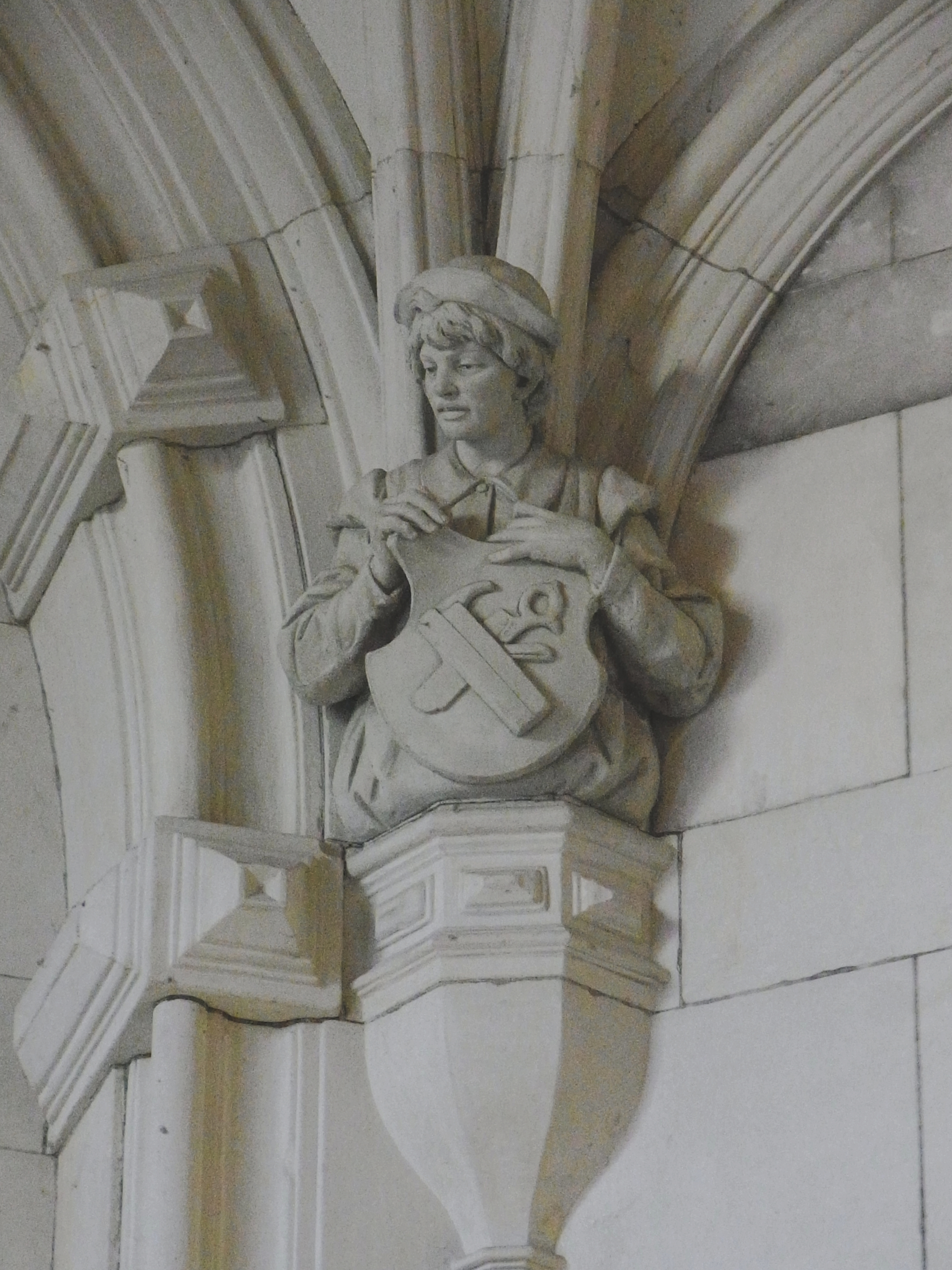
Der Tischler
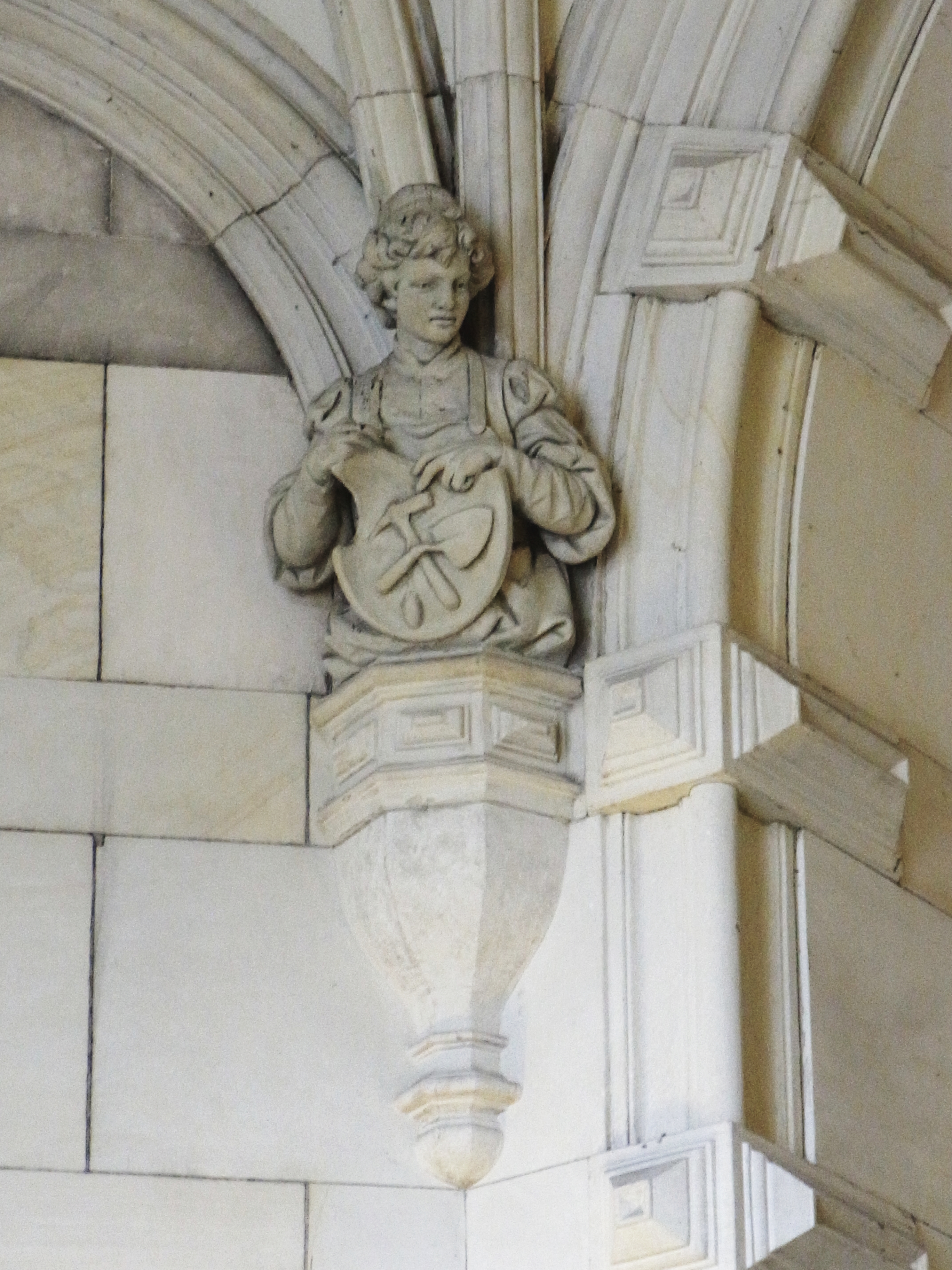
Der Maurer
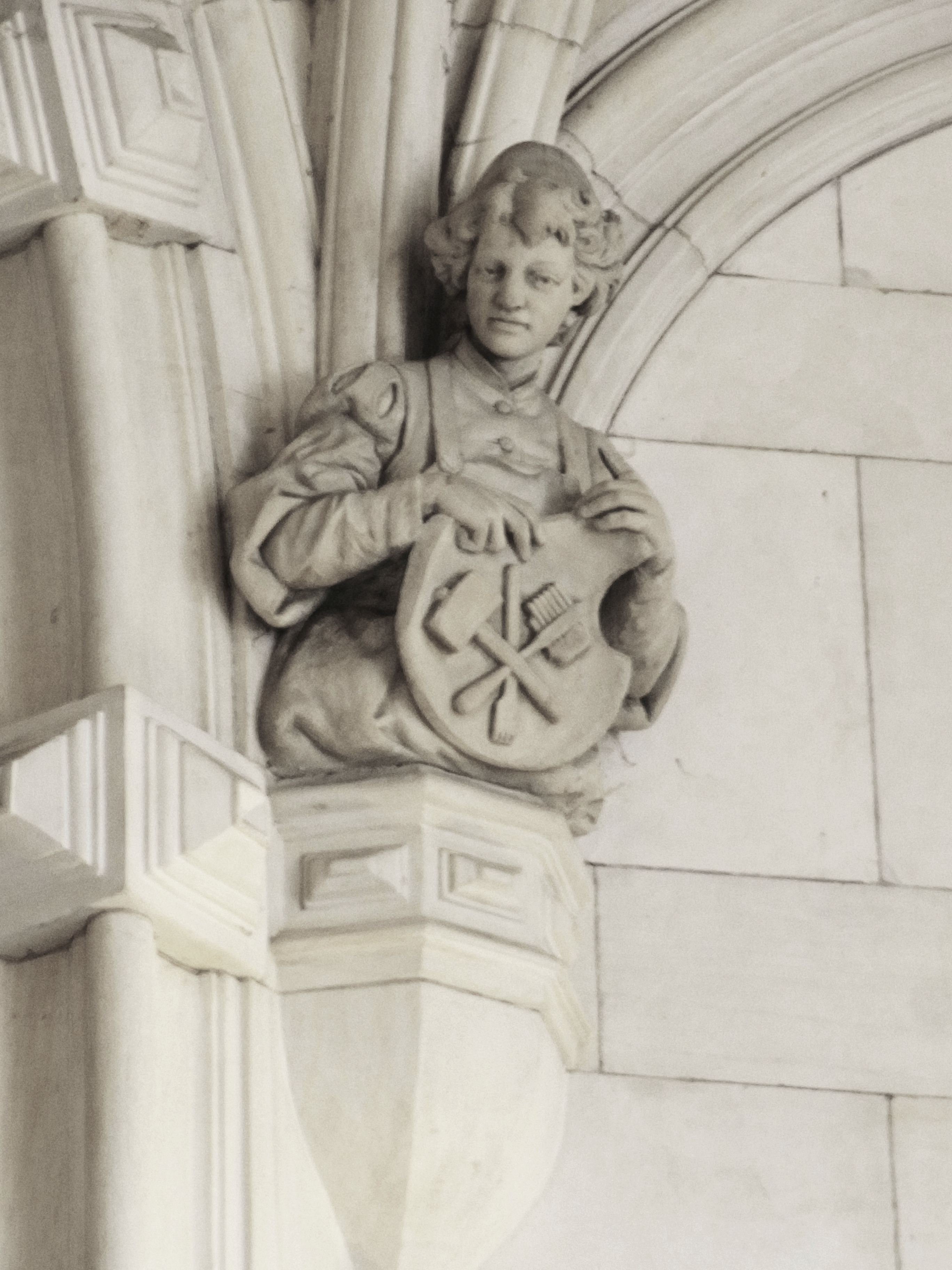
Der Steinmetz
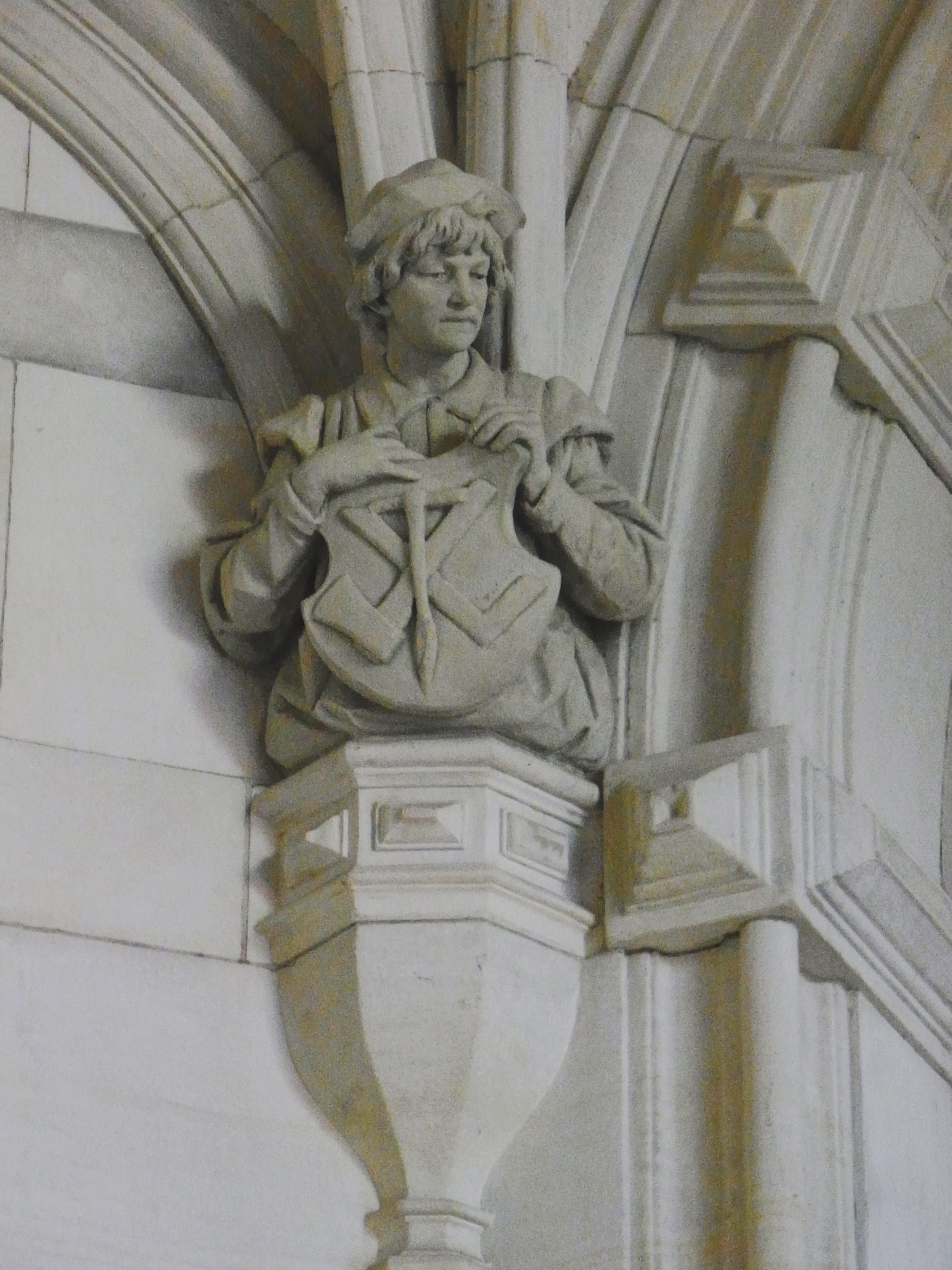
Der Zimmerer
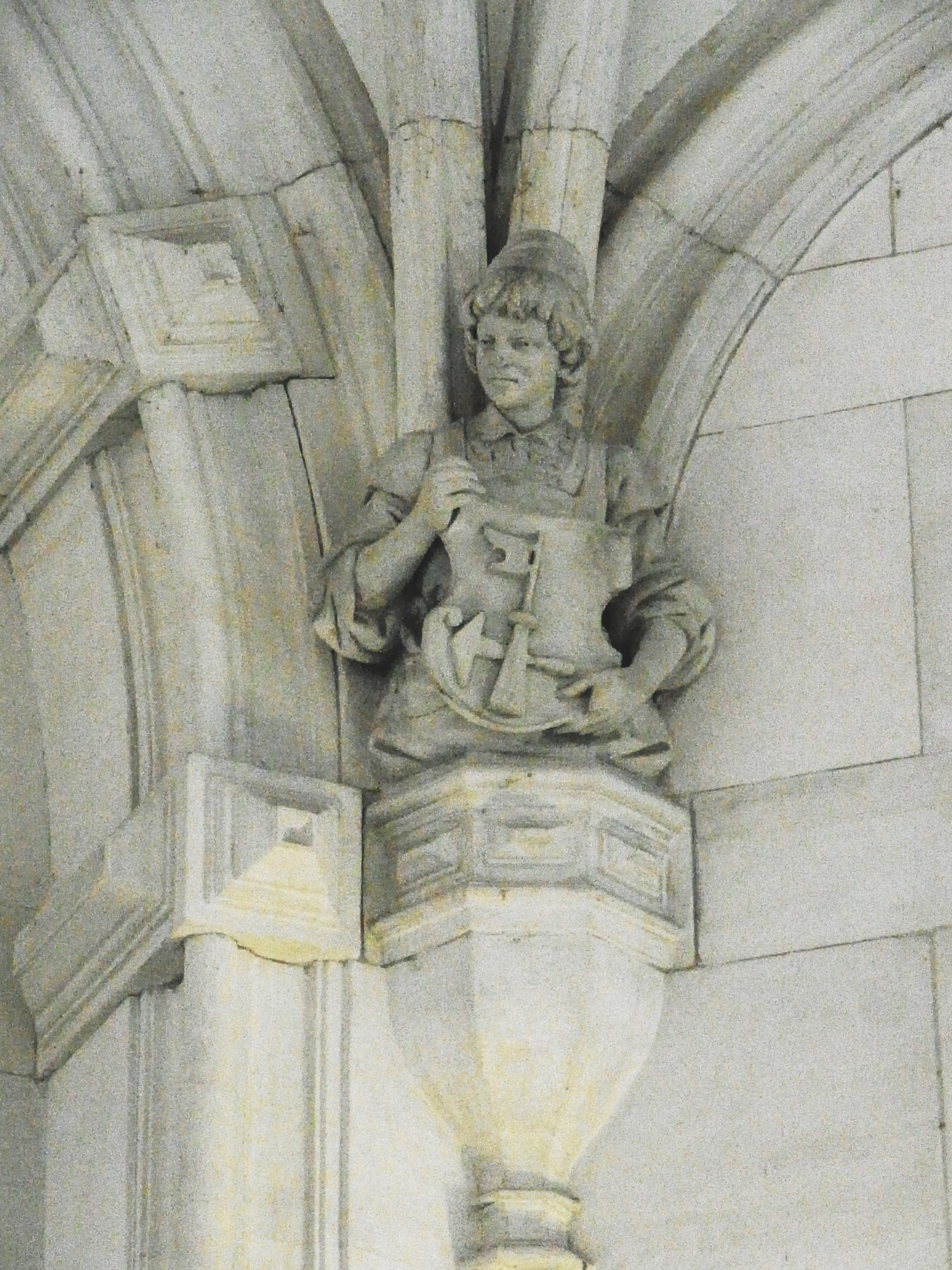
Der Glaser
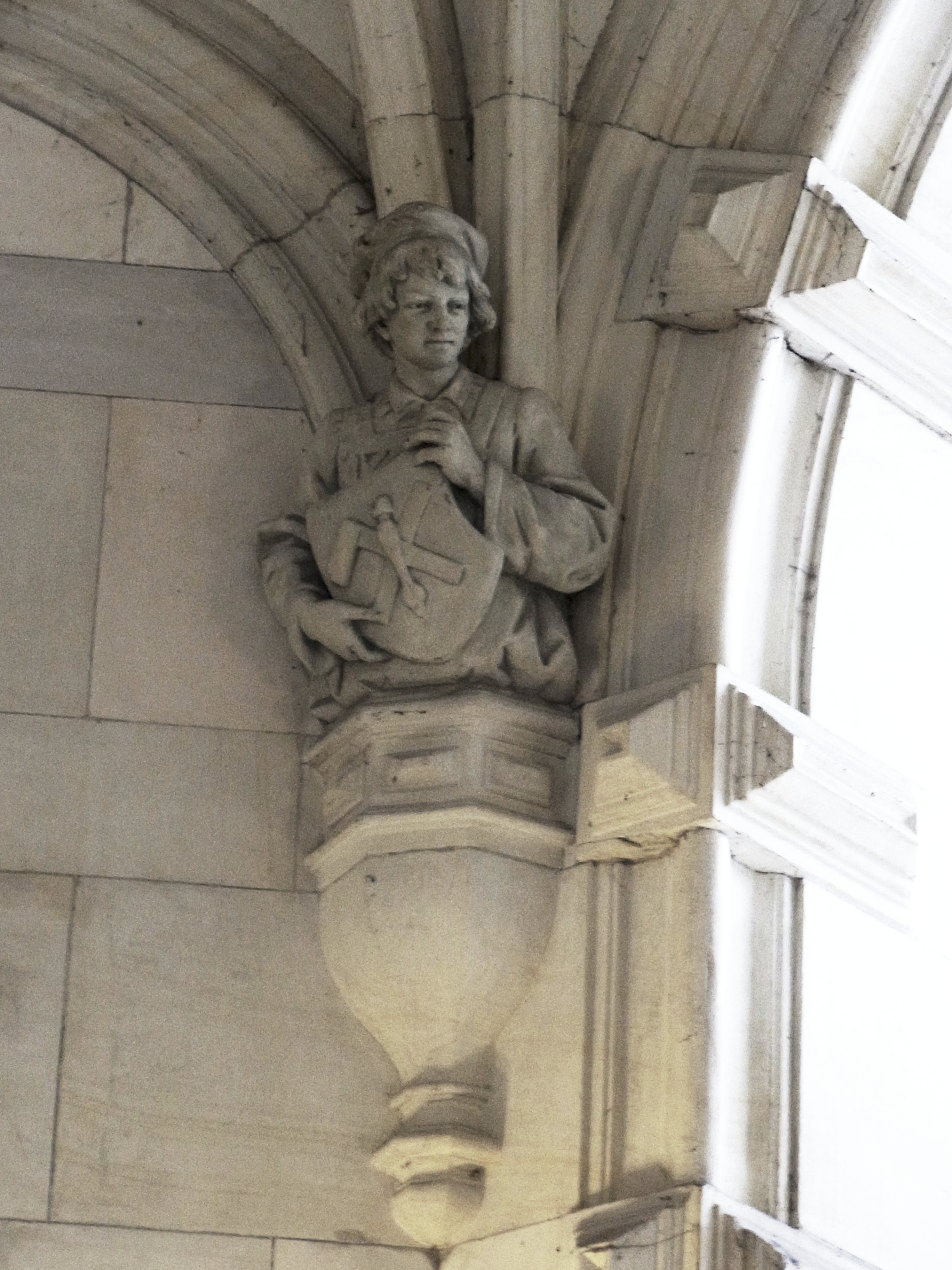
Der Dachdecker

### Diele
Durch den Haupteingang erreicht man zunächst die Diele, eine große Säulenhalle. Hier beginnen auch die regelmäßig stattfindenden Führungen (auch fremdsprachliche) durch die repräsentativen Räume von Parlament und Senat, soweit dort stattfindende Veranstaltungen dies zulassen. Nach Anmeldung ist die Teilnahme als Zuschauer an Bürgerschaftssitzungen möglich. Zu ebener Erde angelegt, spiegelt die Diele das Regiment der Bürger architektonisch wider – im Gegensatz zu anderen Herrschaftshäusern soll der Bürger hier nicht zu den Machthabern hinaufsteigen müssen. Auf den Säulen der Diele befinden sich medaillonförmige Reliefs bürgerlicher Persönlichkeiten, die im Kontrast zu den Kaisern der Außenfassade die bürgerlichen Werte repräsentieren. Ausgewählt wurden Juristen, Theologen, Philologen, Historiker, Naturforscher, Kaufleute, Bankiers, Dichter, Maler, Architekten und „Wohltäter“. Ausschließlich aus der letzten Kategorie setzen sich die Bürgerinnen zusammen, die auf der so genannten Frauensäule abgebildet sind.

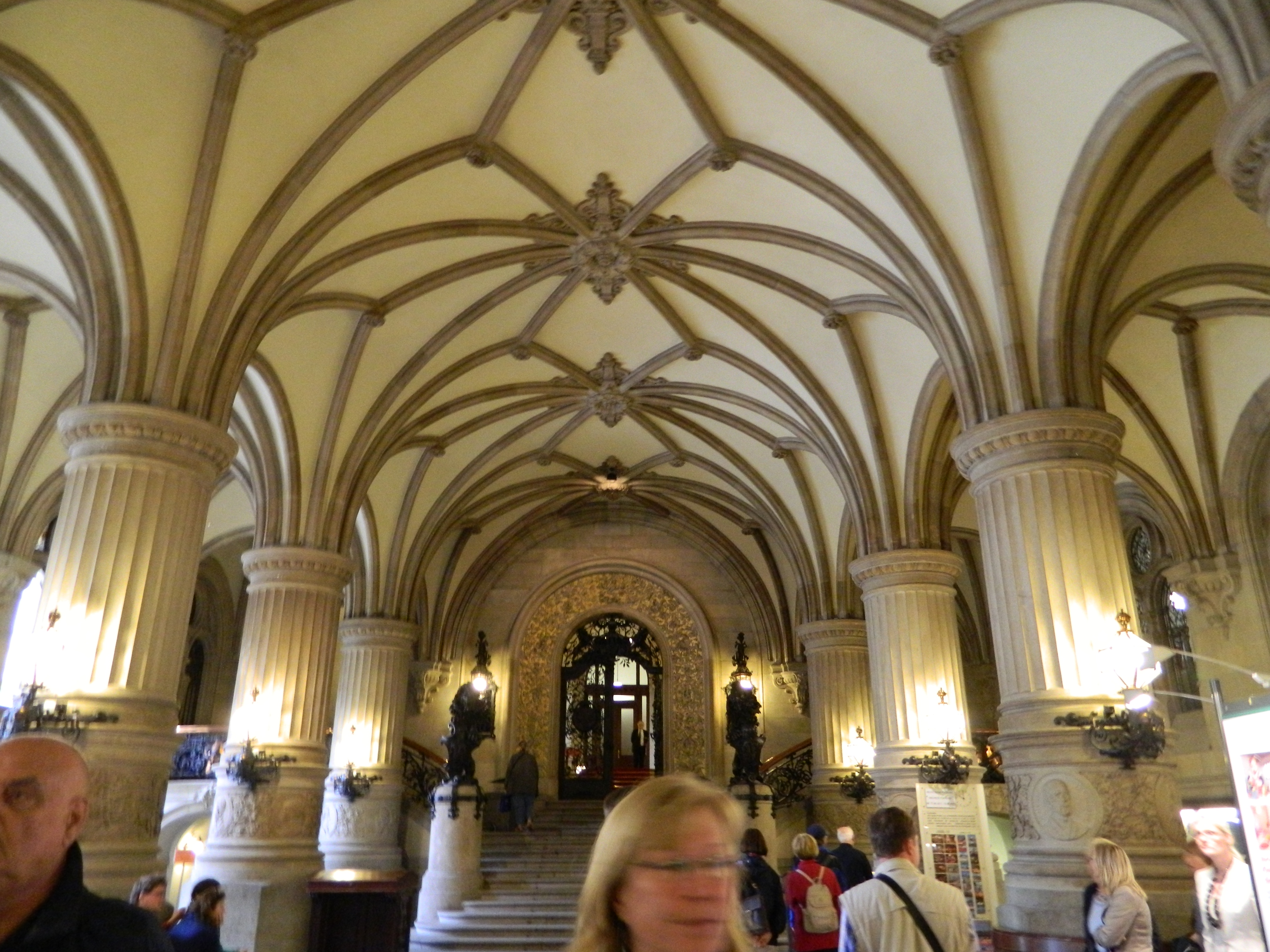
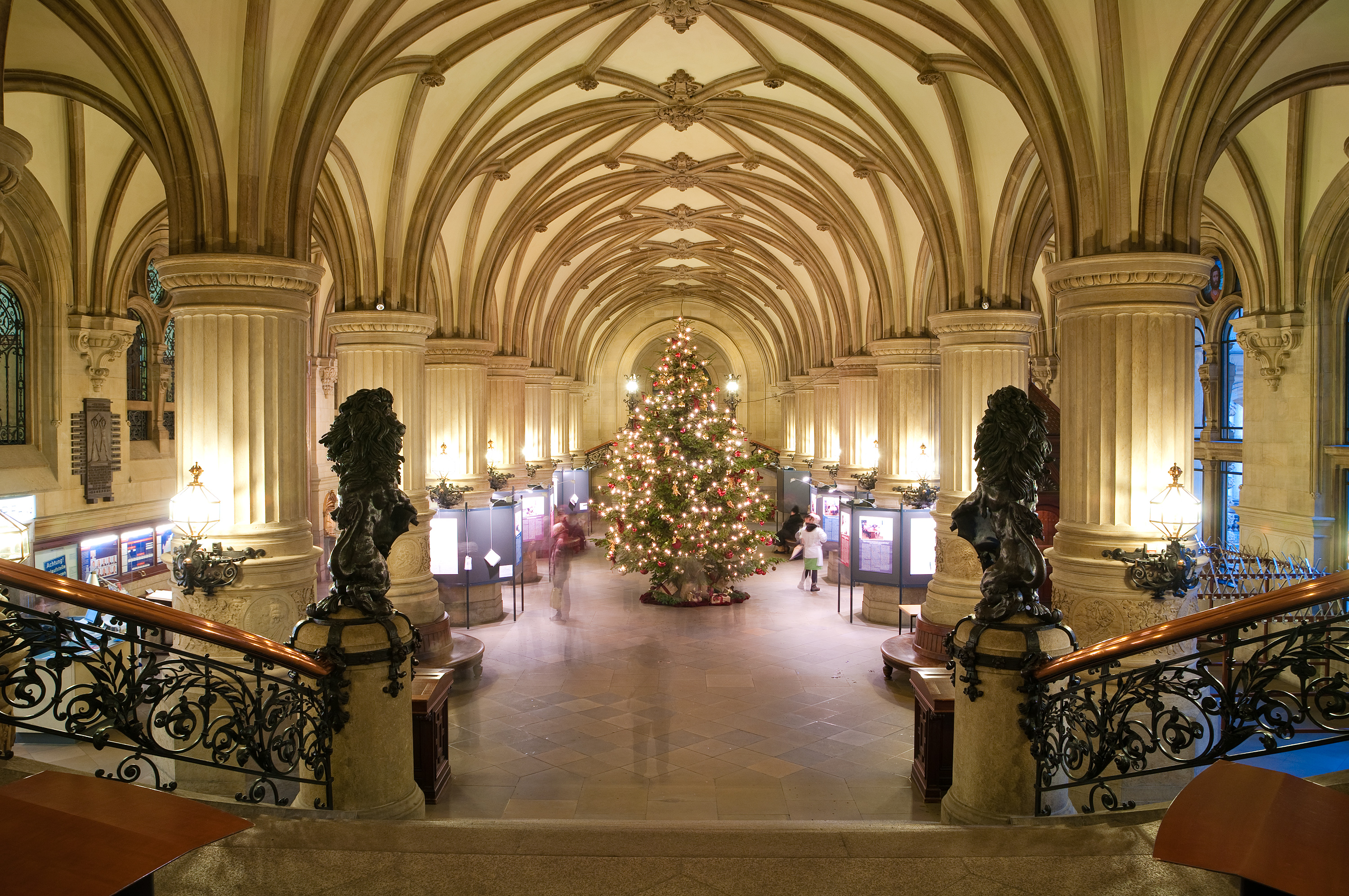
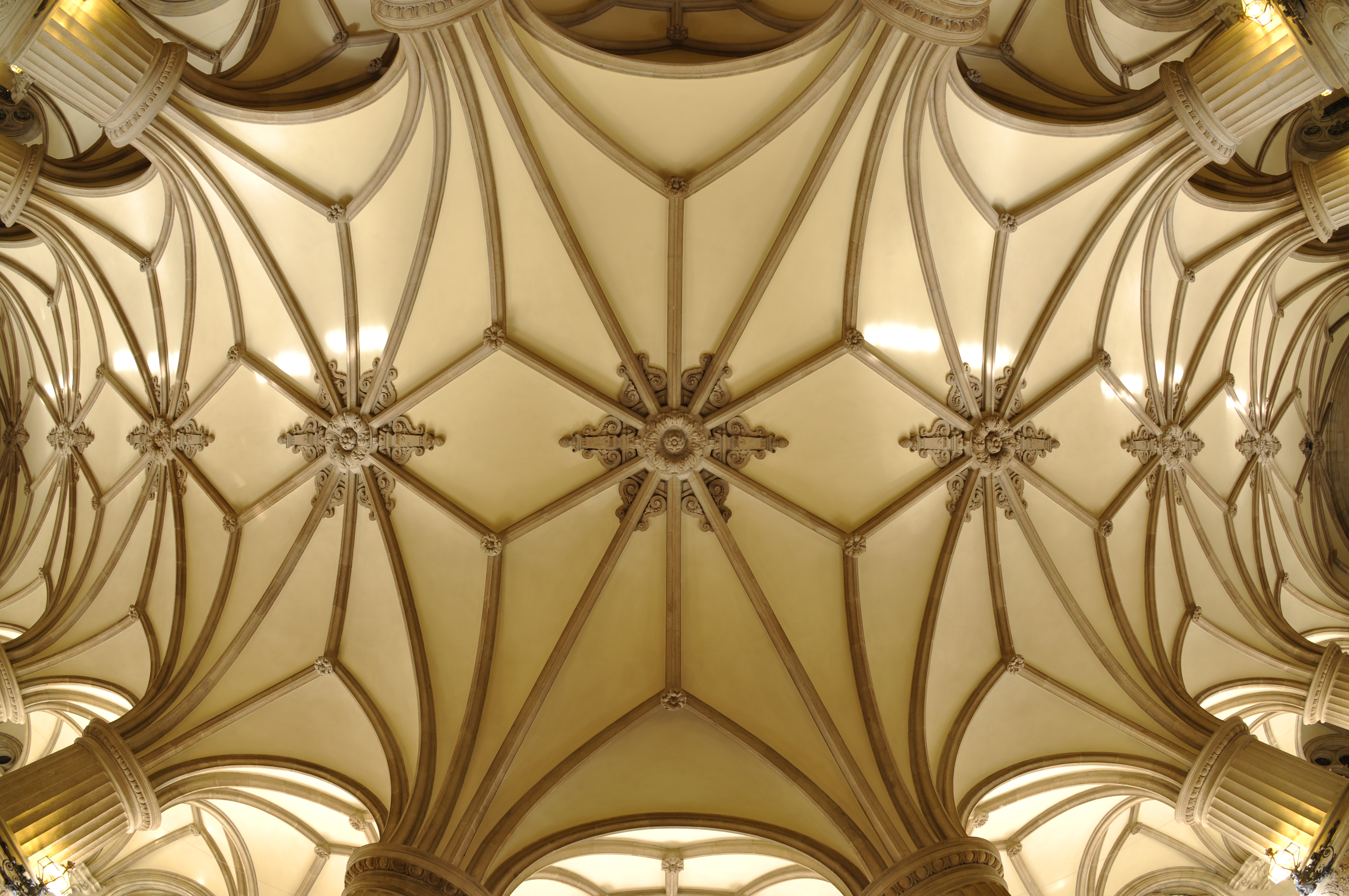
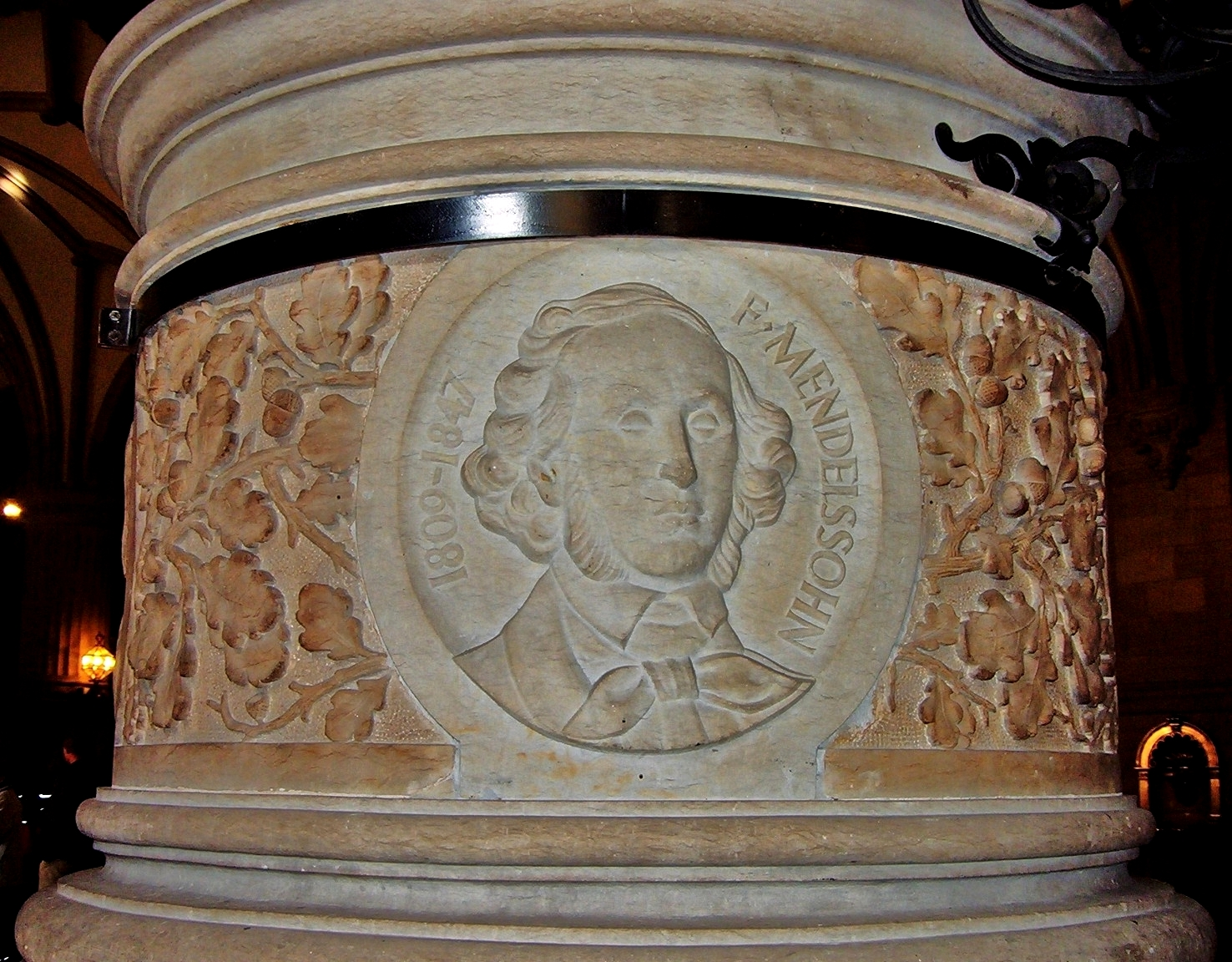
Säulenrelief von Felix Mendelssohn Bartholdy
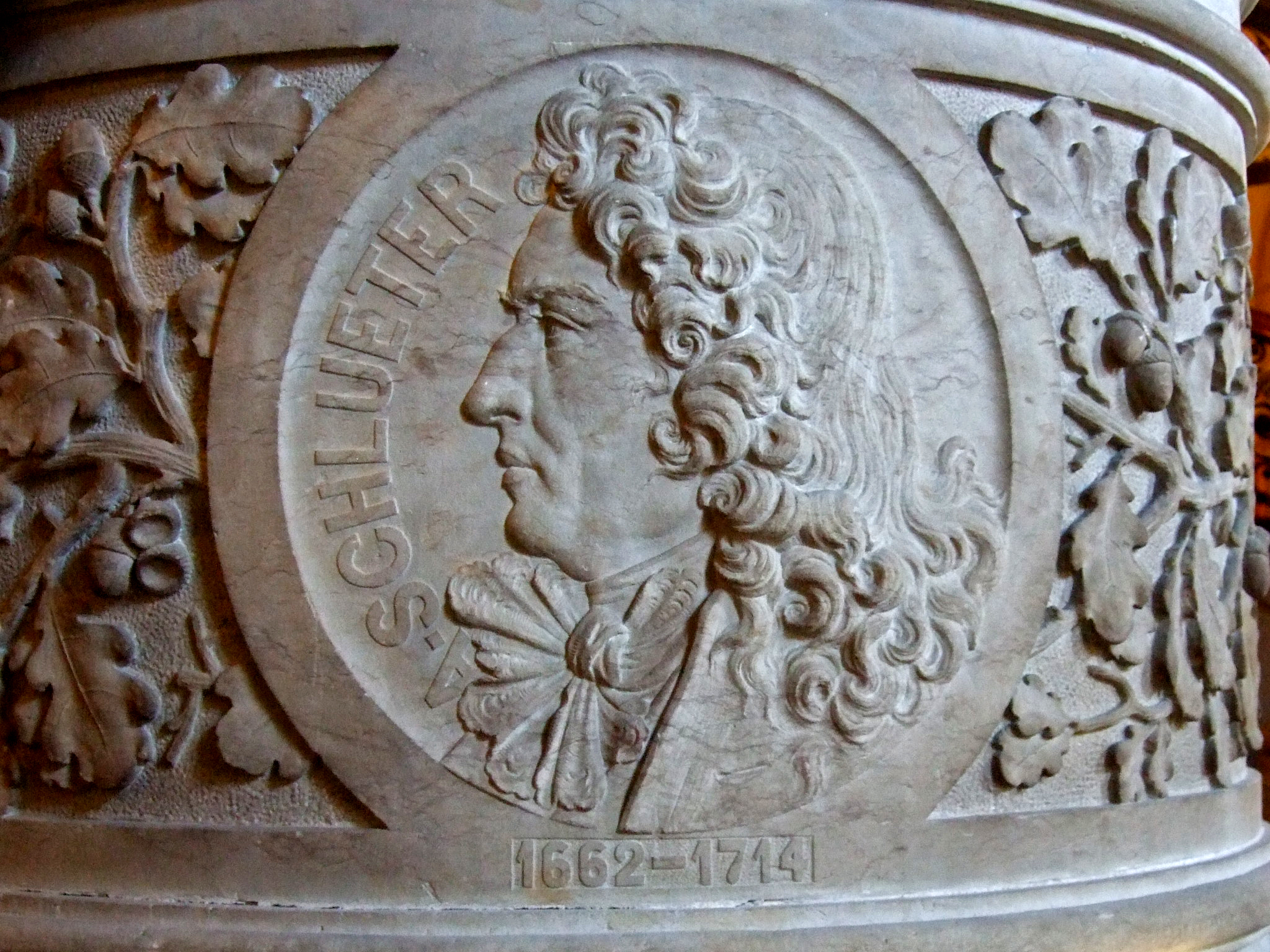
Säulenrelief von Andreas Schlüter
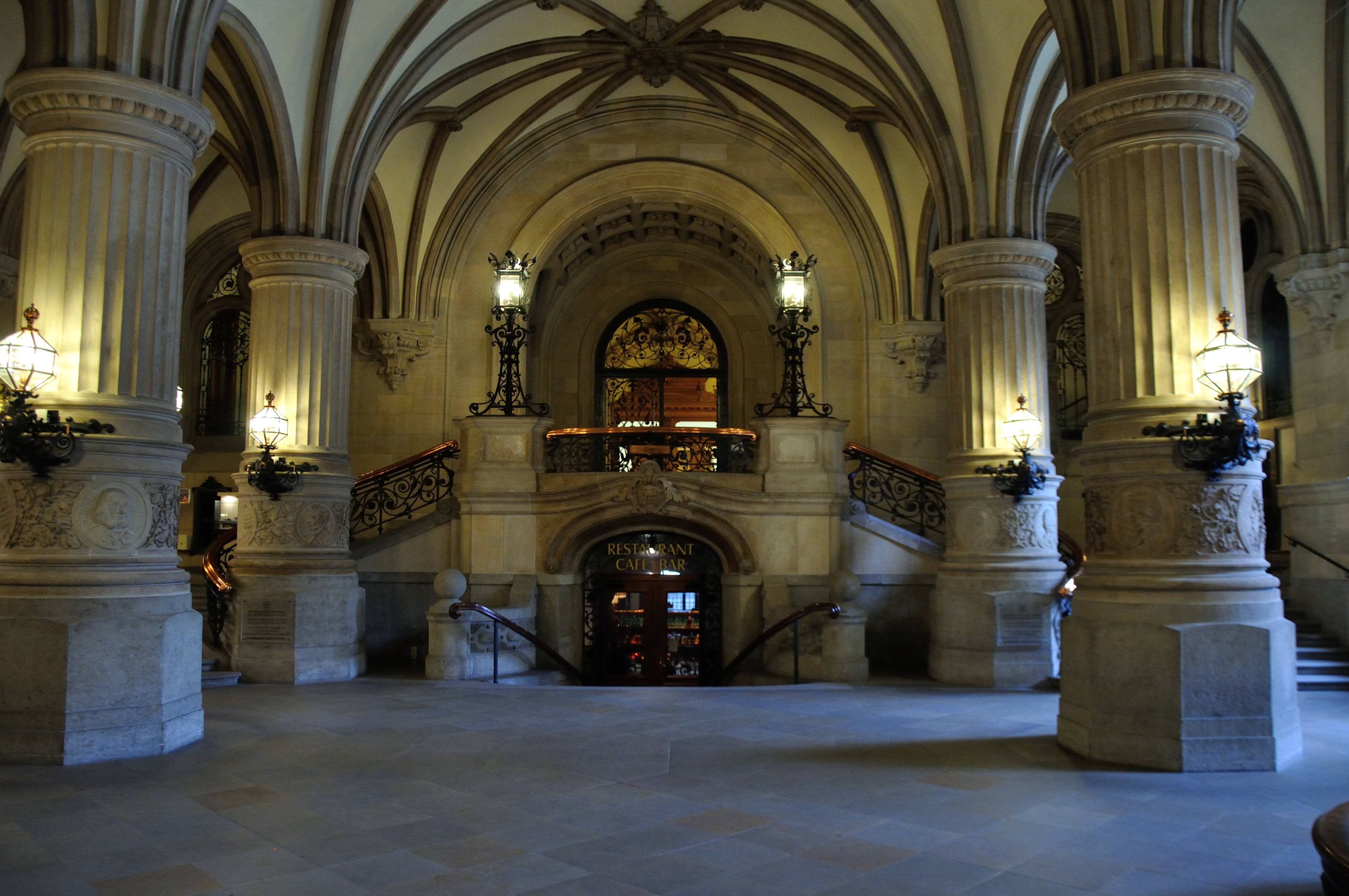
Dielenaufgang zur Hamburger Bürgerschaft
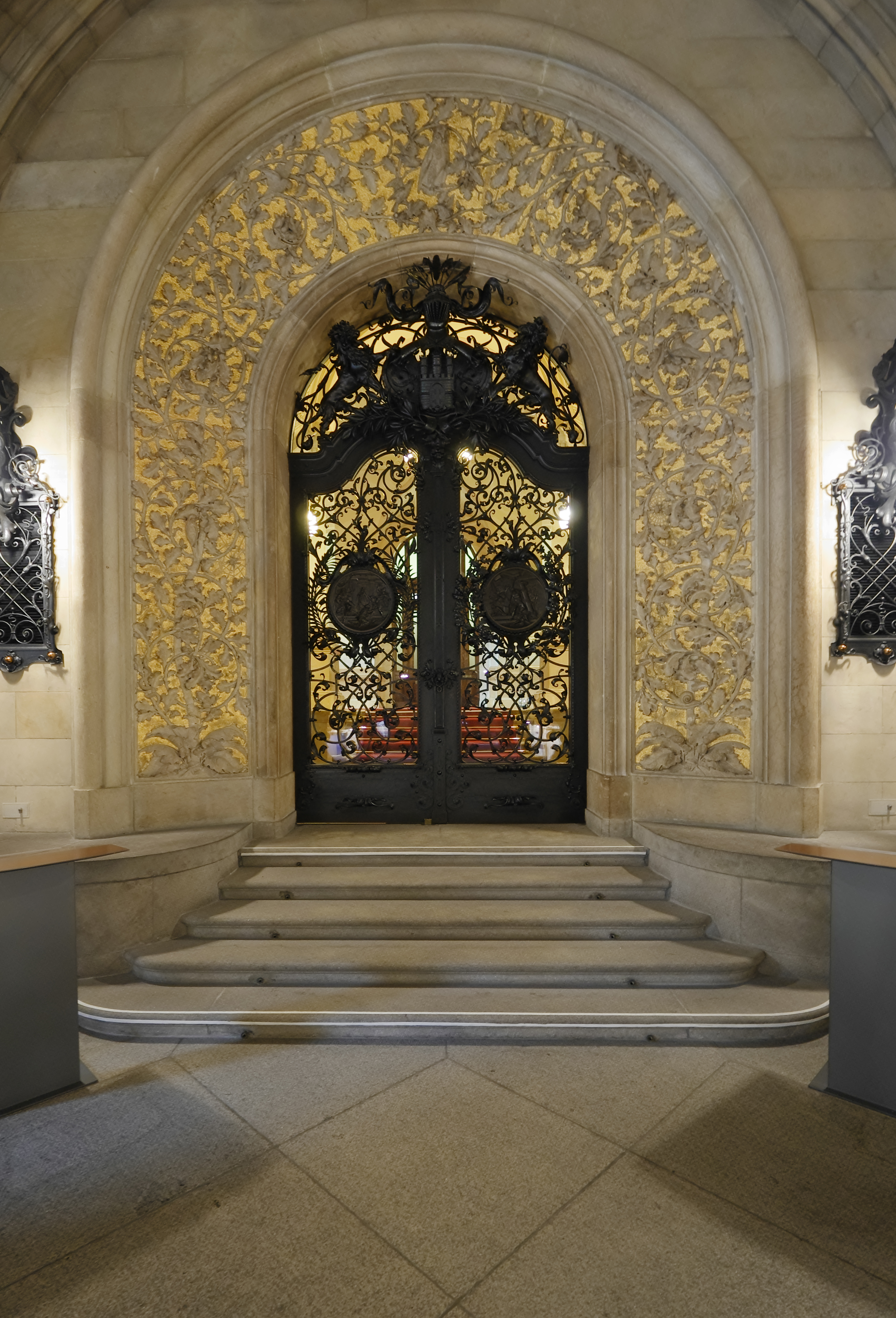
Dielenaufgang zum Hamburger Senat

In der Reihenfolge des kleinen Buches von Harald Richert befinden sich an den Säulen und zusätzlich auch an der Wand zum Innenhof die Reliefporträts folgender „Verdienter Hamburger“ (Reihenfolge wie im Buch, von der Bürgerschaftstreppe zur Senatstreppe zurück zur Bürgerschaftstreppe und dann zum Innenhof).
1. Johann Klefeker (Jurist, 1698–1775)[16]
2. Johann Carl Knauth (Jurist, 1800–1876)
3. Matthäus Schlüter (Jurist, 1648–1719)
4. Isaac Wolffson (Jurist, 1817–1895)
5. Hermann Baumeister (Jurist, 1806–1877)
6. Nicolaus Adolf Westphalen (Jurist, 1793–1854)
7. Erdmann Neumeister (Theologe, 1671–1756)
8. Johannes Aepin (Theologe, 1499–1553)
9. Johannes Bugenhagen (Theologe, 1485–1558)
10. Nikolaus Staphorst (Theologe, 1679–1731)
11. Joachim Heinrich Campe (Philologe, 1746–1818)
12. Johann Hinrich Wichern (Philologe, 1808–1881)
13. Hermann Samuel Reimarus (Philologe, 1694–1768)
14. Michael Richey (Philologe, 1678–1761)
15. Otto Beneke (Historiker, 1812–1891)
16. Johann Martin Lappenberg (Historiker, 1794–1865)
17. Johann Georg Büsch (Nationalökonom, 1728–1800)
18. Adolf Soetbeer (Historiker, 1814–1892)
19. Franz Encke (Astronom, 1791–1865)
20. Joachim Jungius (Naturforscher, 1587–1657)
21. Heinrich Hertz (Naturforscher, 1857–1894)
22. Carl Rümker (Naturforscher, 1788–1862)
23. Georg Heinrich Sieveking (Kaufmann, 1751–1799)
24. Johannes Schuback (Kaufmann, 1732–1817)[17]
25. Heinrich Schröder (Kaufmann, 1784–1883)
26. Martin Johann Jenisch (Kaufmann, 1760–1827)
27. Salomon Heine (Bankier, 1767–1844)
28. Heinrich Johann Merck (Kaufmann, 1770–1853)
29. Peter Averhoff (Bankier, 1723–1809)
30. Caspar Voght (Kaufmann, 1752–1839)
31. Charlotte Paulsen (Fürsorgerin, 1797–1862)
32. Emilie Wüstenfeld (Sozialpädagogin, 1817–1874)
33. Mathilde Arnemann (Armenpflegerin, 1809–1896)
34. Amalie Sieveking (Frauenrechtlerin, 1794–1859)
35. Friedrich Gottlieb Klopstock (Dichter, 1724–1803)
36. Friedrich von Hagedorn (Dichter, 1708–1754)
37. Barthold Heinrich Brockes (Dichter, 1680–1747)
38. Gotthold Ephraim Lessing (Dichter, 1729–1781)
39. David Christopher Mettlerkamp (Bleidecker, 1774–1850)
40. Albert Methfessel (Musiker, 1785–1869)
41. Heinrich Barth (Forschungsreisender, 1821–1865)
42. Friedrich Christoph Perthes (Buchhändler, 1772–1843)
43. Johannes Brahms (Komponist, 1833–1897)
44. Friedrich Ludwig Schröder (Theaterdirektor, 1744–1816)
45. Carl Philipp Emanuel Bach (Komponist, 1714–1788)
46. Felix Mendelssohn Bartholdy (Komponist, 1809–1847)
47. Hermann Kauffmann (Maler, 1808–1889)
48. Philipp Otto Runge (Maler, 1777–1810)
49. Martin Gensler (Maler, 1811–1881)
50. Johannes Dalmann (Wasserbauingenieur, 1823–1875)
51. Andreas Schlüter (Bildhauer, 1662–1714)
52. Gottfried Semper (Architekt, 1803–1879)
53. Ernst Georg Sonnin (Architekt, 1713–1794)
54. Balthasar Denner (Maler, 1685–1749)
55. Christian Friedrich Wurm (Staatsrechtler, 1803–1859)
56. Gabriel Riesser (Jurist, 1806–1863)
57. Franz Andreas Meyer (Ingenieur, 1837–1901)
58. Moritz Heckscher (Jurist, 1797–1865)
59. Justus Brinckmann (Museumsdirektor, 1843–1915)
60. Alfred Lichtwark (Museumsdirektor, 1852–1914)
61. Albert Ballin (Reeder, 1857–1918)
62. Carl von Ossietzky (Politiker, 1889–1938)
63. Elise Averdieck (Sozialpädagogin, 1808–1907)
64. Johannes Wedde (Publizist, 1843–1890)

## Treppenhäuser

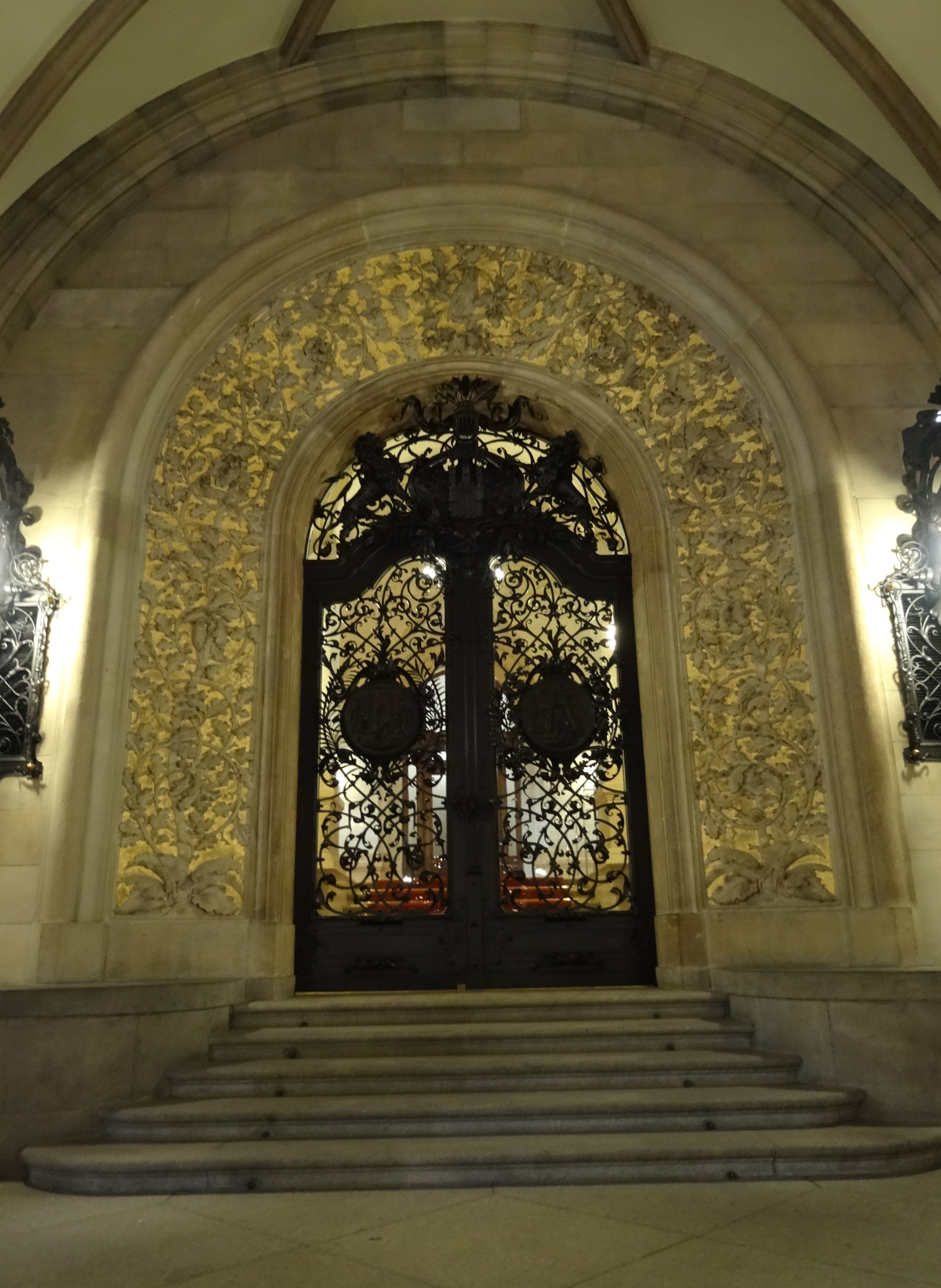
Das golden umrahmte Gittertor zum Senatstreppenhaus

Von der Diele führen zwei große Treppenhäuser jeweils zum Senats- (rechts) bzw. Bürgerschaftsflügel (links). Die Diele ist öffentlich zugänglich. Am Aufgang zur Bürgerschaft, auf halber Treppe zum Plenarsaal, wurde 1981 eine Gedenktafel zur Erinnerung an die während der NS-Zeit ermordeten 25 Bürgerschaftsabgeordneten angebracht. Es waren 17 Abgeordnete der Kommunistischen Partei (KPD), fünf Abgeordnete der Sozialdemokratischen Partei (SPD) und drei aus bürgerlich-demokratischen Parteien, die durch Maßnahmen von SA- und SS-Einheiten, in den nationalsozialistischen Konzentrationslagern oder im Exil während der stalinistischen Säuberungen ihr Leben ließen.

### Das Senatstreppenhaus
Der Lebensbaum am Eingang des Senatsgeheges: Das goldene „Sandsteingewände“ um das Rankenwerk des schmiedeeisernen Gittertors hat eine gobelinartige kostbare Wirkung und leitet hinein in das prächtige Senatstreppenhaus. Was aber hat der Bildhauer Karl Börner (1828–1905) zwischen den Eichenzweigen versteckt? Allerlei kleine Tiere, ein Eichhörnchen, einen Specht und am Scheitel des Bogens einen Uhu.

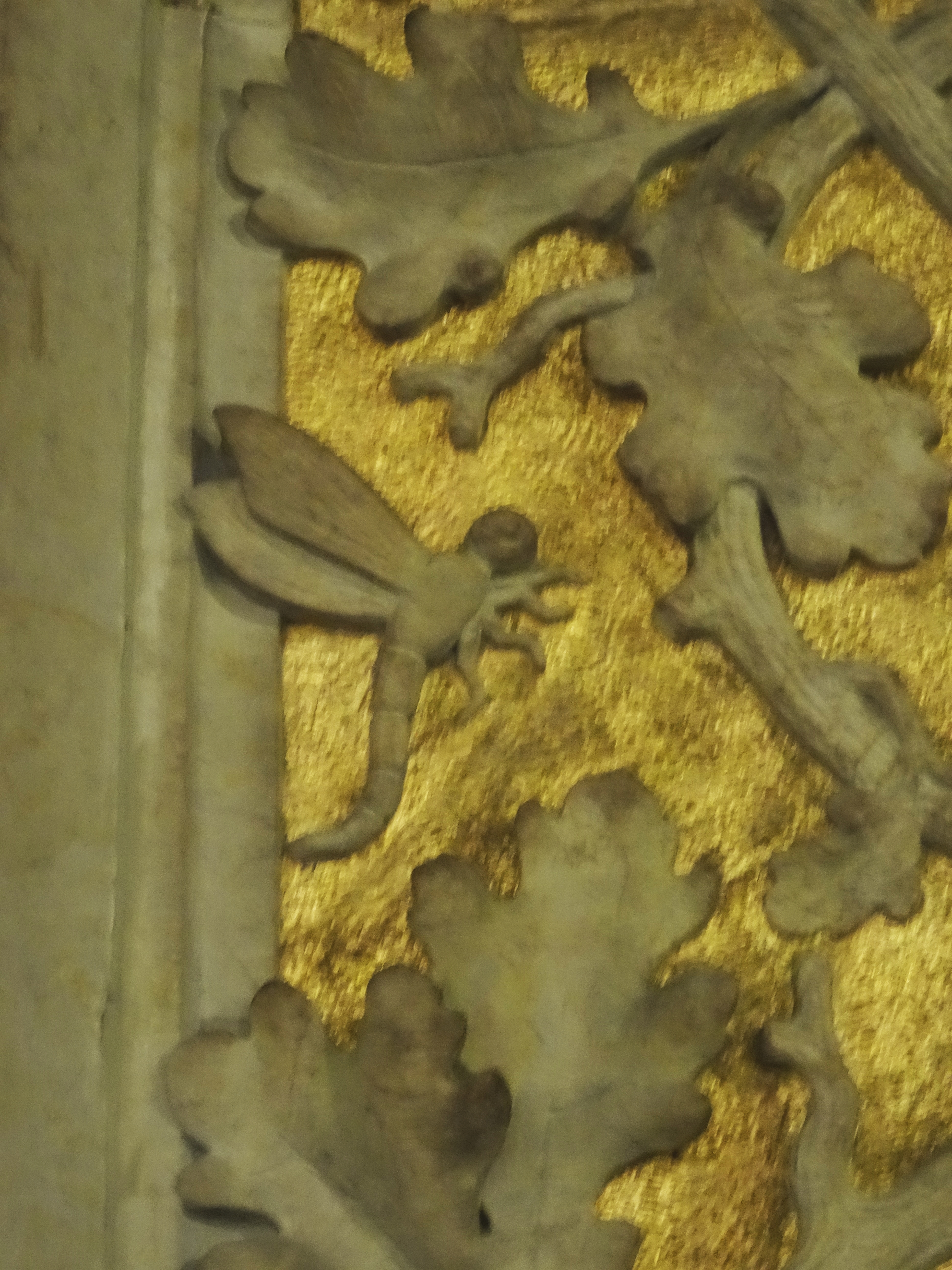
Eine Libelle
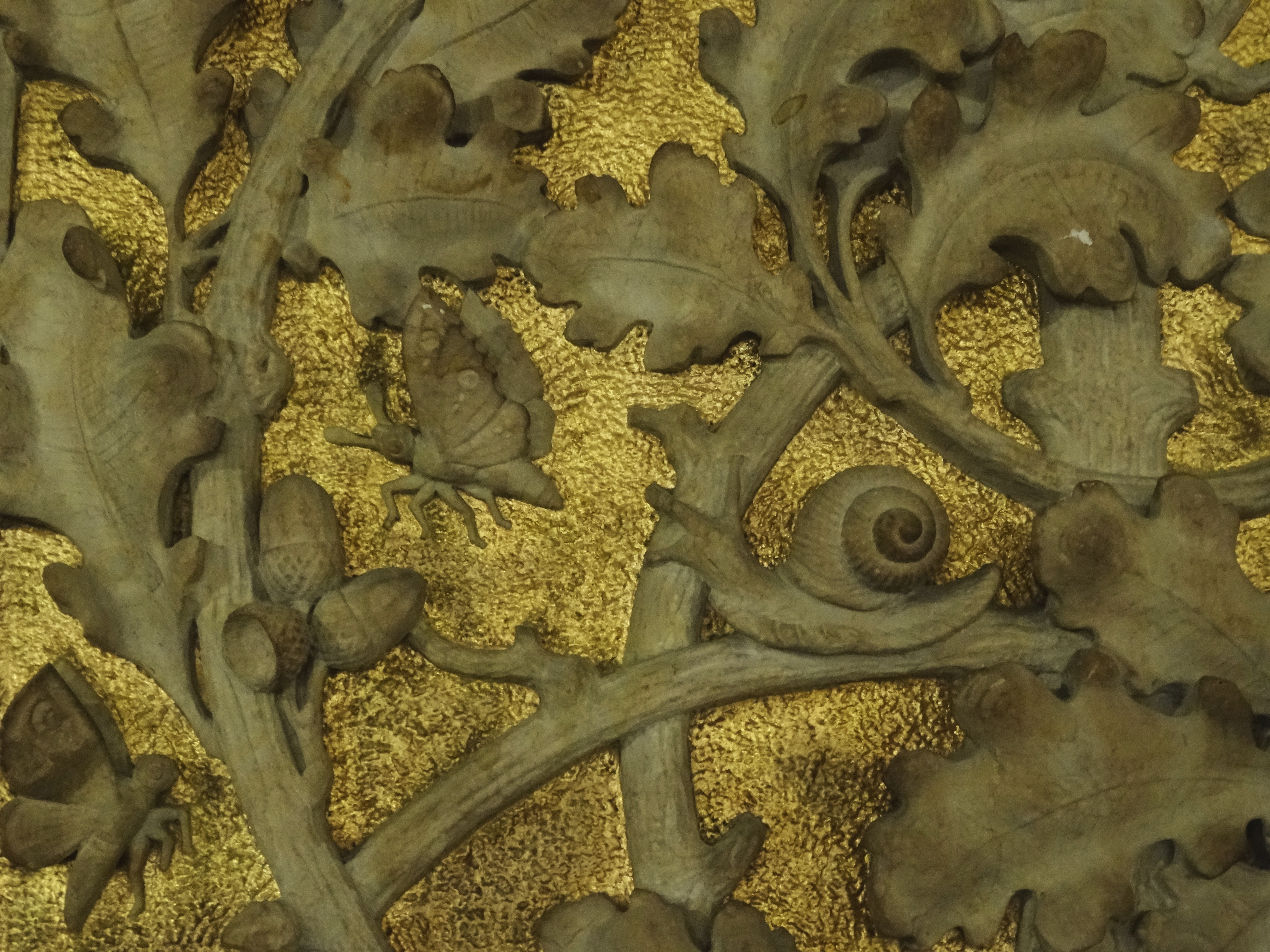
Eine Schnecke und zwei Falter
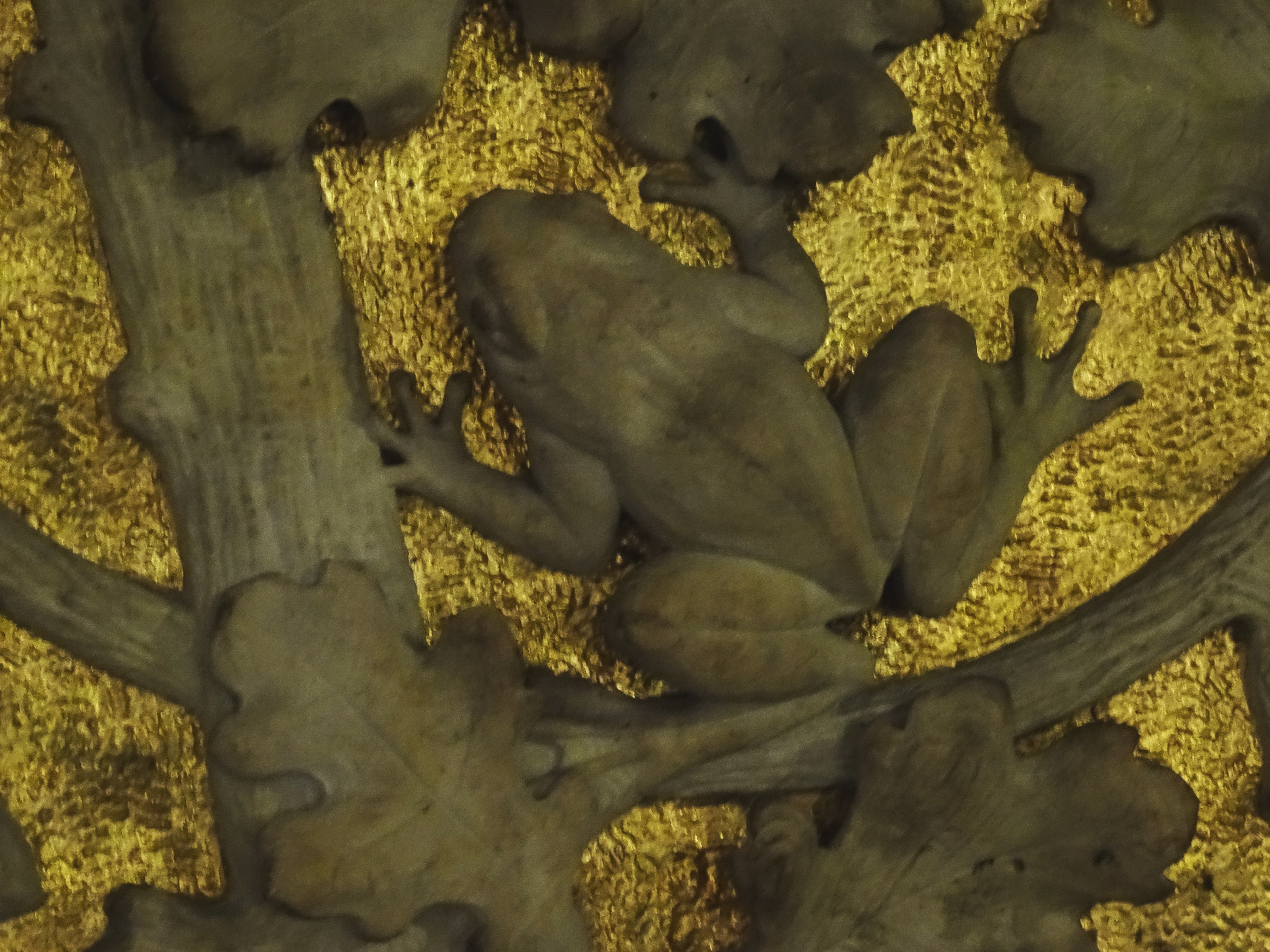
Ein Frosch auf goldenem Grund
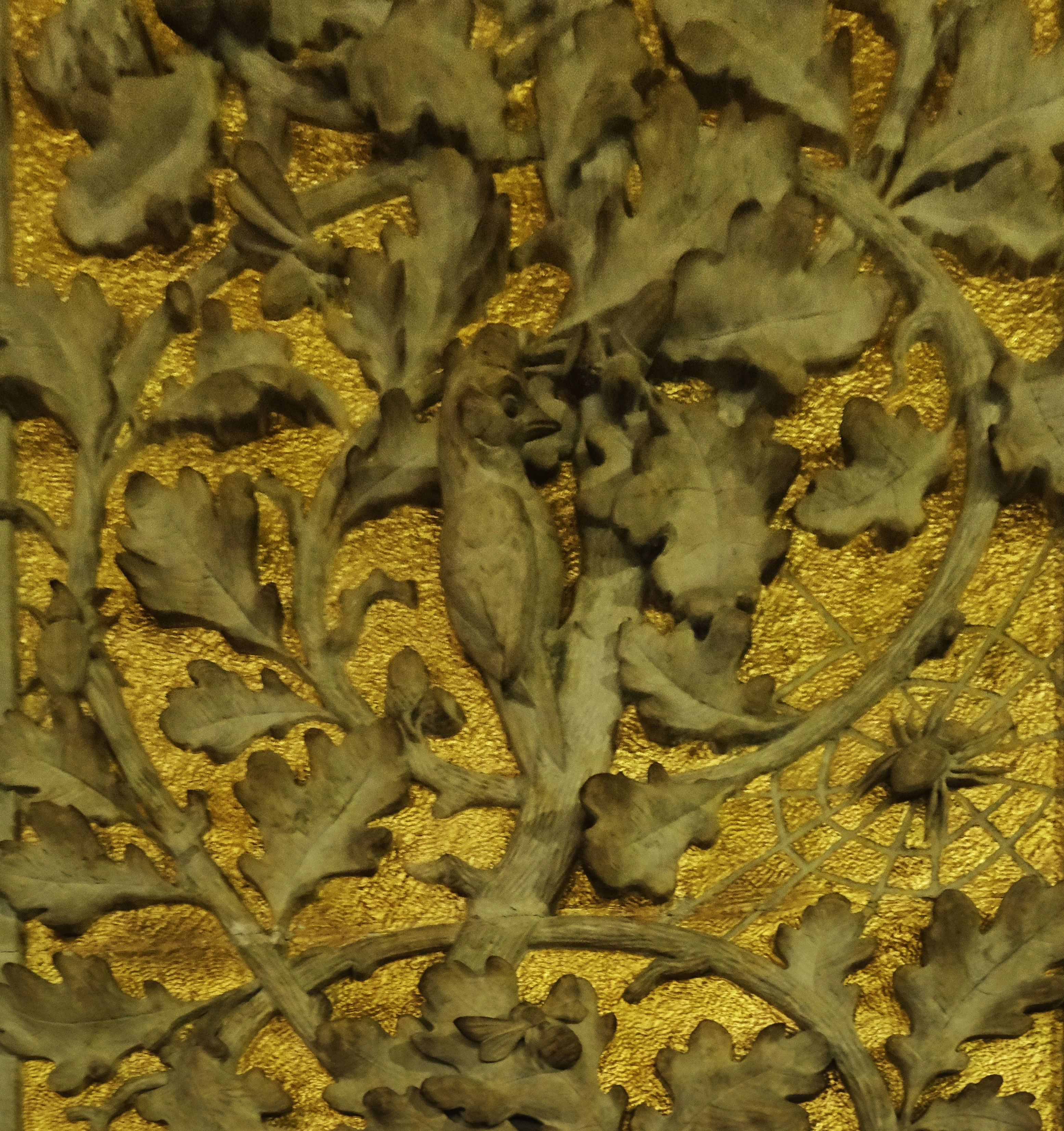
Ein Specht und andere Tiere

### Das Bürgerschaftstreppenhaus
An der Decke des Treppenhauses zum Sitzungssaal der Bürgerschaft sind 11 Gemälde des Malers Hermann de Bruycker (1858–1950). Sie zeigen, wie das Leben eines Hamburger Bürgers verlief, von seiner Geburt bis ins Alter – jedenfalls zur Zeit des Rathausbaues:

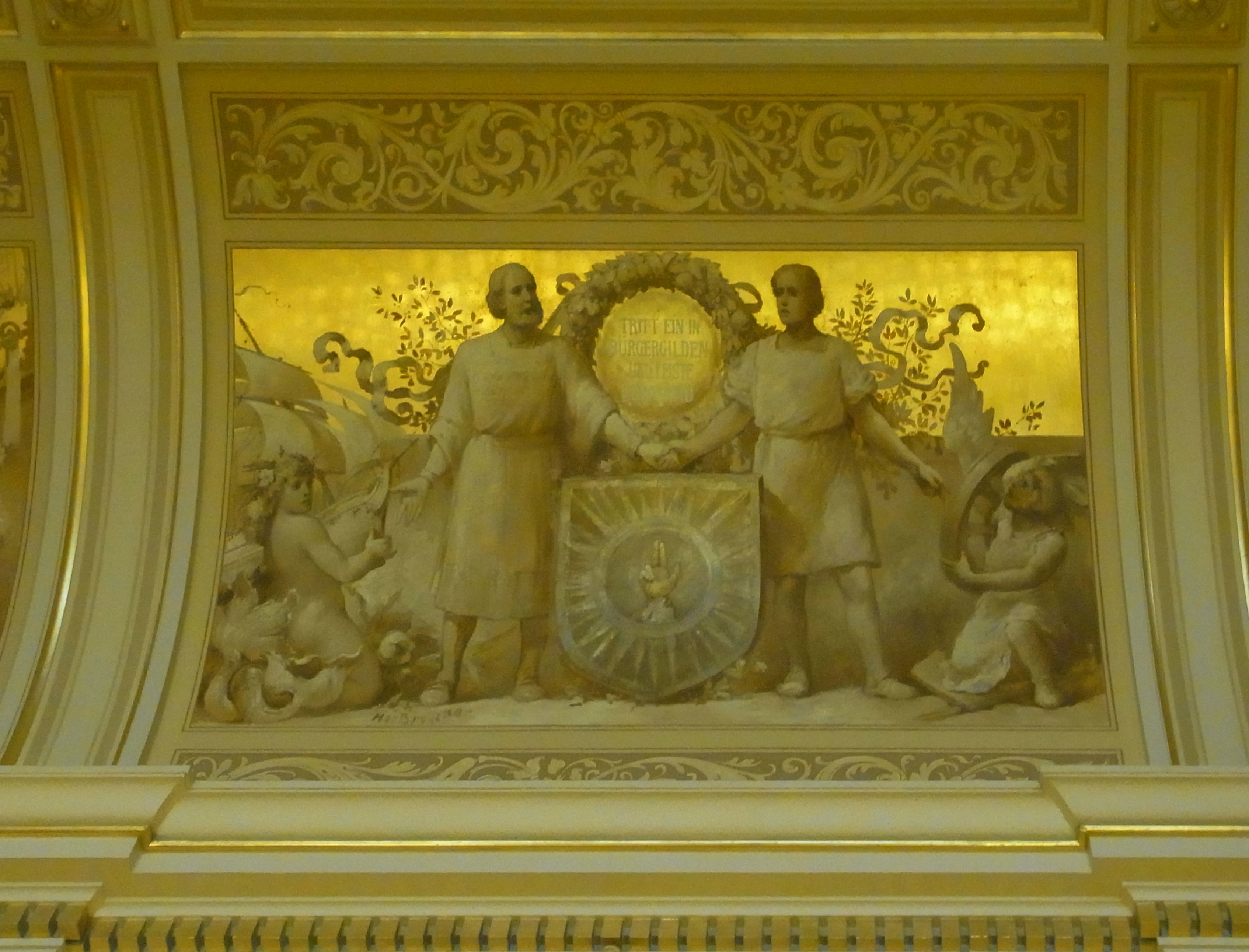
Das zentrale Gemälde „Der Bürgereid“ an der Decke des Treppenhauses der Bürgerschaft

1. Kindheit
2. Jugendjahre
3. Gesellen- und Wanderjahre
4. Militärdienst
5. Hochzeit
6. Bürgereid
7. Familienleben
8. Handel
9. Bauen und Erhalten[20]
10. Wissenschaft und Lehre
11. Alter und Tod

## Erstes Obergeschoss

### Großer Festsaal
Den großen Festsaal, in dem alljährlich die Matthiae-Mahlzeit, das älteste Festmahl der Welt stattfindet, schmücken Bilder des Künstlers Hugo Vogel, die erst 1909 vollendet wurden. Der große Festsaal ist über das Senatstreppenhaus zu erreichen.

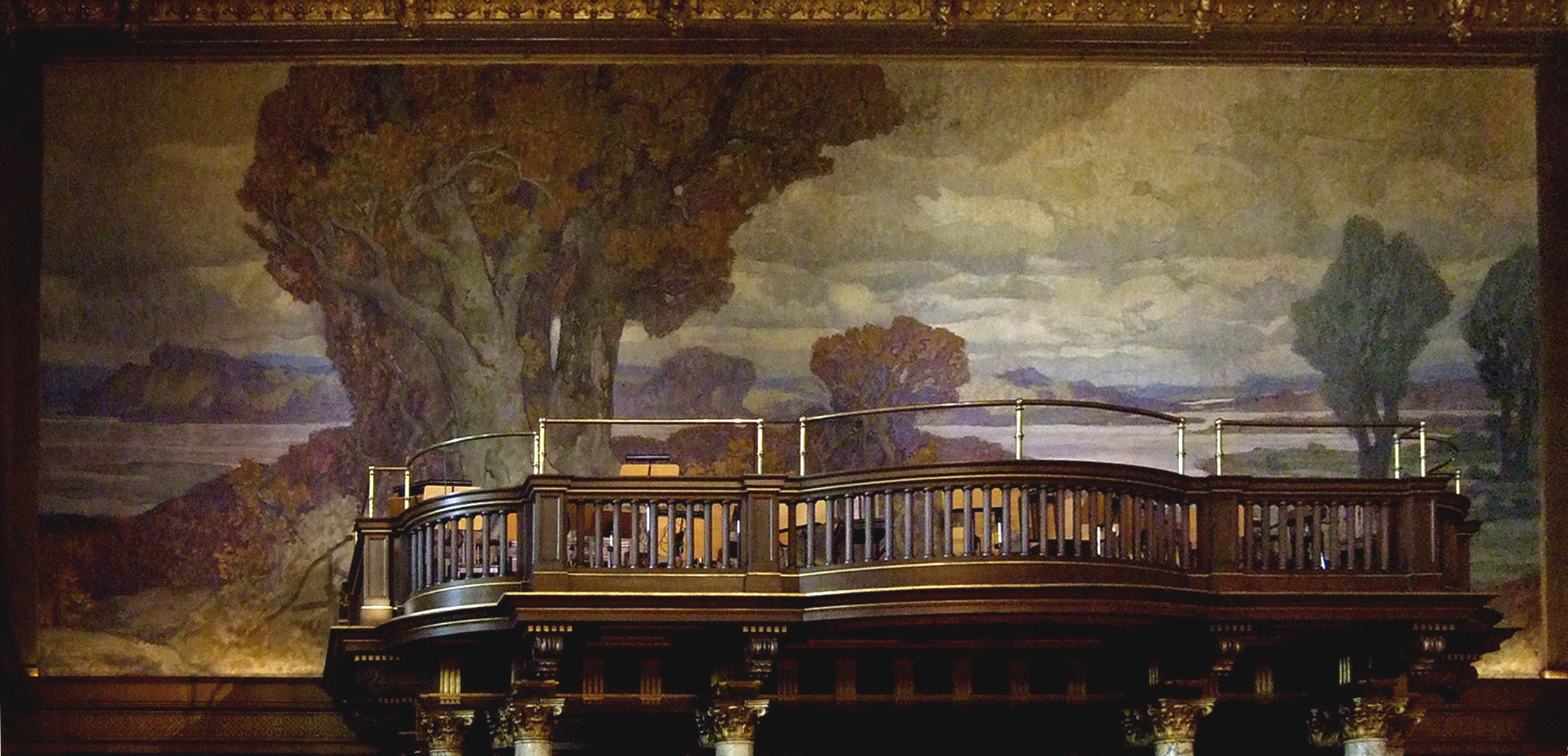
Wandbild 1: Die Urlandschaft des Elbtals
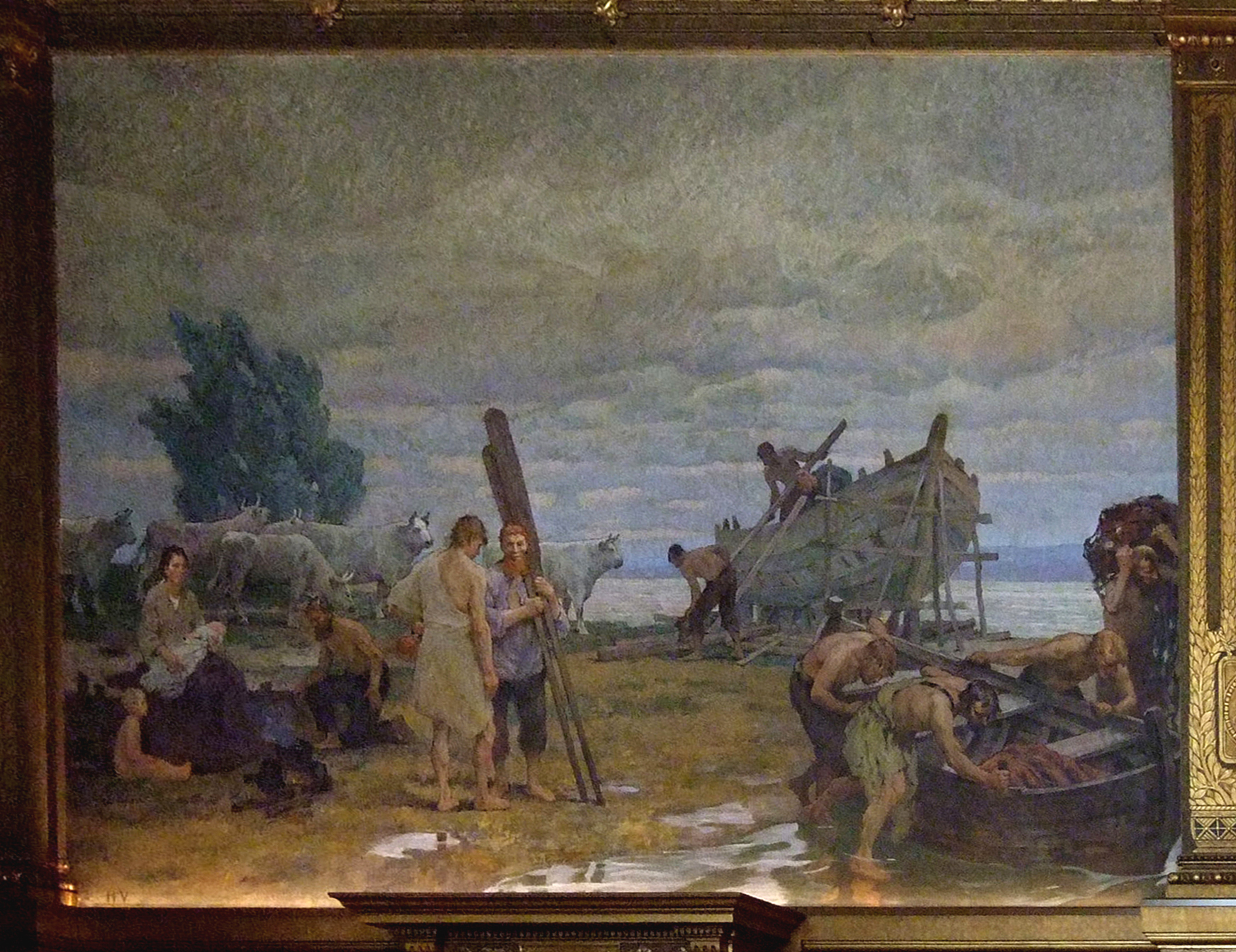
Wandbild 2: Heidnische Germanen an der Elbe
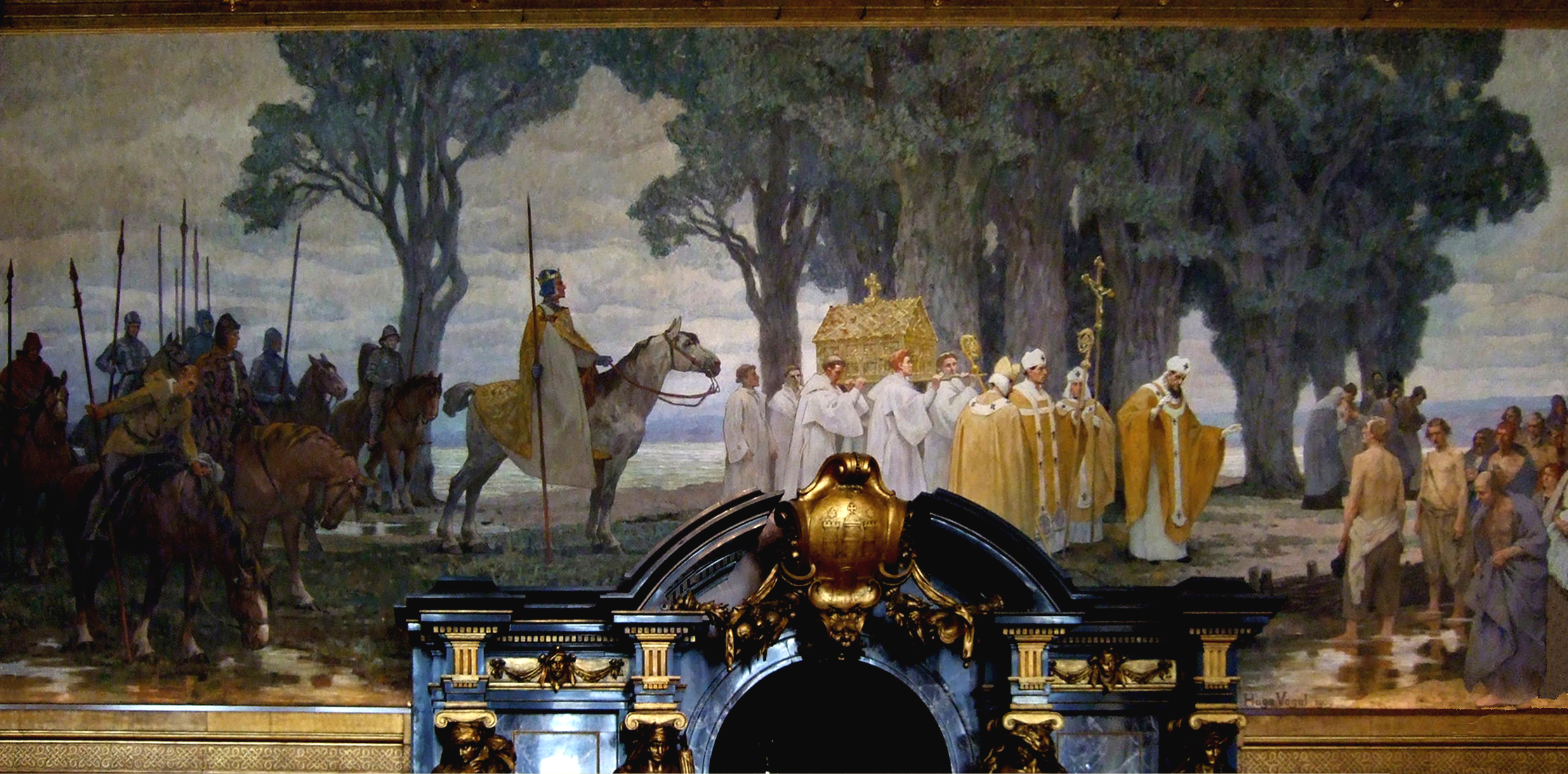
Wandbild 3: Ansgar: Christianisierung unter Karl dem Großen
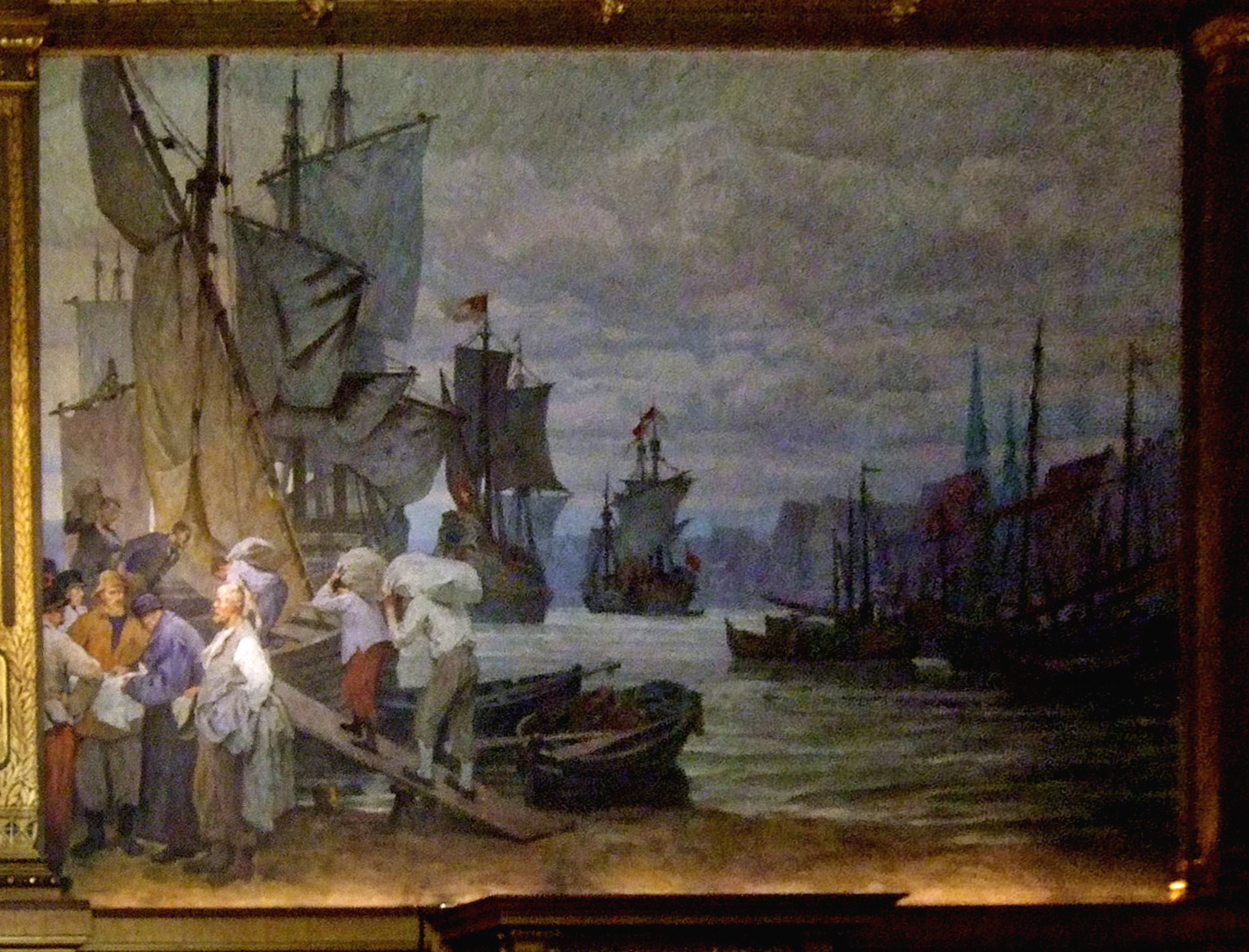
Wandbild 4: Hamburgs Hafen zur Zeit der Hanse
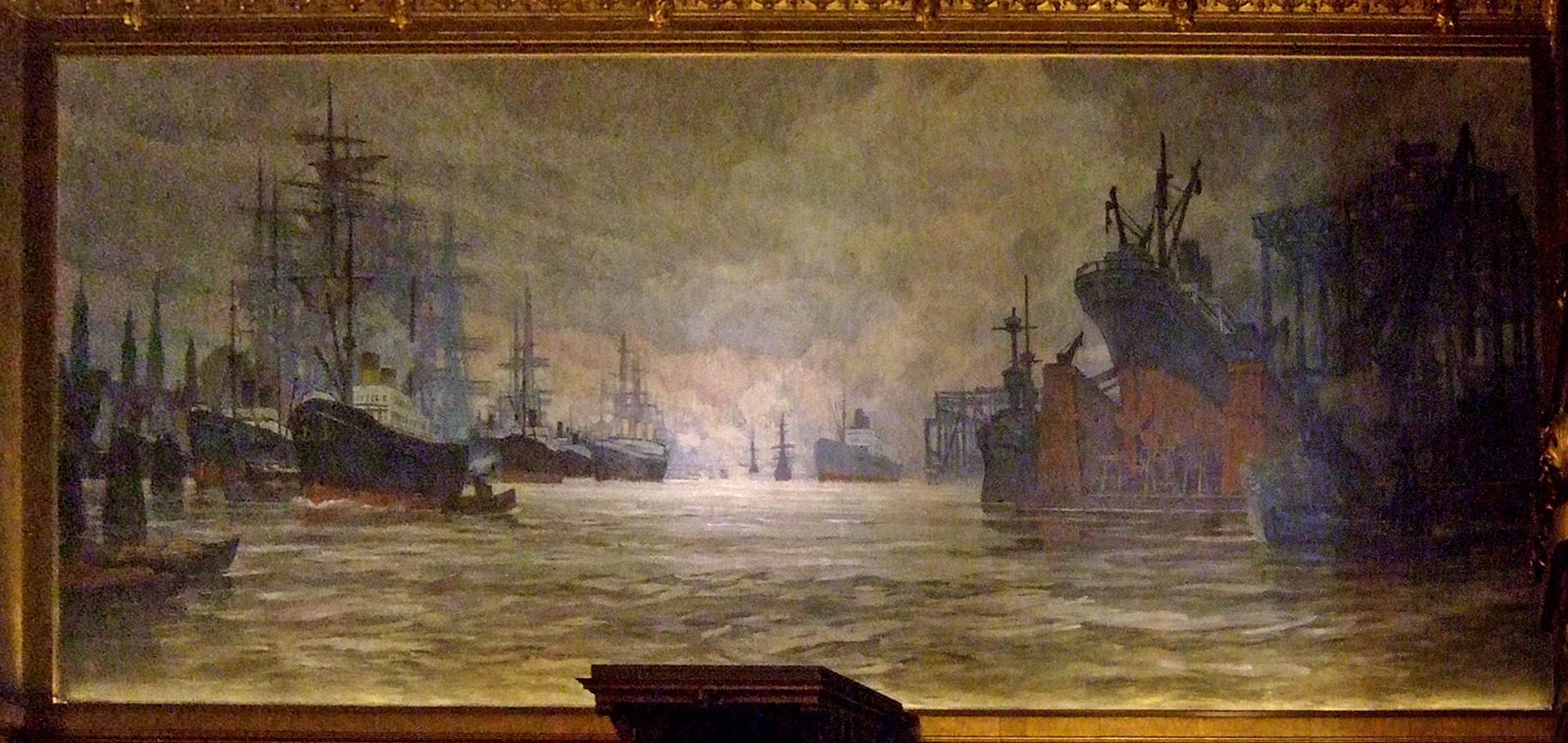
Wandbild 5: Der moderne Hamburger Hafen

Vom Bürgerschaftstreppenhaus aus sind bei Rathausführungen folgende Räume im ersten Obergeschoss zugänglich bzw. einsehbar:

### Plenarsaal
Die Lobby der Bürgerschaft ist ein Vorraum zum Plenarsaal und wird als Treffpunkt während der Plenarsitzungen benutzt.
Der Plenarsaal dient den Sitzungen der Bürgerschaft. Der Plenarsaal wird seitlich flankiert von den Sitzungsräumen A und B für die Fraktionen und die Ausschüsse.

### Repräsentative Räume
Die Flucht der Räume mit Blick auf den Rathausmarkt zwischen Bürgerschaft und Senat beginnt mit dem Bürgersaal. Dort tagt der Ältestenrat der Bürgerschaft.

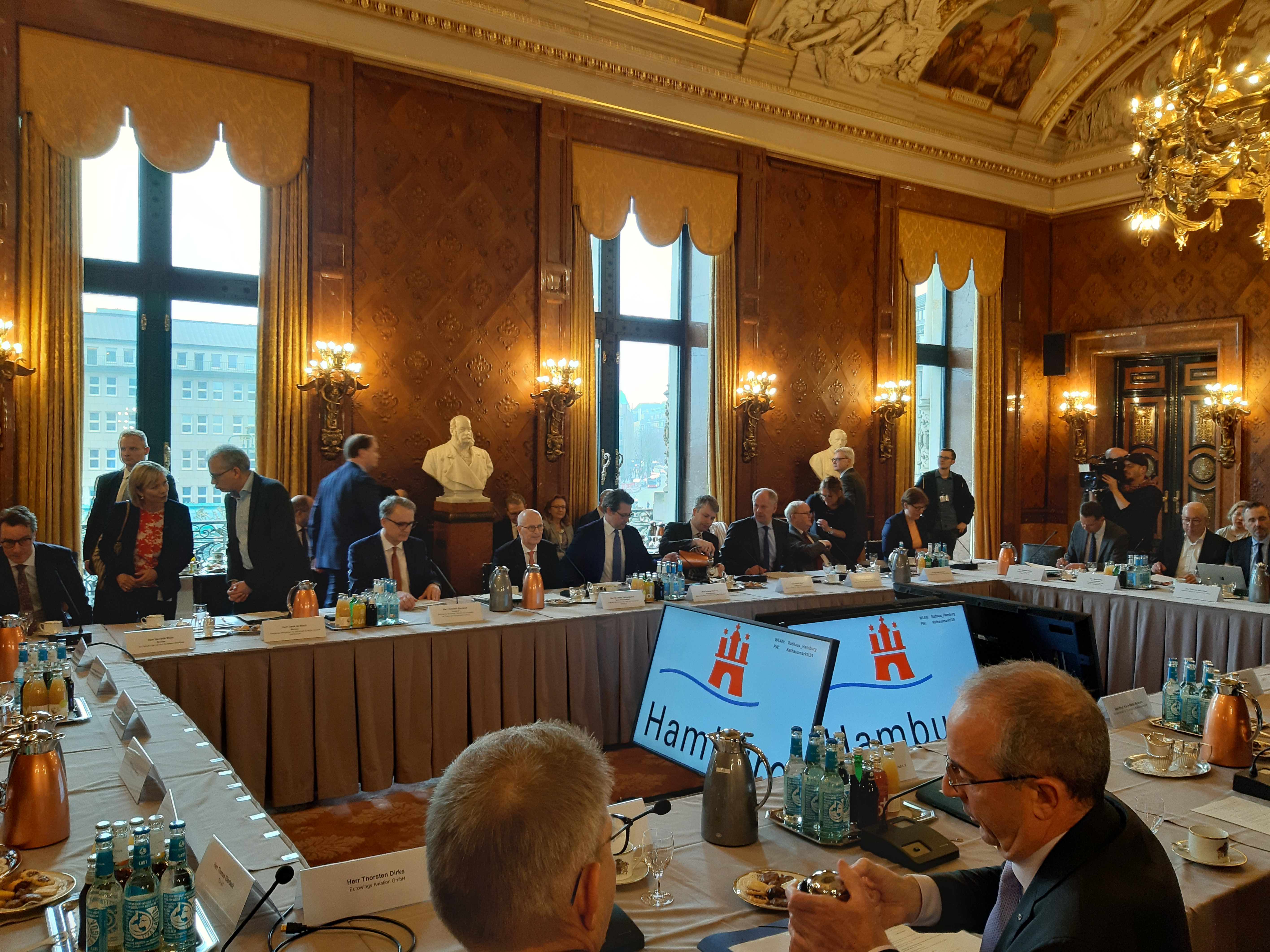
Spitzentreffen zur Luftfahrt 2019 im Kaisersaal

Es folgt der Kaisersaal. Es ist der zweitgrößte Saal im Rathaus. Er wurde bereits 1895 zur Einweihung des Nord-Ostsee-Kanals (ursprünglich Kaiser-Wilhelm-Kanal genannt) provisorisch fertiggestellt. Kaiser Wilhelm II dinierte hier. Der Kaisersaal ist Handel und Seefahrt gewidmet.
Im Saal der Republiken/Turmsaal findet der öffentliche Neujahrsempfang für Jedermann seitens des Ersten Bürgermeisters statt. Hier befinden sich die allegorischen Darstellungen der Stadtrepubliken Athen, Rom, Venedig und Amsterdam des Malers Ferdinand Wagner. Der Turmsaal liegt in der Mitte zwischen Bürgerschaft und Senat. Über ihm befindet sich der Rathausturm.
Der Bürgermeistersaal präsentiert Büsten Hamburger Bürgermeister des 19. Jahrhunderts und das Bild Einzug des Hamburger Senats in das neue Rathaus im Jahr 1897.
Das Waisenzimmer ist vielleicht nicht das prunkvollste, aber sicher eines der denkwürdigsten Zimmer. Hier schmücken, von 80 Knaben des Hamburger Waisenhauses (gegen Bezahlung), hergestellte Kerbholzschnitzereien Wände und Türen. Zudem wurde die Ausstattung der Räume durch zahlreiche Schenkungen von Hamburger Bürgern ergänzt.
Der Phönix-Saal erinnert an den Hamburger Brand und an den Wiederaufbau der Stadt nach dem Brand und dem Zweiten Weltkrieg. Die Wände sind mit einer rotgoldenen Velourstapete bedeckt. Im Phönixsaal finden einmal monatlich standesamtliche Trauungen statt. Zwei zusammengeschmolzene Silberbarren erinnern an den Großen Brand. An der Wand befindet sich ein Plan der Stadt, in dem die durch den Brand zerstörten Flächen rot gekennzeichnet sind.
Es folgt das kleine Konferenzzimmer mit Bildern von früheren Ratsherren.
Das Bürgermeisteramtszimmer liegt in der nördlichen Ecke des Rathauses und wird für Gespräche des Bürgermeisters mit Besuchern genutzt. Das Goldene Buch für Ehrengäste hat hier seinen Platz. Es ist eine Kassette in Form eines Buches mit losen Blättern aus bayerischem Büttenpapier. Vom 26. Oktober 1897, dem Datum der Rathauseröffnung, bis zum Jahr 2014 trugen sich hier 520 hochrangige Persönlichkeiten ein.
In der Ratsstube finden dienstags um 11:00 Uhr die Senatssitzungen statt. Die Ratsstube wird eingenommen von einem hufeisenförmigen Tisch, um den herum ledergepolsterte, genagelte Stühle mit Armlehnen angeordnet sind. An der Stirnseite befinden sich die etwas größeren Stühle für den Ersten und den Zweiten Bürgermeister. Die Bürgermeisterstühle werden durch einen Holzbaldachin und einen Wandbehang hervorgehoben. Daran nehmen die stimmberechtigten Bürgermeister und Senatoren teil, die beratenden Staatsräte sowie die Leitung der Pressestelle und zwei Protokollführer. Die Sitzungen finden ganzjährig statt. Es handelt sich um geschlossene Sitzungen. Der Zweite Bürgermeister vertritt im Bedarfsfall den Ersten Bürgermeister, der dienstälteste Senator den Zweiten Bürgermeister. Die Ratsstube wird durch ein Oberlicht mit Tageslicht erhellt (Erklärung: über dem Senat nur der Himmel).
Die langgestreckte Ratslaube ist auf der einen Seite mit Glasmalereien über die Seefahrt, auf den anderen Seiten mit Wandkacheln in Delfter Blau mit Darstellungen der Schlösser in Bergedorf und Ritzebüttel versehen. Sie wird für Besprechungen im kleinen Kreis genutzt.
Die Silberkammer mit dem Hamburger Silberschatz ist nur in Sonderführungen zu besichtigen. Es beherbergt Silber-Stiftungen aus den letzten ca. 150 Jahren.
Das Senatstreppenhaus führt hinab zur Rathausdiele.

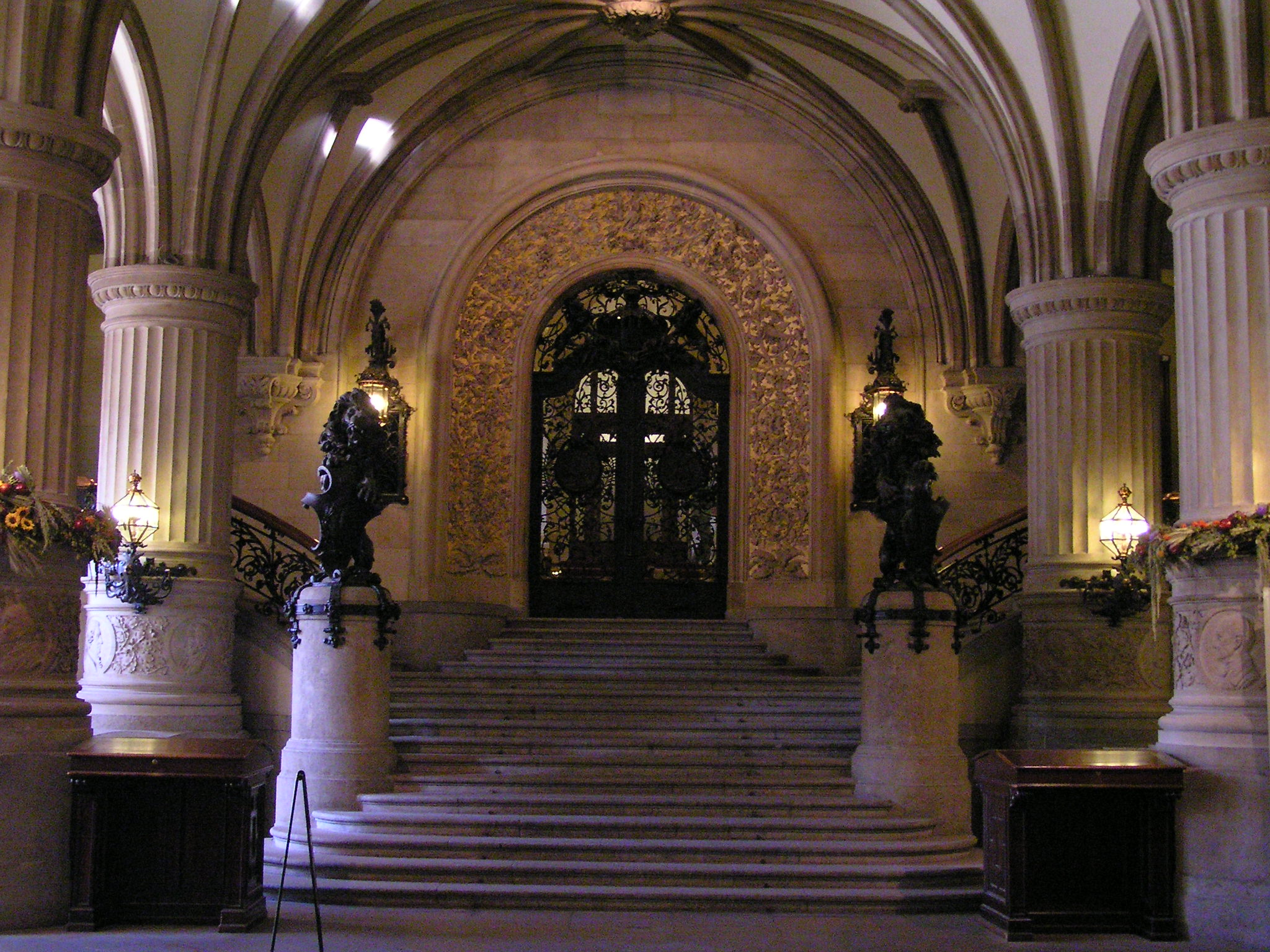
Diele. Treppenaufgang zum Senatsflügel
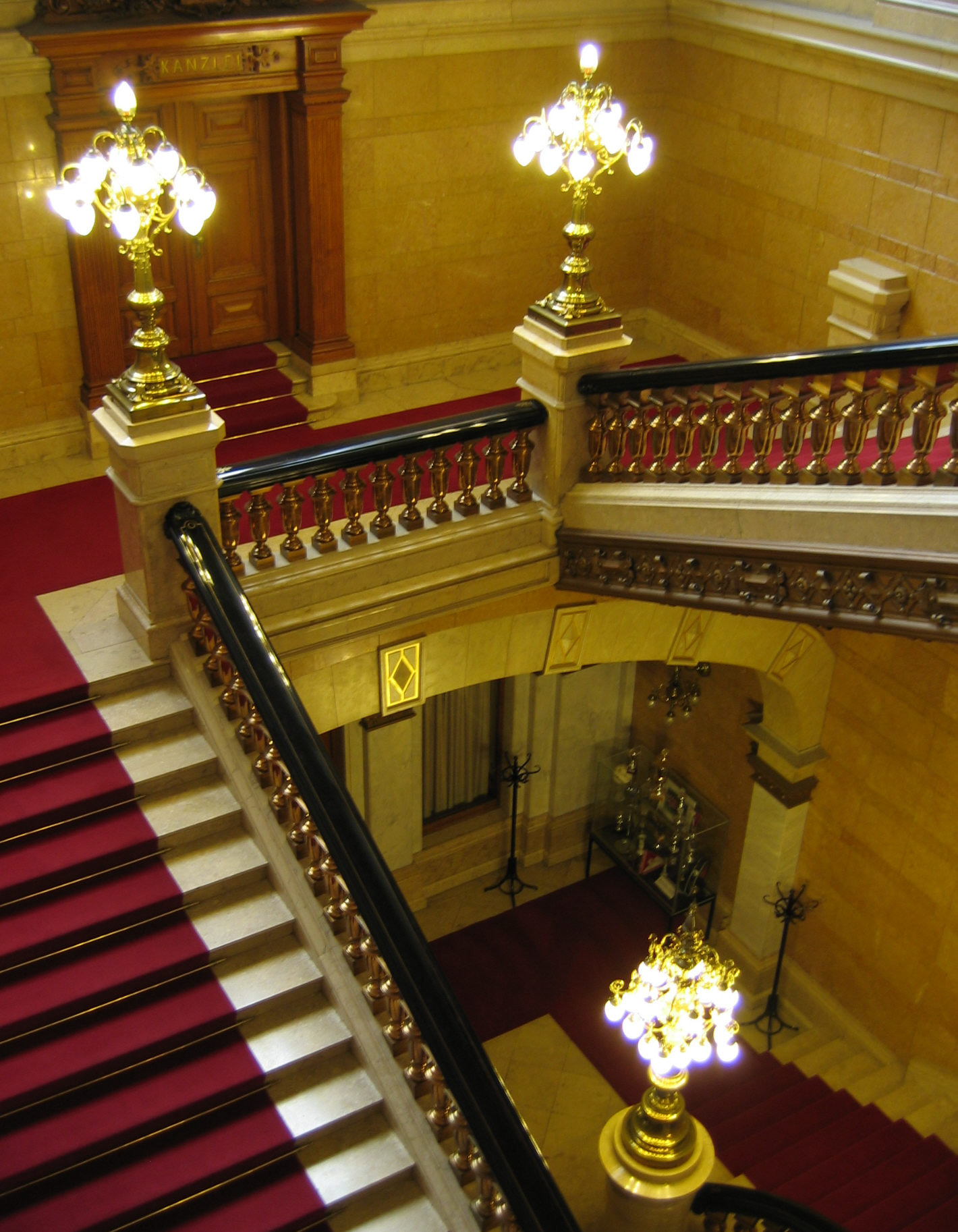
Treppenhaus Bürgerschaft
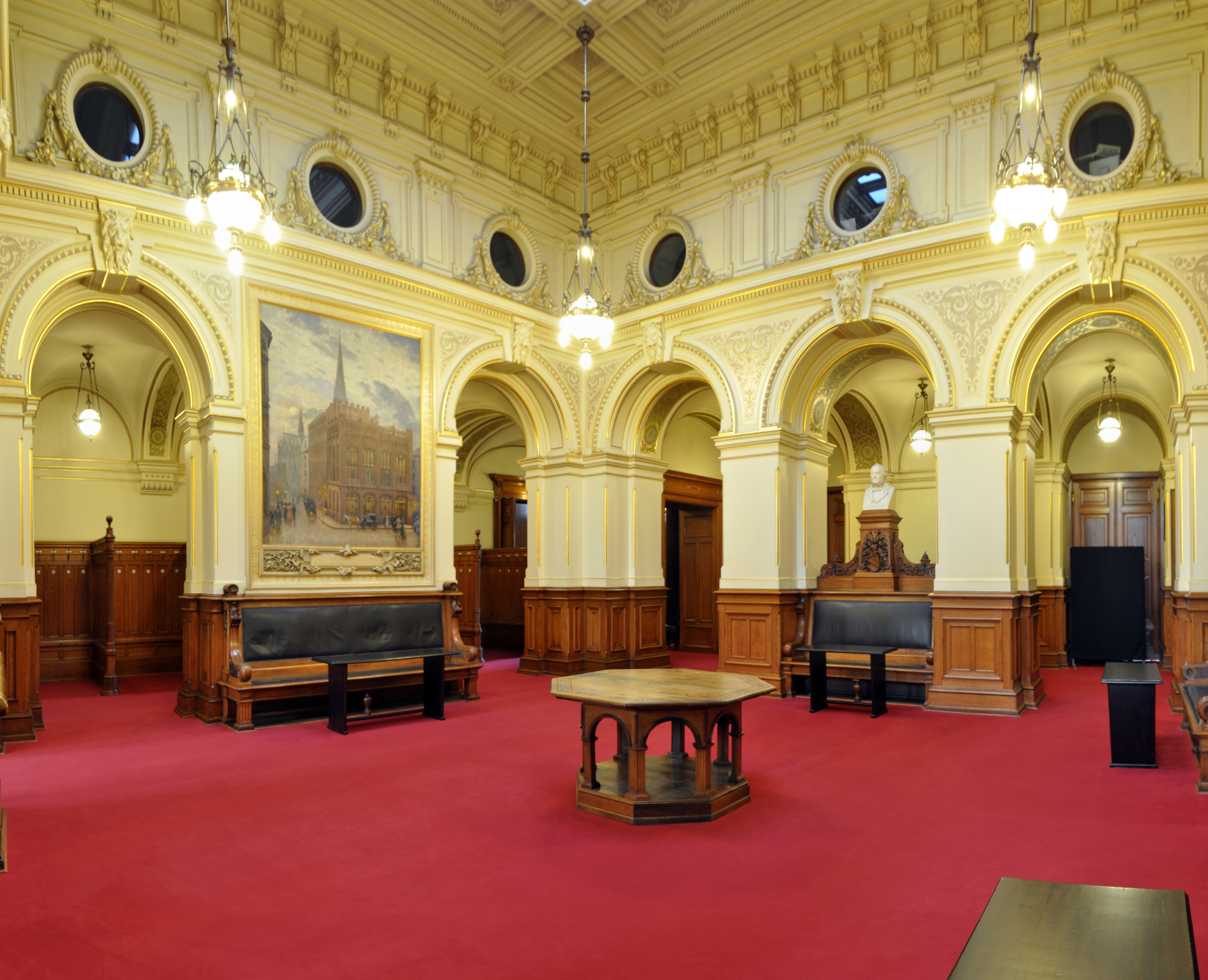
Lobby der Bürgerschaft
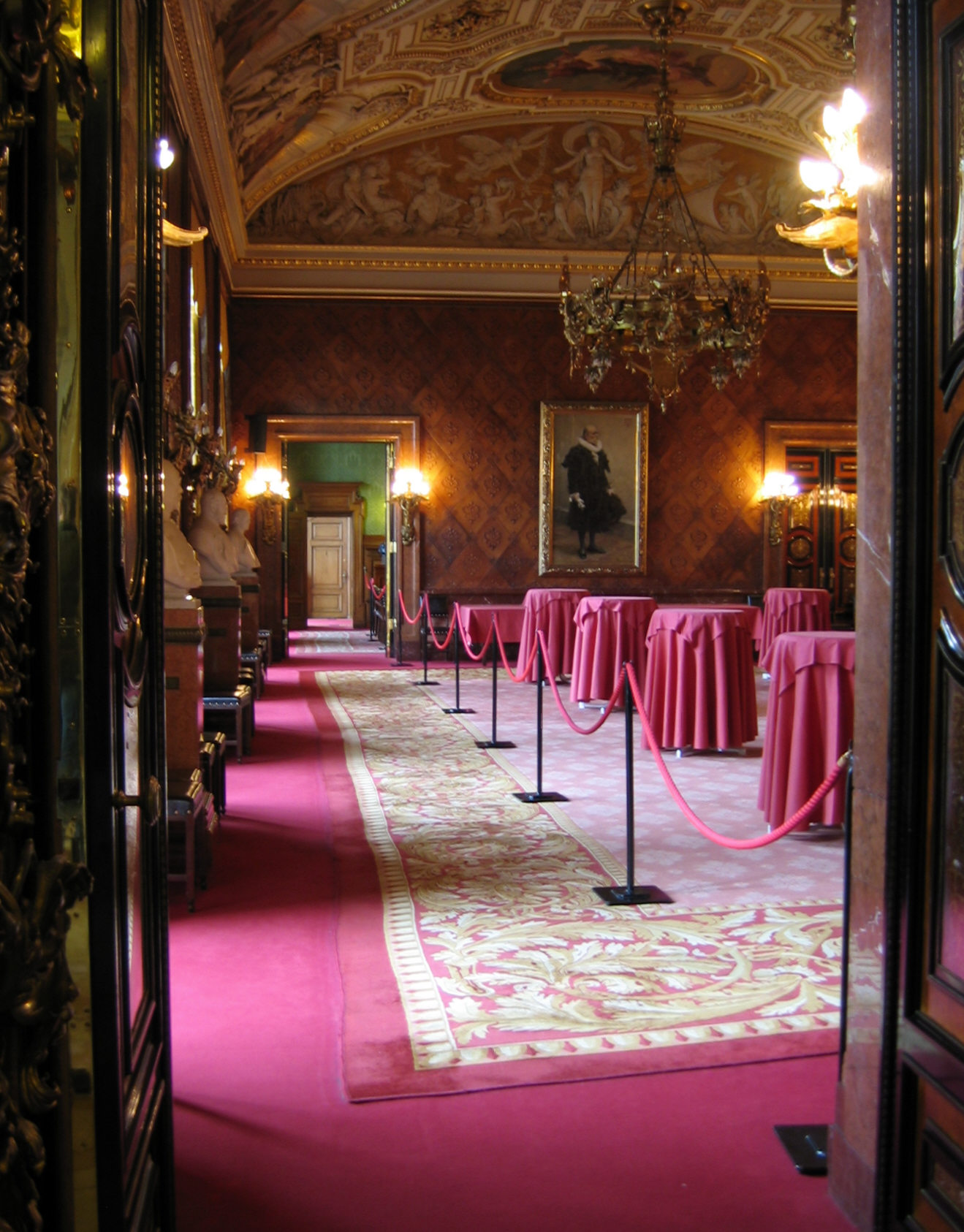
Kaisersaal
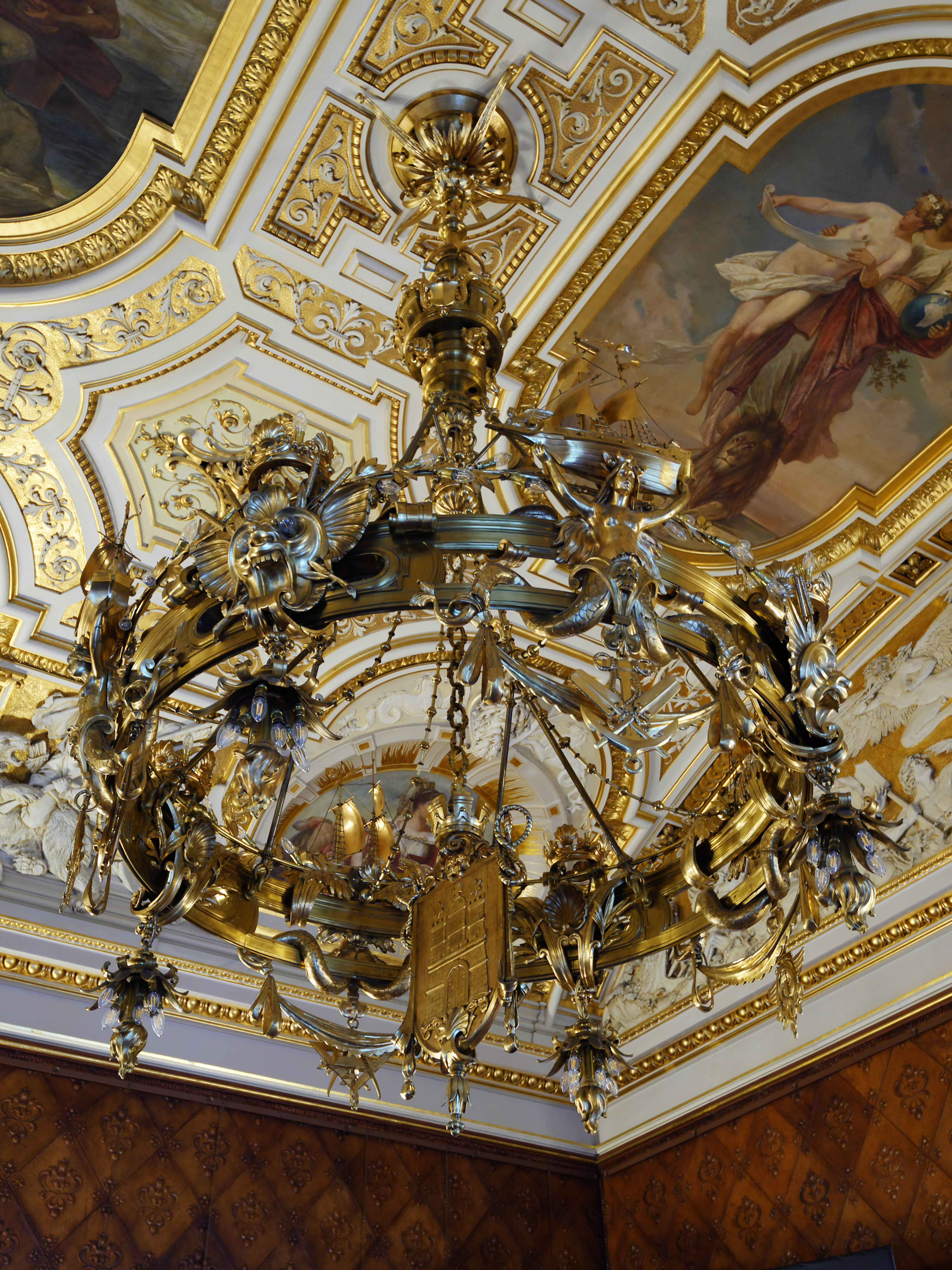
Prunkleuchter im Kaisersaal
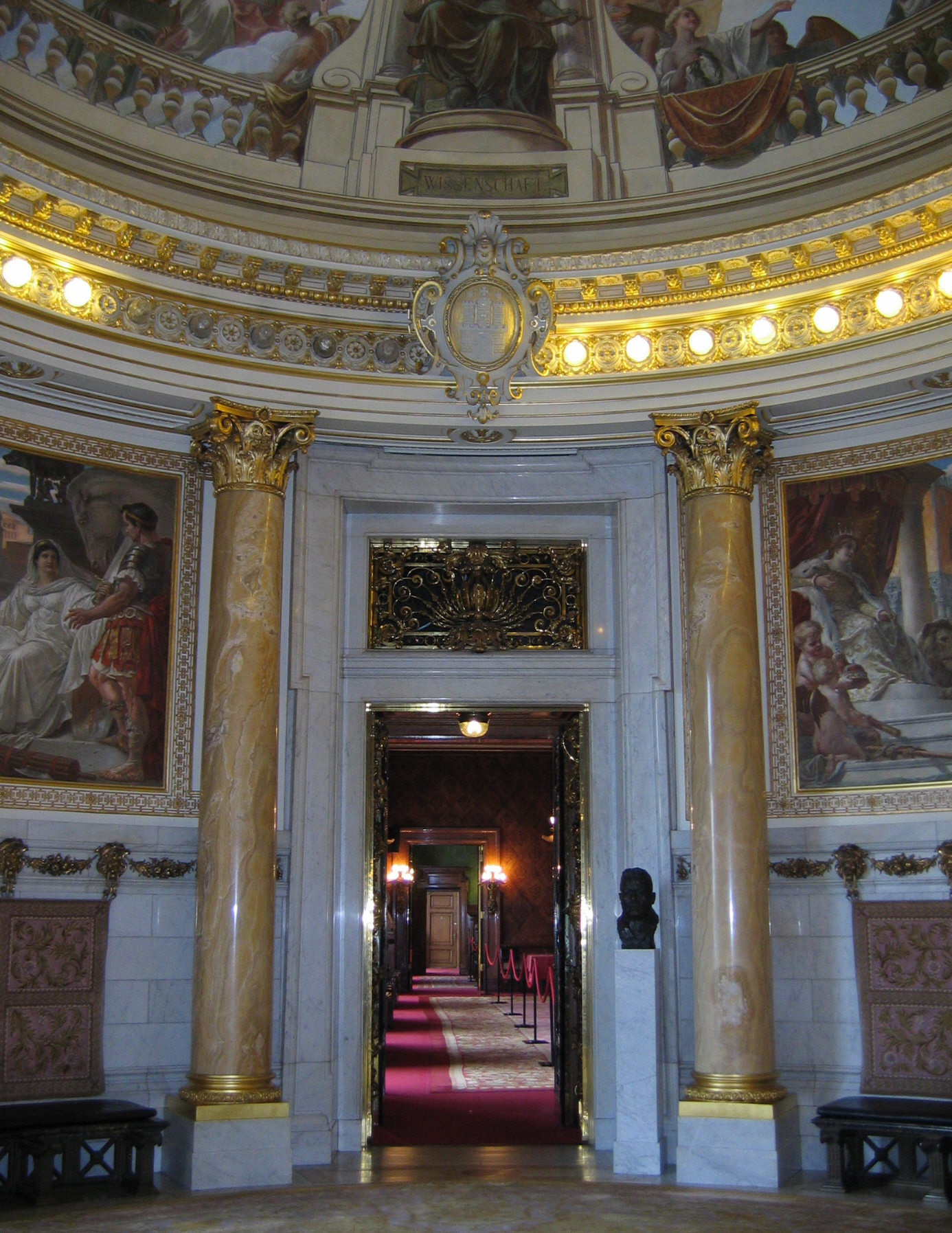
Turmsaal
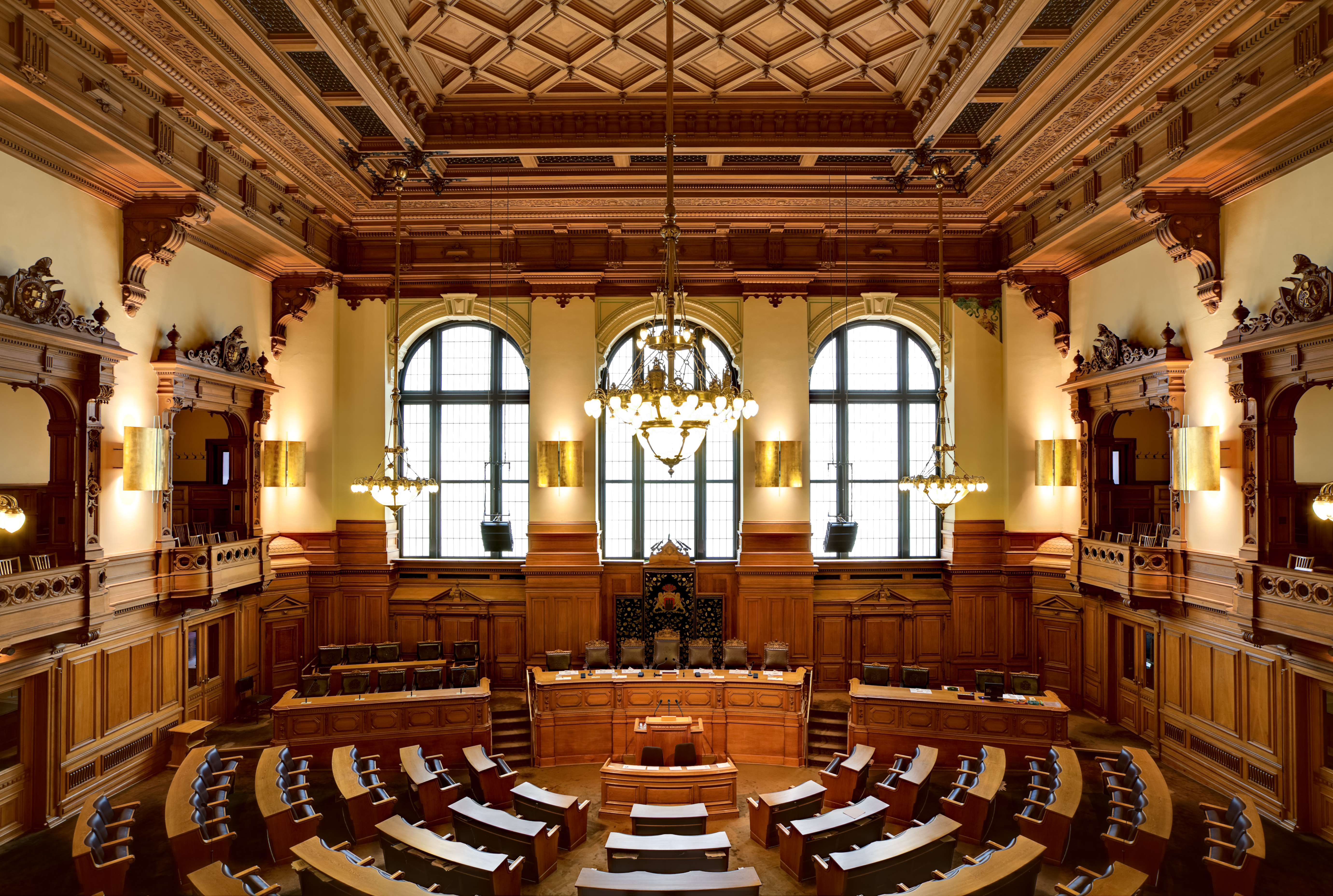
Plenarsaal der Bürgerschaft
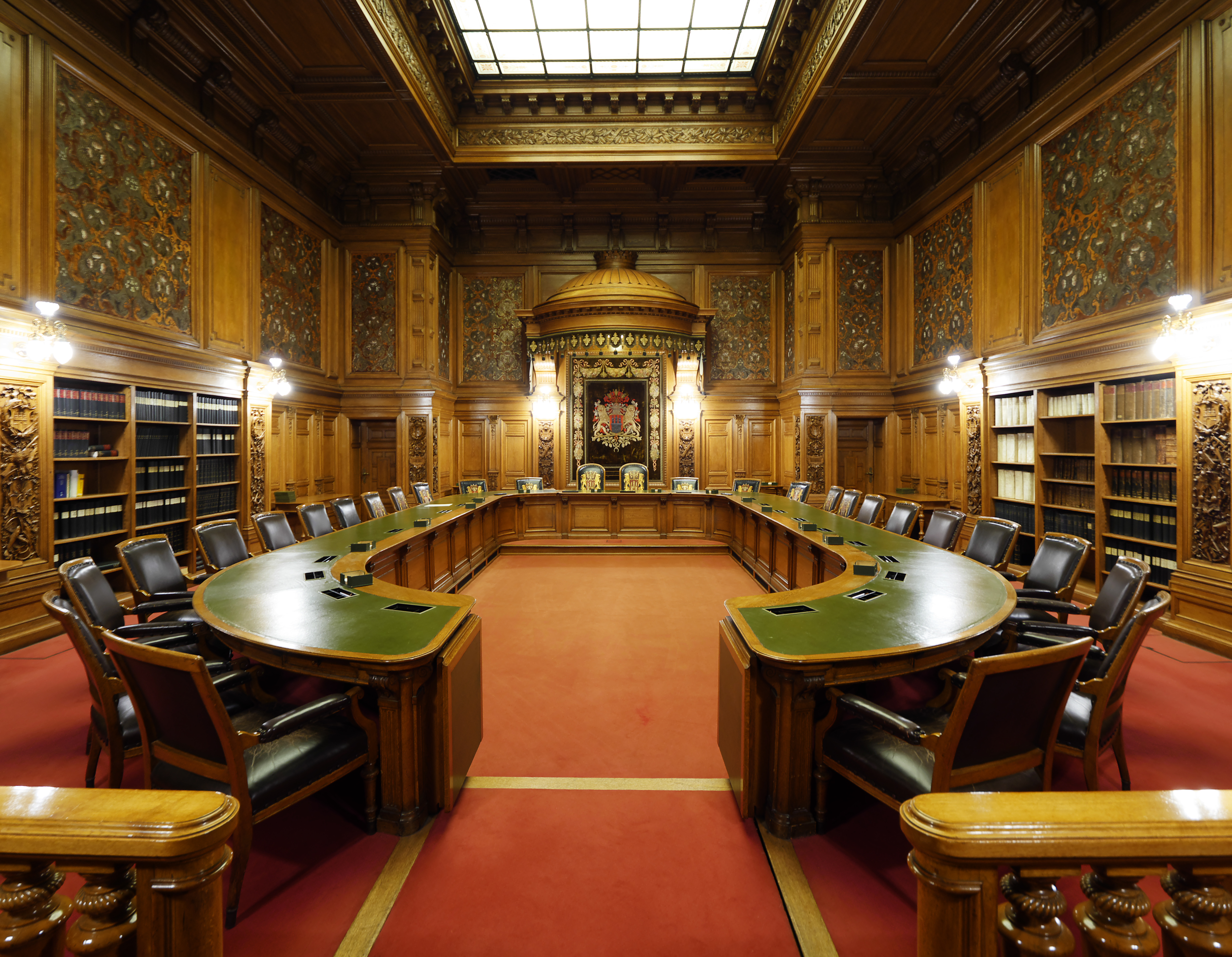
Ratsstube im Senatsgehege. Tagungszimmer des Senats.
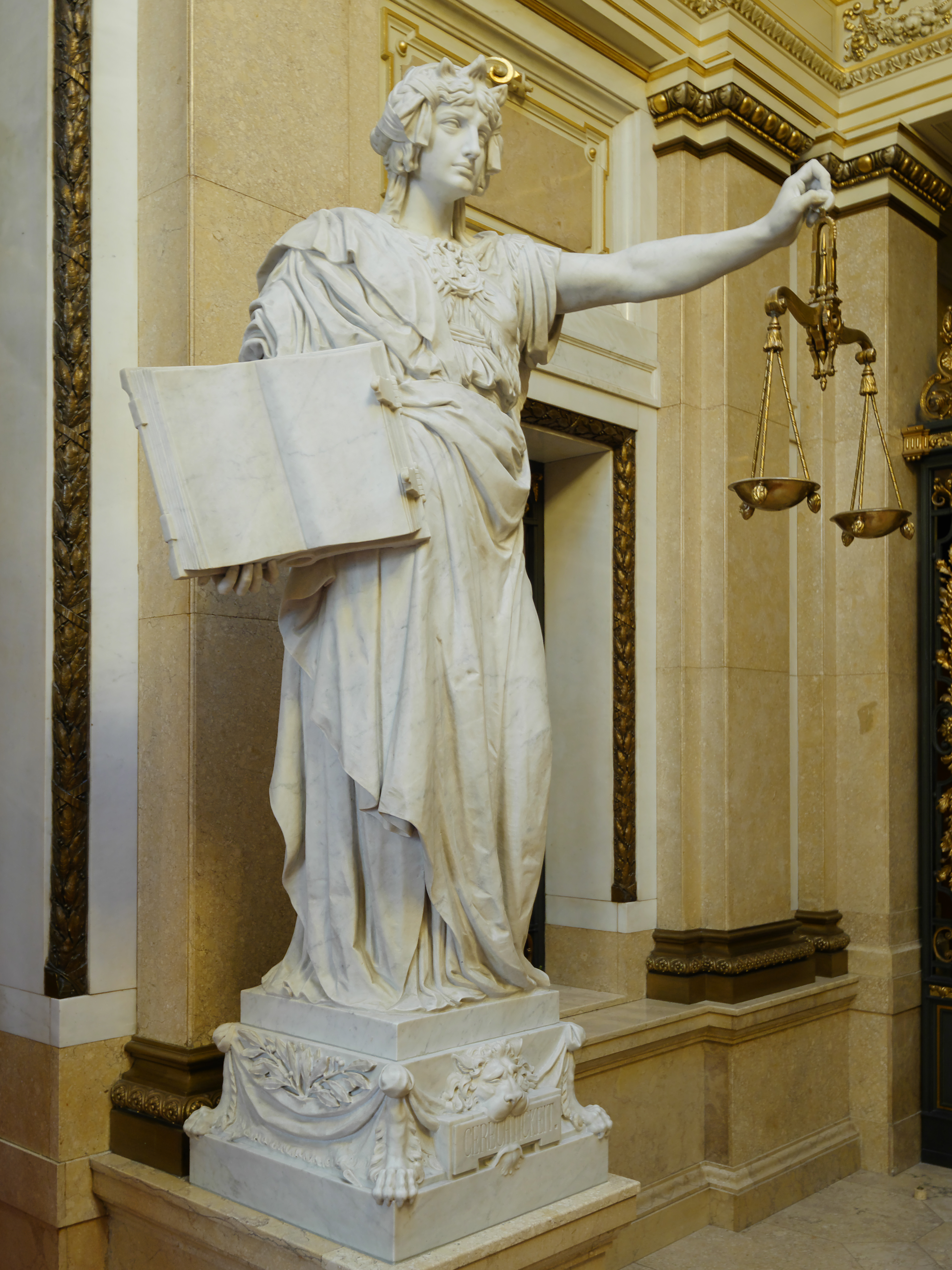
Skulptur „Gerechtigkeit“ im Senatsflügel
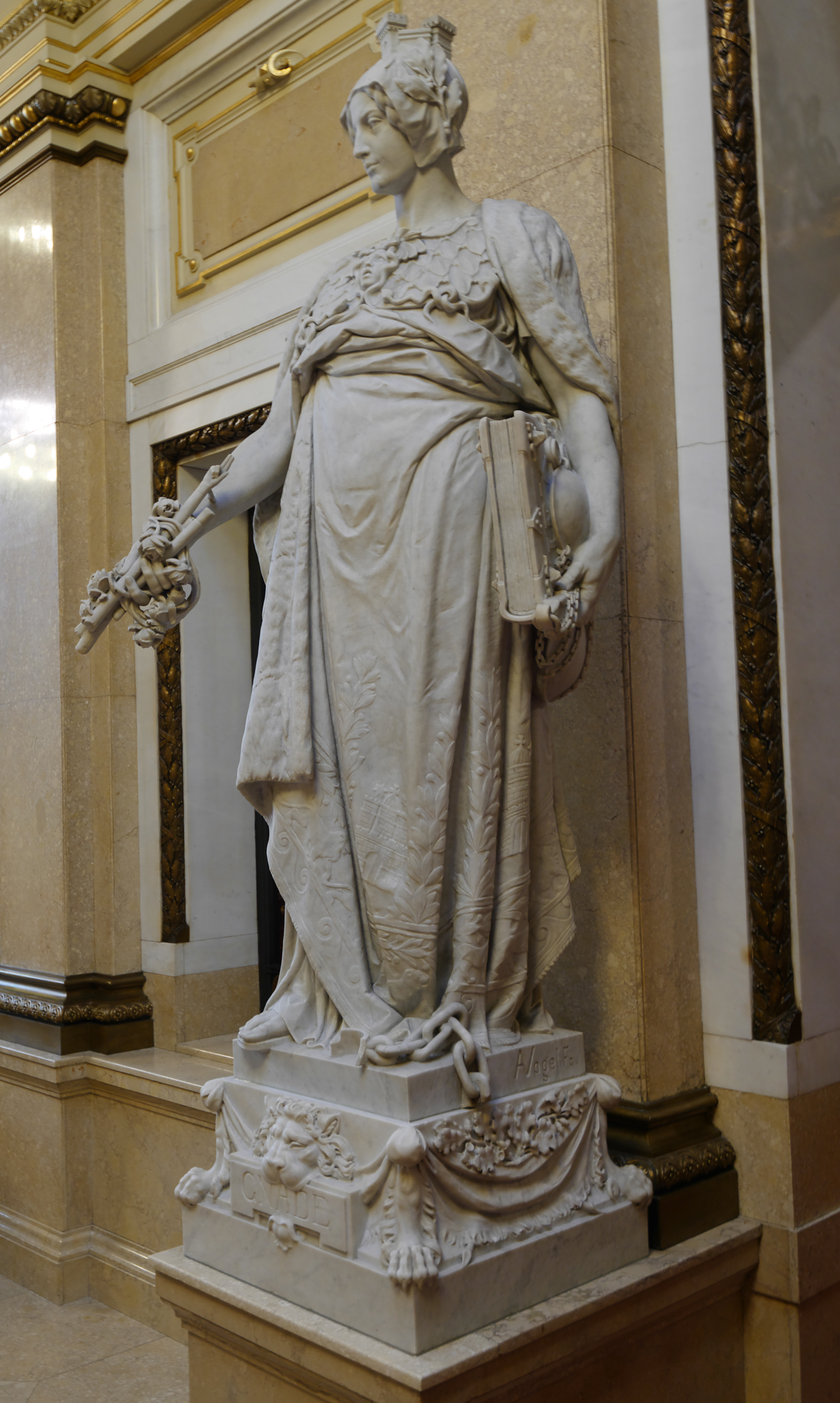
Skulptur „Gnade“ im Senatsflügel
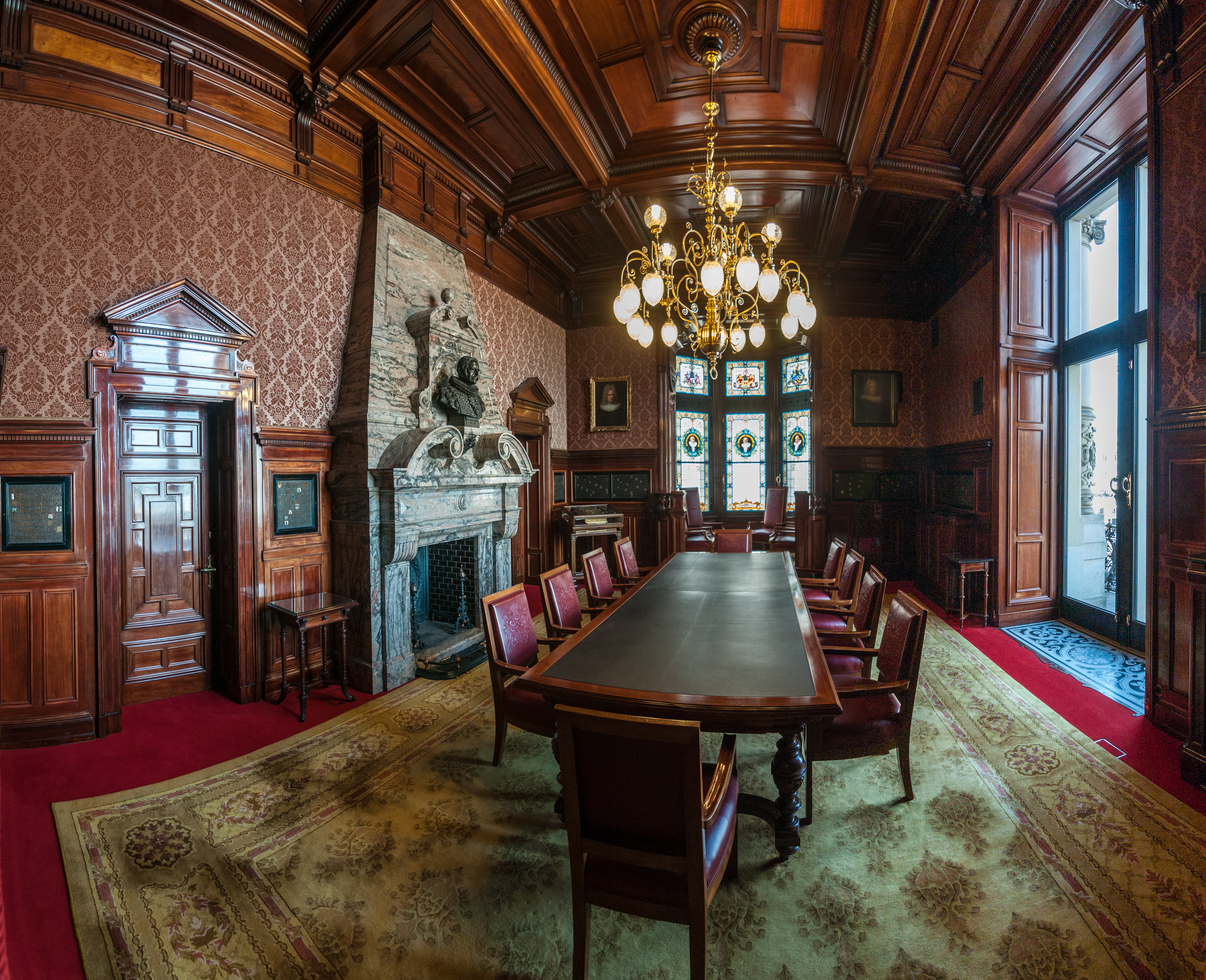
Bürgermeisteramtszimmer mit Goldenem Buch der Stadt

## Zweites Obergeschoss
Vom zweiten Obergeschoss aus sind die Bürgerschaftslogen, die Senatslogen und die Pressetribüne des Plenarsaals zu erreichen. Hier befindet sich auch das Rathaus-Studio des NDR.

## Die Restaurierung des Rathauses vor dem Jubiläum 1997
Rechtzeitig vor dem großen Jubiläum im Jahr 1997 wurde das Rathaus umfangreich renoviert. Es gelang Bürgermeister Henning Voscherau mit Senat und Bürgerschaft, die Medien sowie viele Hamburger Bürger und Unternehmen für diese große Aufgabe zu gewinnen. Die Medien (insbesondere das Hamburger Abendblatt) berichteten ausführlich. Eine Überraschung war die plötzlich wiederbelebte Fassade des Rathauses. Da das Rathaus nach über 90 Jahren und zwei Weltkriegen schwarz geworden war, konnte man die liebevollen Details nicht mehr wahrnehmen. Senat und Bürgerschaft bedankten sich u. a. durch die Nennung der Namen aller Spender in der Turmhalle.
Für die zahlreichen Baustellen seien hier drei besondere Projekte genannt:

### Die Kaiserstatuen
Es gelang Bürgermeister Voscherau, Paten für die Restaurierung der 20 Kaiser zu finden – ohne, dass ihnen vorher bekannt war, wie groß der Umfang sein würde (und wie viel es kosten würde – nämlich 75.000 DM pro Kaiser – insgesamt also 1,5 Mio. DM). Die Arbeiten führte die Restauratorin Betina Roß durch.

### Die Ledertapeten von Georg Hulbe

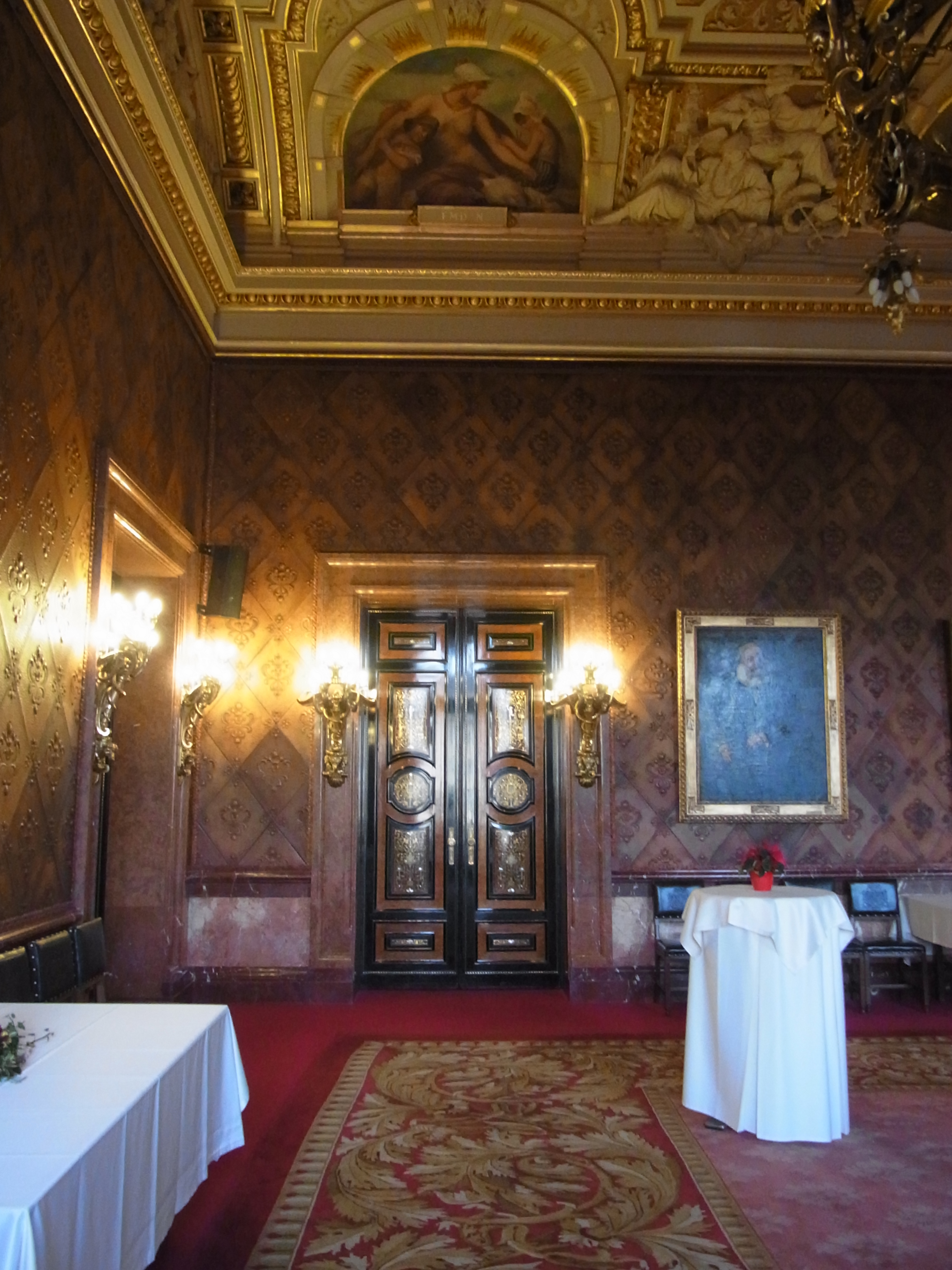
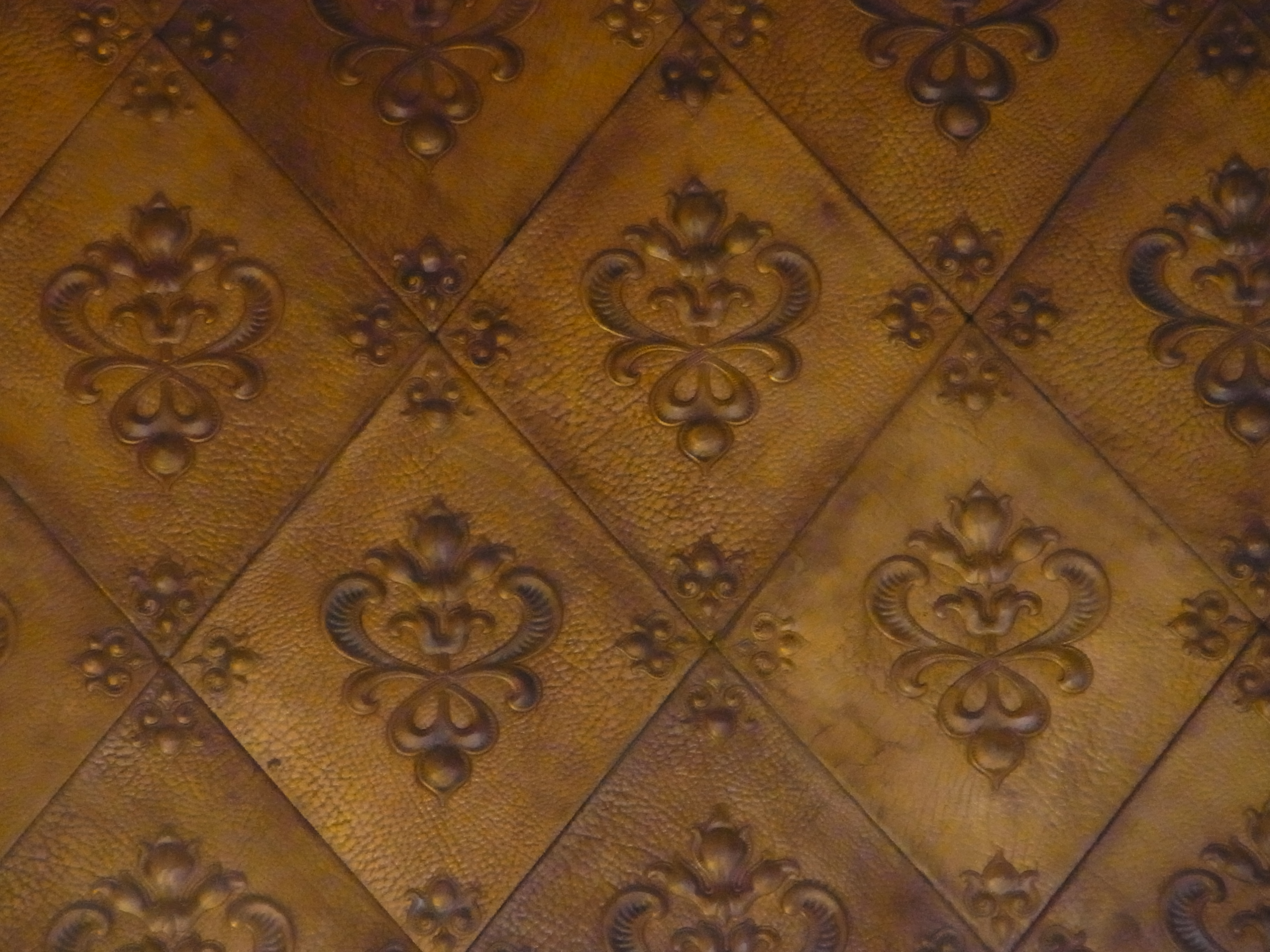
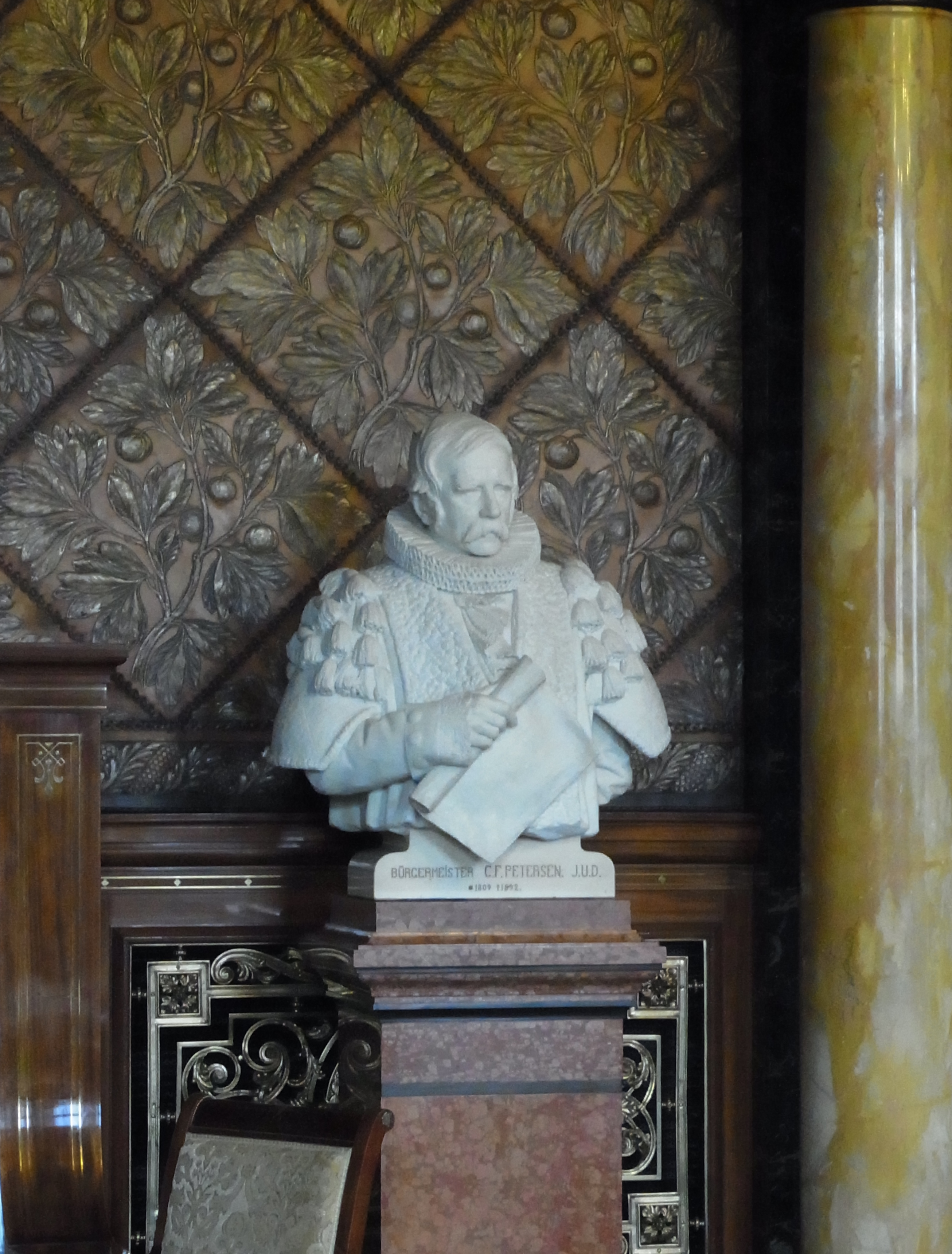
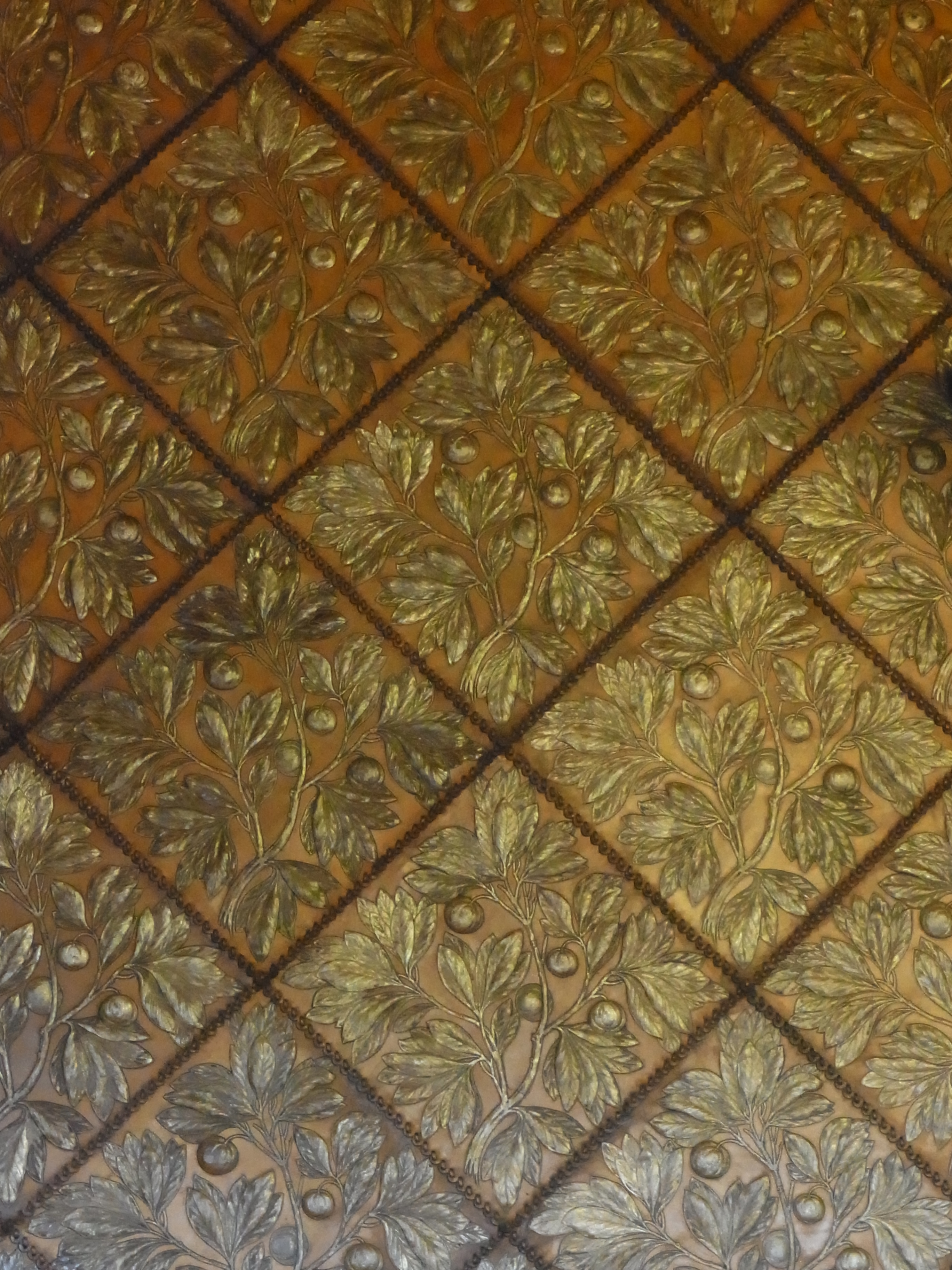

Der Lederkünstler Georg Hulbe hatte bereits den Berliner Reichstag mit Ledertapeten ausgestattet und für das Gestühl gepunztes Leder gefertigt. Sie gefielen den Hamburgern so gut, dass Hulbe auch für das neue Hamburger Rathaus sein Können einsetzen sollte. So bekamen der Kaisersaal und der Bürgermeistersaal Ledertapeten und ebenfalls das Gestühl erhielt das gepunzte Wappen von Hamburg. Nach fast 100 Jahren war es dringend notwendig, sie zu restaurieren und teilweise zu ergänzen. Die spezialisierte Hamburger Lederpunzer-Werkstatt "Vanino & Henkel" führte diese Arbeiten durch.

### Das Bürgermeisterfenster im Bürgermeisteramtszimmer

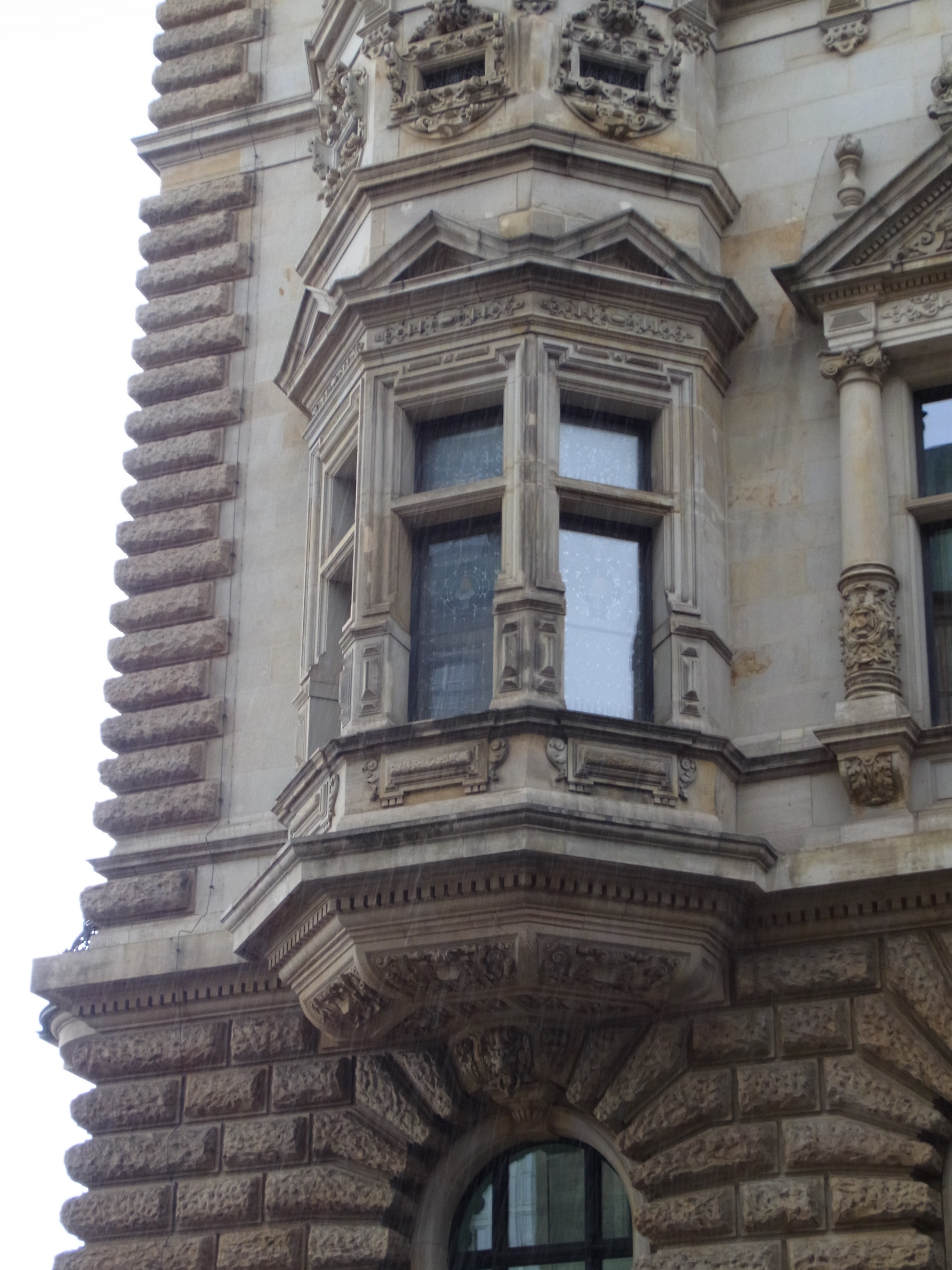
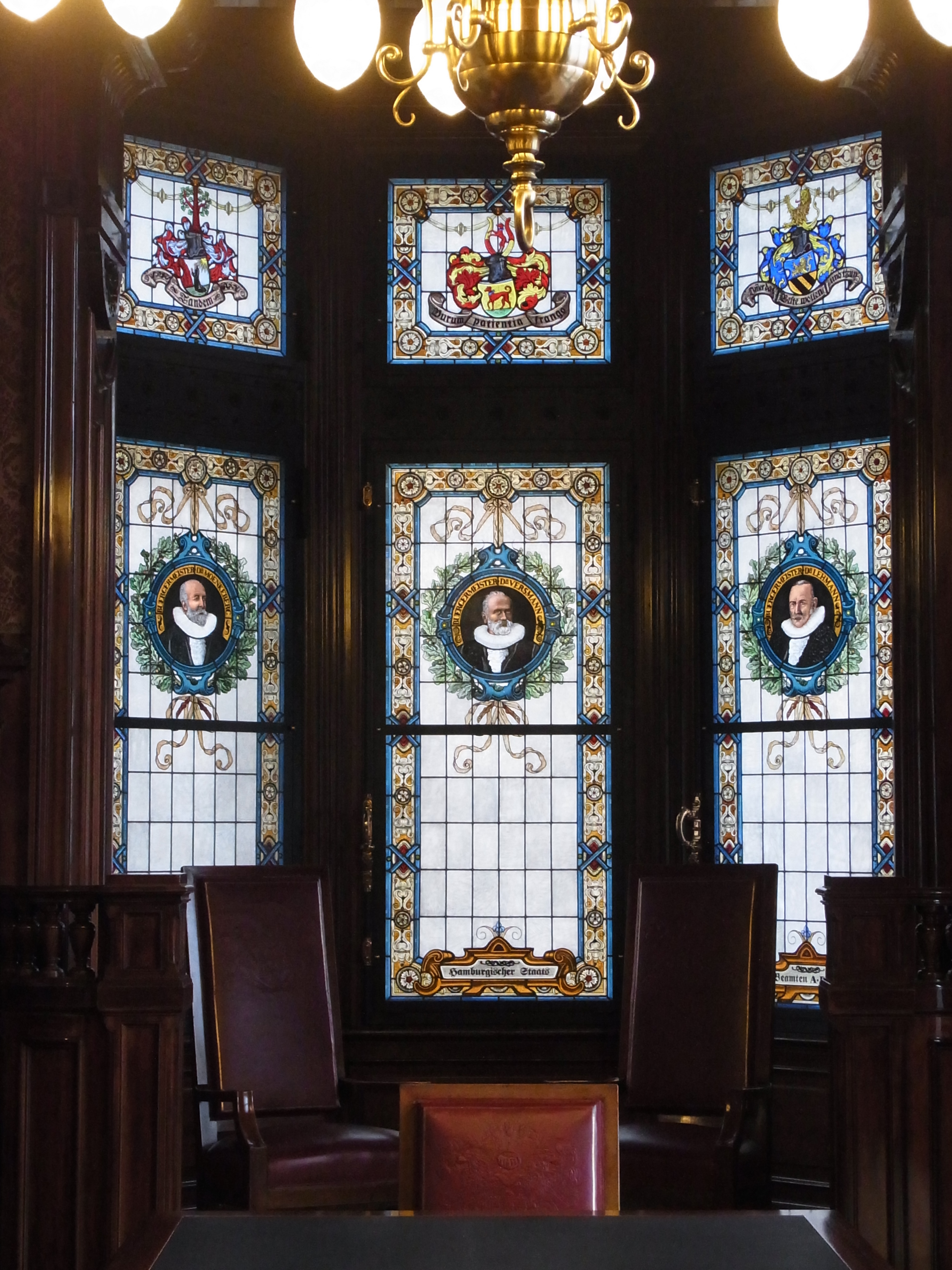
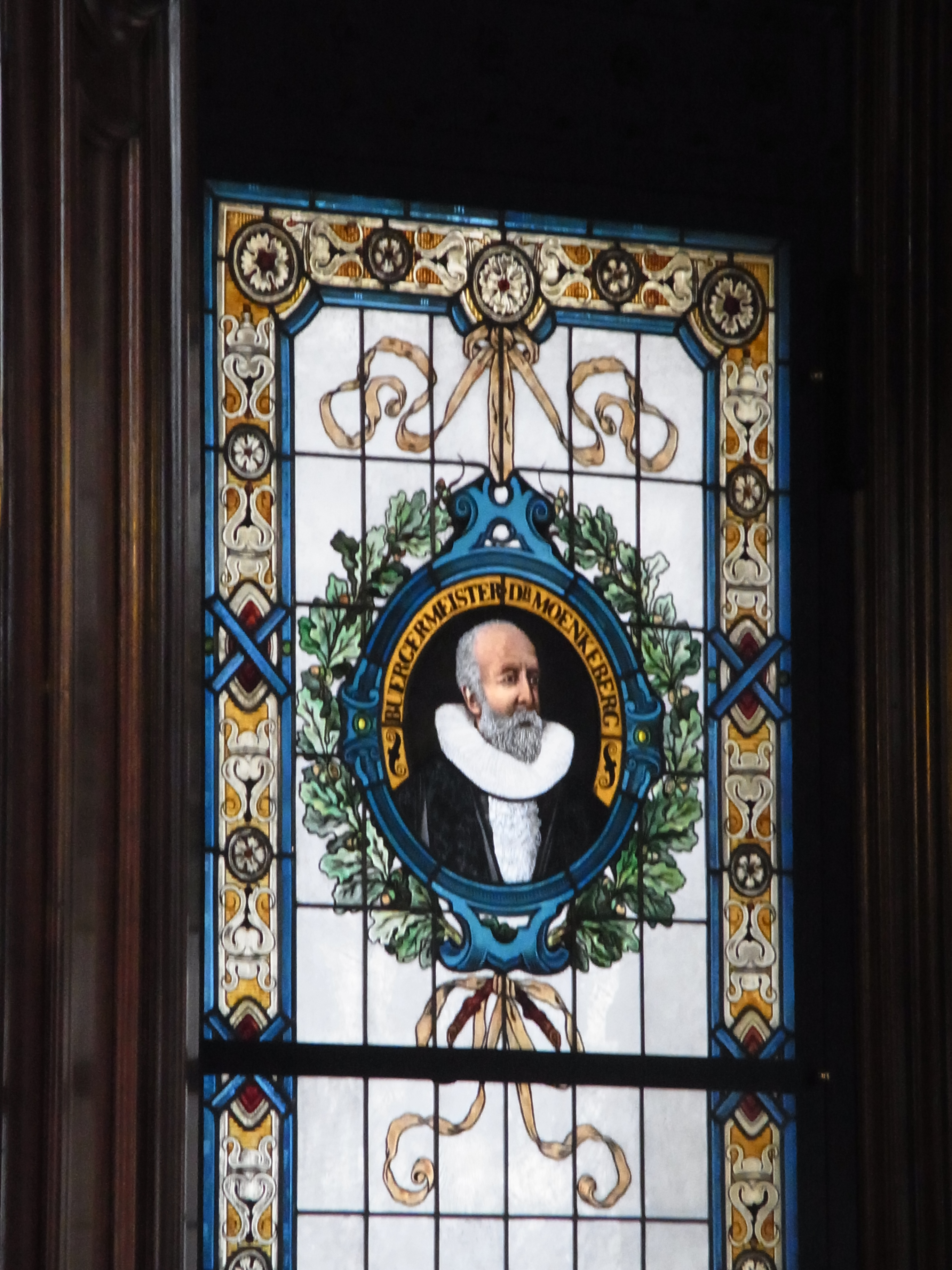
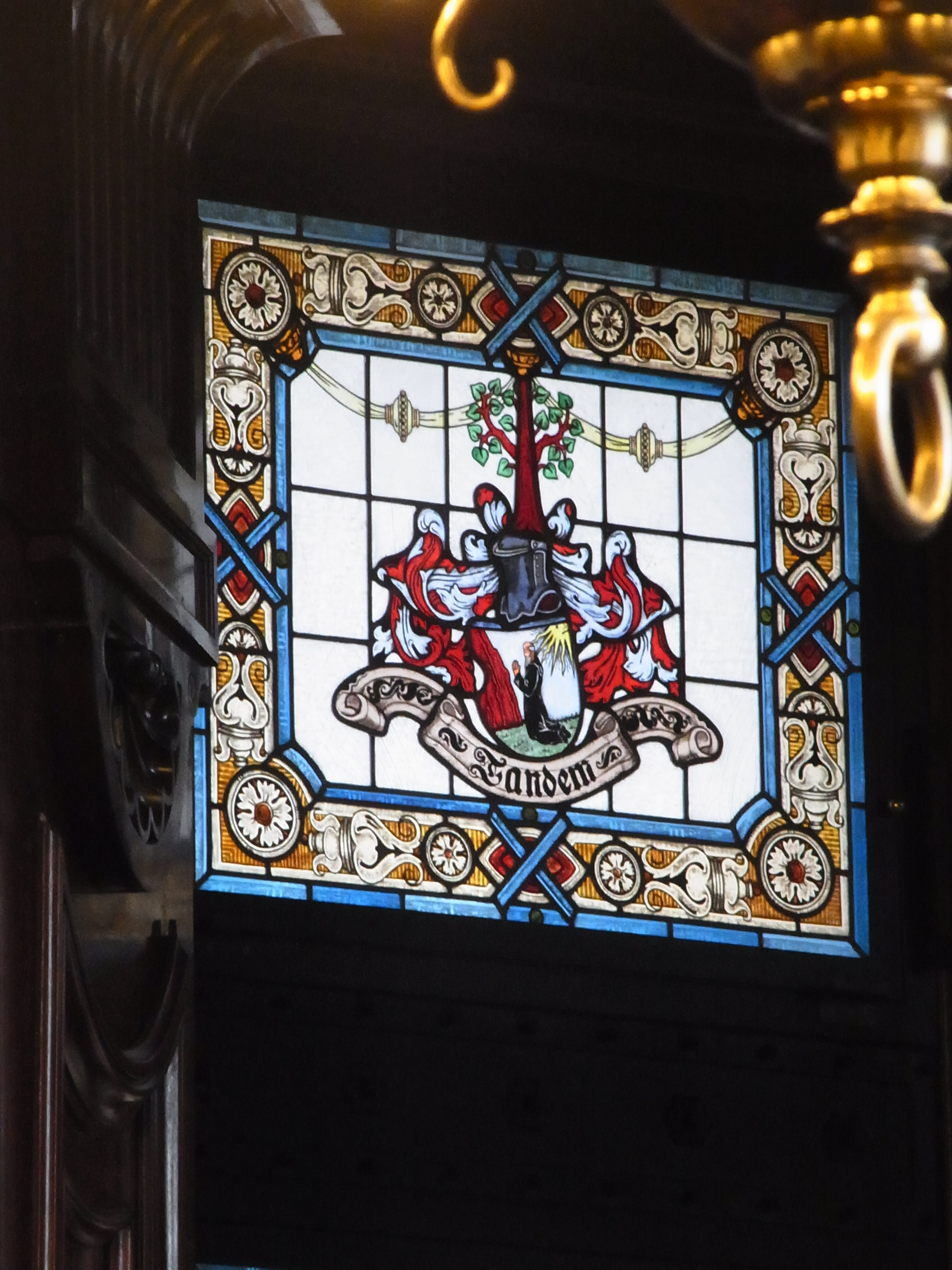

Für das Bürgermeisteramtszimmer schuf der Münchner Glasmaler Gustav van Treeck 1897 nach eigenen Entwürfen die Dreiviertelporträts der drei Bürgermeister Johannes Versmann, Johannes Christian Eugen Lehmann und Johann Georg Mönckeberg (Politiker, 1839) mit deren Familienwappen und ihren Wahlsprüchen. Diese Fenster wurden durch den Krieg vernichtet. Anlässlich der Renovierung des Hamburger Rathauses zum Jubiläum 1997 wurden diese Fenster nach einem alten Foto durch das Hamburger Glaskunstatelier Hempel rekonstruiert.

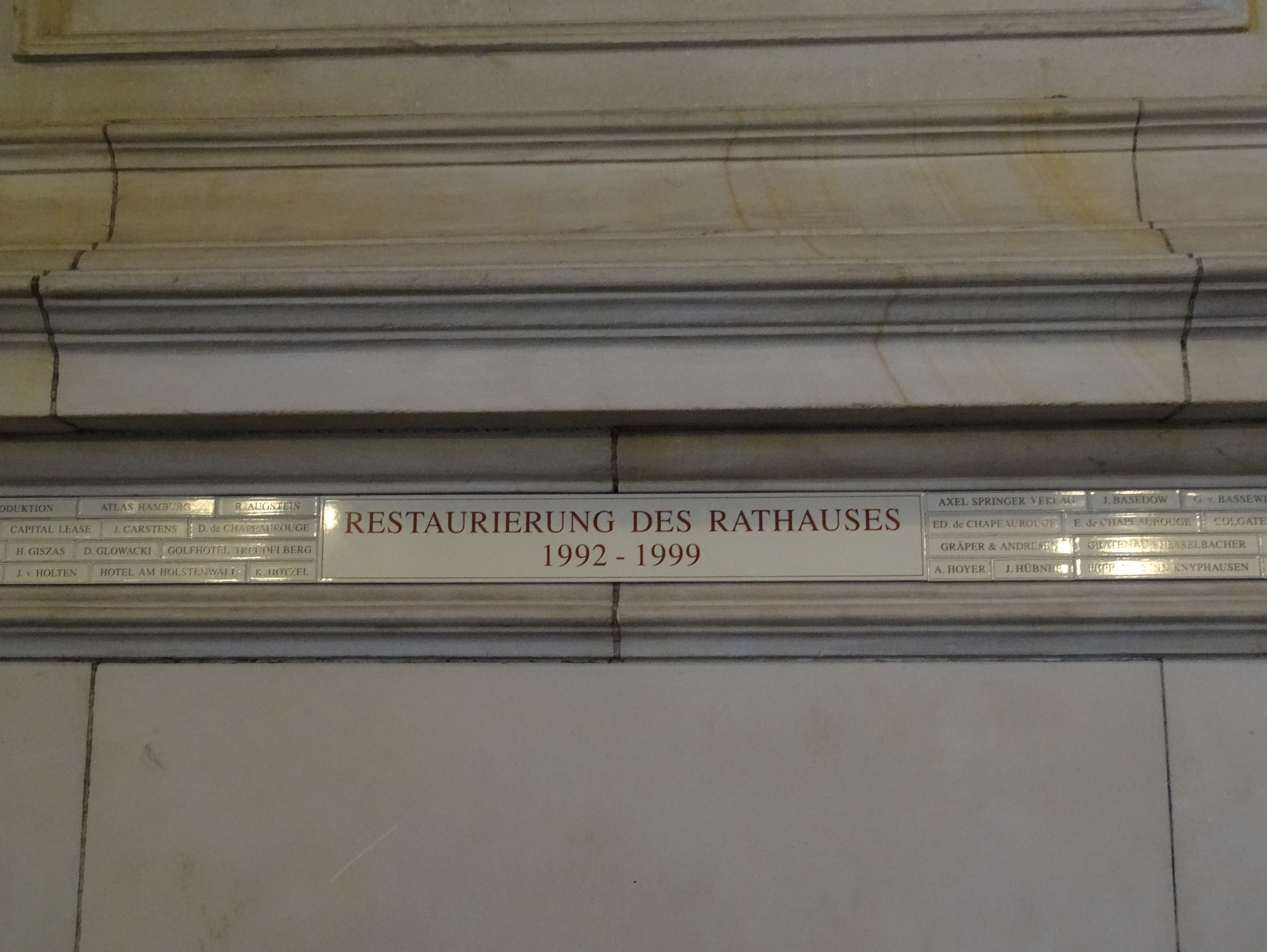
Ein Teil des langen Bandes mit den Namen der Spender …
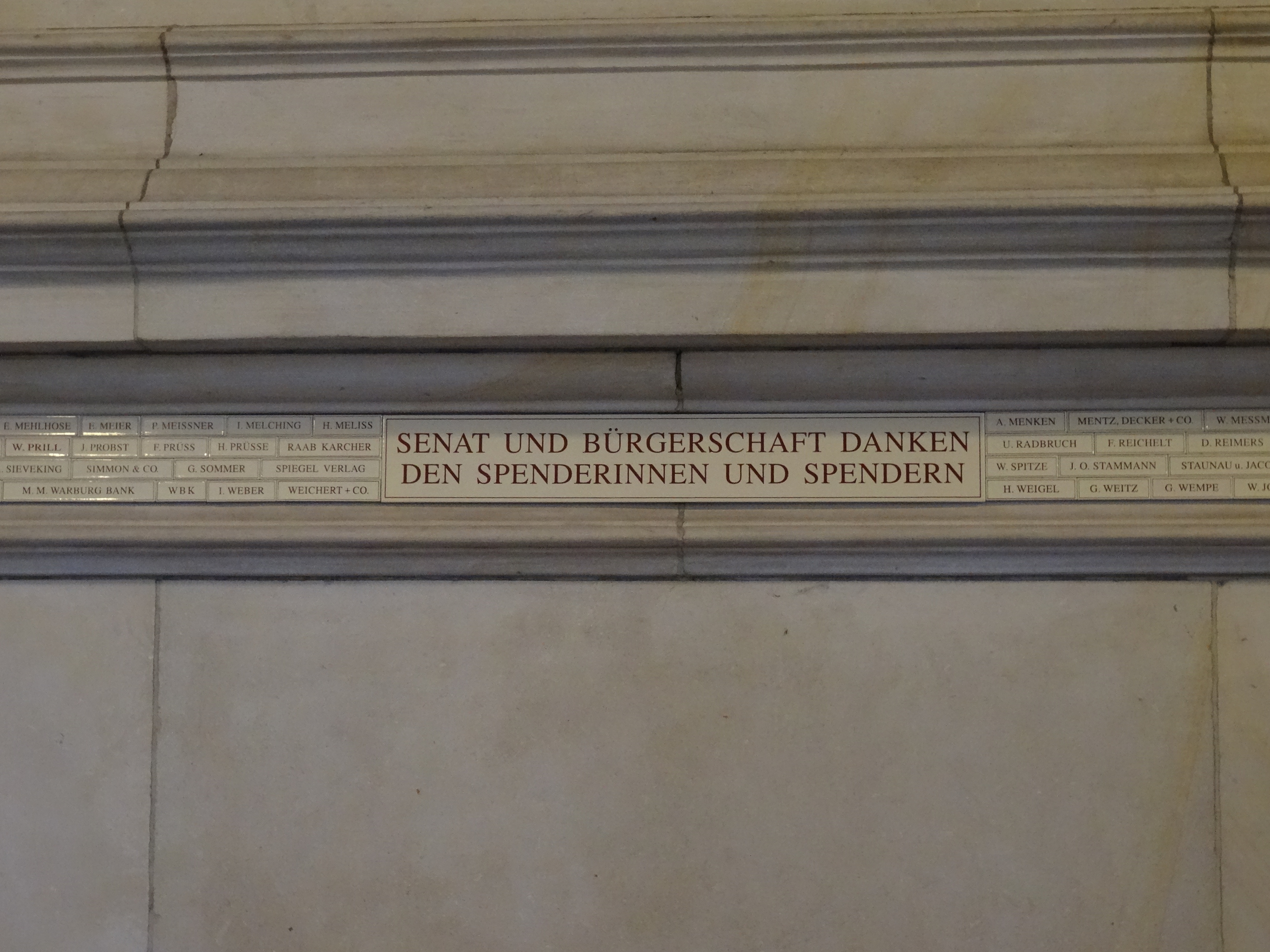
… mit dem Dank: dezent und würdig